# Histoire de l'évêché de Mayence

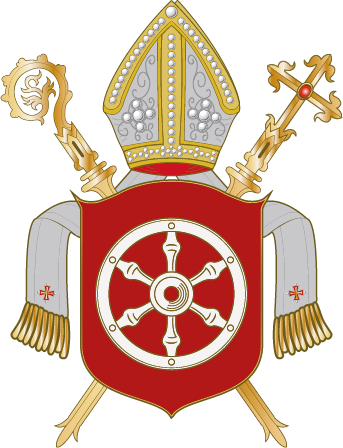
Blason de l'évêché

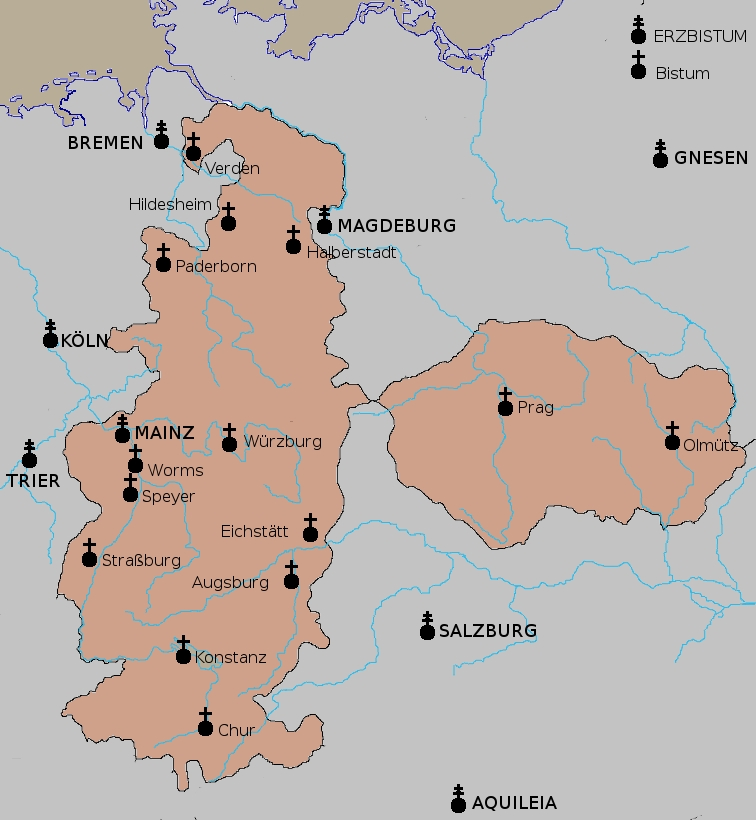
Territoire épiscopal vers 1000

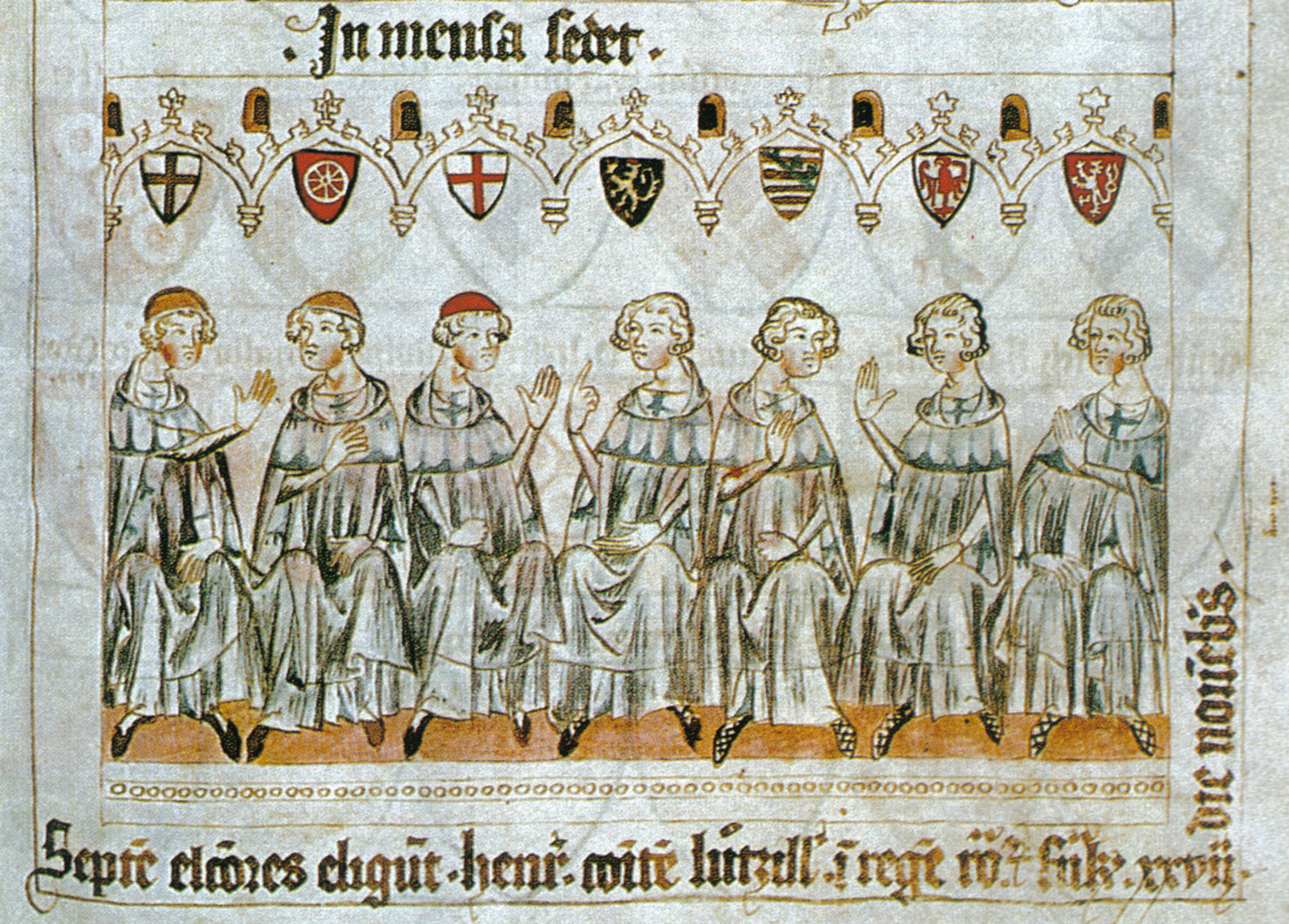
Codex Balduini Trevirensis : Les sept électeurs élisent le comte Henri de Luxembourg comme roi. Les électeurs, identifiés par les armoiries au-dessus de leurs têtes, sont, de gauche à droite, les archevêques de Cologne, Mayence et Trèves, le comte palatin du Rhin, le duc de Saxe, le margrave de Brandebourg et le roi de Bohême. Le candidat élu est élevé au rang de roi et couronné au bureau de vote de Francfort-sur-le-Main. Son onction et sa consécration ont eu lieu dans l'église palatine de Charlemagne à Aix-la-Chapelle, vers 1340. Landeshauptarchiv Koblenz, Best. 1 C Nr. 1 fol. 3b.

L'histoire du diocèse et de l'archidiocèse de Mayence remonte à plus de 1 600 ans. L'origine chronologique exacte de la première communauté chrétienne du Mogontiacum romain est aussi inconnue que celle d'une église épiscopale de la ville. Cependant, un diocèse de Mayence peut être considéré comme sûr à partir d'environ 368. Élevée au rang d'archevêché entre 780 et 782, la Province ecclésiastique de Mayence, avec ses 15 diocèses suffragants fut pendant des siècles la plus grande province ecclésiastique au nord des Alpes. L'archevêque de Mayence a joué très tôt un rôle de premier plan dans le Saint-Empire romain germanique. Il était archichancelier impérial de la partie allemande de l'Empire depuis le Xe siècle et l'un des sept électeurs qui avaient le droit exclusif d'élire un roi depuis le XIIIe siècle. L'archevêché et l'électorat de Mayence, dans lesquels l'évêque était également le dirigeant séculier, furent abolis en 1803 par la Reichsdeputationshauptschluss à la suite des guerres de la Révolution française et rétablis comme diocèse suffragant. Depuis 1821, le diocèse appartient à la Kirchenprovinz Freiburg.

## Époque romaine et franconienne

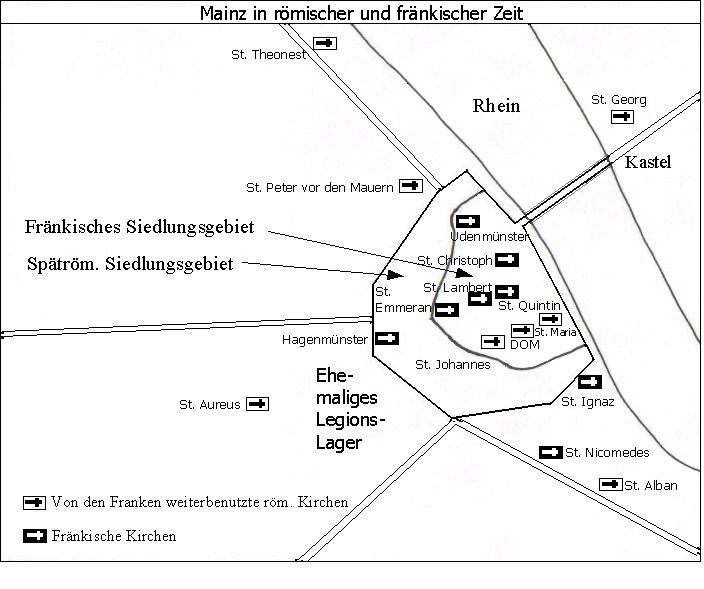
Mayence et ses églises à l'époque romaine tardive et franconienne

### Débuts

#### Premiers témoignages
On ignore quand le christianisme est arrivé à Mayence. On suppose parfois que la 22e Légion, stationnée à Mayence à partir de l'an 43, a apporté le christianisme à Mayence. Toutefois, jusqu'à la fin du mandat de l'empereur Marc Aurèle en 180, aucun chrétien dans l'armée romaine ne peut être documenté fiablement. Les autres explications, selon lesquelles le christianisme serait arrivé dans la région par l'intermédiaire de commerçants, de marchands ou d'esclaves, ne suggèrent pas qu'il existait déjà à cette époque une communauté hiérarchiquement structurée avec un évêque à sa tête.
Vers la fin du IIe siècle après J.-C., l'évêque de Lyon, Irénée, mentionne des chrétiens vivant dans la région du Rhin moyen dans son ouvrage « Contre les hérétiques » (Adversus haereses). Irénée parle de « Germanies » et fait référence aux deux provinces germaniques Germanie supérieure et Germanie inférieure. Les capitales des deux provinces étaient Mogontiacum (Mayence) et la Colonia Claudia Ara Agrippinensium (Cologne). On peut donc supposer qu'il faisait référence à une vie chrétienne dans ces communautés. La plus ancienne preuve archéologique de chrétiens dans la région de Mayence provient de l'inscription en argent de Francfort datant d'environ 230 à 270 après JC. Il est cependant peu probable que cela signifie également que les chrétiens de Mayence avaient un évêque à leur tête. En tant que ville de garnison, Mayence était dominée par l'armée romaine, ce qui, en conjonction avec le culte impérial dominant, aurait pu avoir un effet inhibiteur sur la propagation du christianisme dans la ville. Aucune preuve plus précise de la vie chrétienne dans la ville n'a été transmise. Il n'y a pas non plus d'évêques attestés dans les régions environnantes à l'heure actuelle. On peut donc supposer que le christianisme ne s'est implanté à Mogontiacum que plus tard, bien après l'Édit de Milan.

#### Apparition d'une église épiscopale
Il n'est plus possible de déterminer exactement quand cette congrégation a été dirigée pour la première fois par un évêque. En 346, selon des manuscrits plus anciens, un évêque de Mayence nommé Martinus est mentionné pour la première fois. Son nom apparaît sous le nom de Martinus episcopus Mogontiacensium dans les actes du synode de Cologne, qui se serait réuni cette année-là (12 mai 346) pour déposer l'évêque Euphrates de Cologne pour avoir défendu les thèses ariennes. Cependant, les documents du prétendu synode sont désormais considérés comme des faux ultérieurs. Elles sont conservées dans un manuscrit du Xe siècle, mais font probablement référence à la Vita Maximini comme source principale. La Vita Maximini, une biographie de l'évêque de Trèves, Maximin, par son successeur Milon, a été écrite au VIIIe siècle. A cette époque, l'évêque de Trèves s'opposa au projet de Boniface de faire de Cologne un archevêché franconien. Milo avait peut-être l'intention de nuire à la réputation de Cologne avec cette histoire. Le faussaire des documents du Xe siècle a probablement repris une liste d'opposants à l'arianisme transmise par Athanase. Le faussaire lui-même ajouta les sièges des évêchés mentionnés et fit de Martin l'évêque de Mayence, qui était sous le patronage de saint Martin. Martinus n'apparaît que dans le Codex Bernensis, qui remonte également au 10e siècle, mais sous le nom de Marinus. Etant donné que dans le codex cité ci-dessus, la liste des évêques de Mayence suit directement et sans paragraphe une liste des papes romains, qui se termine par Étienne VIII (939-942), dont le successeur fut Marinus II (942-946), on peut supposer que le Marinus susmentionné faisait en réalité référence au pape romain, même si la question ne peut être définitivement clarifiée.
Les premiers noms enregistrés dans les listes d'évêques ne peuvent donc pas être vérifiés. Le premier évêque mentionné dans certains traités, Creszenz, qui aurait été disciple des apôtres (« discipulus Pauli ») et aurait résidé à Mayence au premier siècle, est certainement un faux. Elle est née du désir d'auteurs ultérieurs de faire remonter les origines de l'Église de Mayence à l'époque des apôtres et de souligner ainsi la primauté du diocèse.
Bien qu'aucun nom datant du IVe siècle ne soit parvenu jusqu'à nous, il ne fait aucun doute qu'une église dirigée par un évêque s'est développée à Mayence dans les décennies post-constantiniennes. Une salutation de l'évêque Hilaire de Poitiers datant de 358/359 ainsi que le rapport de l'historien romain Ammien Marcellin sur le pillage de la ville par le prince alémanique Rando en 368 en témoignent,. Ammianus rapporte qu'une importante communauté chrétienne fut surprise par l'attaque pendant la célébration d'une fête importante, peut-être Pâques. Cependant, une grande communauté dans une ville aurait été dirigée par un évêque.
Les autres témoignages de l'église de Mayence sont également liés à des actions militaires. En 406, les Alains et les Vandales attaquèrent la ville. Selon le « Martyrologe de Rabanus Maurus », un certain Alban fut martyrisé lors de cette attaque. En son honneur, la basilique Saint-Alban fut construite à l'extérieur des portes de la ville en 413. Cette église, remplacée plus tard par des bâtiments plus grands, était de loin l'église la plus importante de l'(archi)diocèse au début du Moyen Âge. Alban n'était pas le seul à ne pas avoir survécu à l'attaque. Le père de l'Église Jérôme rapporte dans une lettre : « Mayence, la ville autrefois très louée (…), ils l'ont prise et complètement détruite. Des milliers de personnes ont été massacrées dans l'église. ».
En 451, Mayence fut prise d'assaut par les Huns et de nouveau détruite. Il est possible que l'évêque Aureus de Mayence ait subi le martyre. Il fut le premier à être nommé dans la plus ancienne liste d'évêques non élargie, les Annales mortuaires de Fulda de 923, conservées dans un codex munichois du XVe siècle. Cela a mis fin à la domination romaine à Mayence. Les Alamans qui prirent possession de la ville apportèrent avec eux leurs cultes païens, ce qui rendit plus difficile le développement du christianisme. Néanmoins, la continuité du christianisme peut être conclue à partir des tombes découvertes au cours de cette période. Cependant, sur la base des découvertes funéraires, on peut conclure que le christianisme a continué à se développer. Cependant, il n'est pas clair si cela s'applique également à l'existence d'un évêque. Les listes des évêques se brisent au passage à la période franconienne, tout comme celles de Cologne. À Mayence, ils ne recommencent qu'avec Sidonius, qui résida à Mayence à l'époque mérovingienne au VIe siècle.

#### Excursus: Les premières cathédrales

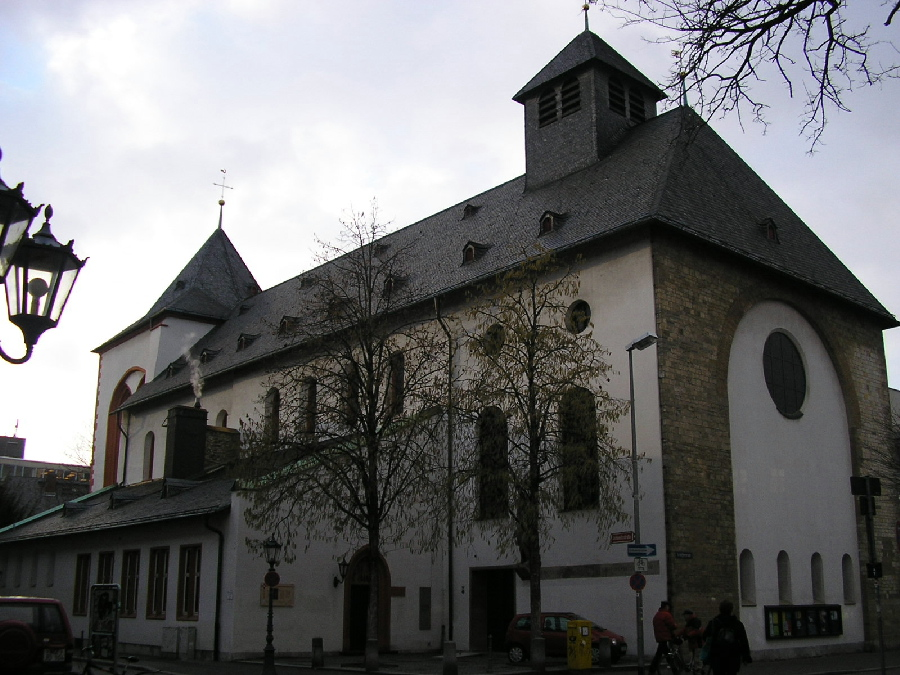
St. Johanniskirche

Une église dirigée par un évêque signifie nécessairement qu'une cathédrale devait également exister à Mayence. L'emplacement d'une église épiscopale romaine officielle et l'époque à laquelle elle a été construite ne sont pas encore clairs et font l'objet de controverses parmi les experts. Les découvertes archéologiques fournissent peu d'informations ; des investigations et des fouilles plus détaillées n'ont pas eu lieu au cours des dernières décennies. Cependant, les sources étant très riches, la localisation et l'étendue de la cathédrale et de ses annexes font l'objet de débats constants,.
La seule chose qui peut être considérée comme certaine est que l'édifice actuel de la cathédrale n'a pas été construit sur les fondations d'un édifice précédent. Au lieu de cela, des fondations correspondantes de la période romaine tardive ont été découvertes lors de fouilles sous l'église Saint-Johannis. Il pourrait s'agir de la cathédrale, dont l'existence est suggérée par le rapport d'Ammien Marcellin en 368. L'église était appelée dans des sources ultérieures la « Vieille Cathédrale » (Aldedoum). Comme le décrit le poète Venance Fortunat, un baptistère aurait été construit à proximité de cette cathédrale par l'évêque Sidonius. Venance écrit également que Sidonius a rénové les vieux temples. Le patronage de Saint-Martin de la cathédrale date probablement de cette époque. Après le déménagement du monastère de la cathédrale dans le nouveau bâtiment Willigis ou Bardo au Xe / XIe siècle, le patronyme Saint-Martin aurait été transféré à la nouvelle église cathédrale, tandis que l'ancienne église aurait repris le patronyme Saint-Jean du baptistère intégré au complexe Johannesstift. En plus de cette tentative d'explication, il existe d'autres interprétations, dont aucune ne peut être fondée sur des preuves archéologiques.

### Un nouveau départ à l'époque franconienne
Les Royaumes francs se composaient initialement de quelques petites principautés. Cela changea sous le roi Clovis Ier, qui réussit à établir un empire franc. Vers 498, il fut baptisé sur la base d'un vœu, ce qui fut un moment décisif dans l'histoire du christianisme occidental et donc aussi du diocèse de Mayence. En 511, Clovis convoque un concile impérial pour créer de nouvelles structures ecclésiastiques. Cependant, aucun représentant de Mayence n'était présent. Ses successeurs Thierry Ier (511-534) et Théodebert Ier (534-548) reprennent l'exécution des décisions. Ils s'appuient sur des clergés aquitains, qu'ils préfèrent élever aux évêchés de leur empire. Ils envoyèrent à Mayence Sidonius, originaire de la région Rhône-Loire. On ne sait pas exactement quand Sidonius arriva à Mayence. Ce qui est sûr, c'est qu'il se trouvait encore à Mayence en 566, où il hébergea le poète Venance Fortunat, qui l'immortalisa plus tard dans ses vers. Sidonius est donc le premier évêque de Mayence dont on puisse prouver l'existence avec certitude.

### Sidonius comme évêque de Mayence
Sous Sidonius, la communauté chrétienne retrouve son prestige. Venantius rapporte que l'évêque a sauvé la ville d'un déclin supplémentaire, a rénové la cathédrale et d'autres églises et a construit un baptistère et d'autres églises. À partir de ce moment, la cathédrale, comme tous les bâtiments qui lui ont succédé, fut patronnée par le national franconien saint Martin de Tours. Sidonius a laissé derrière lui des conditions ordonnées et une communauté consolidée.
Avec son successeur Sigimundus commença la série des évêques franconiens, dont on ne sait pas grand-chose. Souvent, même les informations sur leurs noms exacts et l'ordre de leurs pontificats manquent. Ce qui est certain, c'est que l'Église de Mayence a acquis une influence croissante dans l'empire à partir du VIIe siècle. Les évêques étaient pour la plupart des fonctionnaires méritants du roi concerné, pour qui devenir évêque marquait la fin de leur carrière. Cette politique représentait naturellement un désavantage pour la direction spirituelle du diocèse.
L'importance de l'évêché s'accroît parallèlement à celle de la ville. En raison de la politique d'expansion franconienne, Mayence n'était plus pendant un certain temps un avant-poste oriental, mais plutôt un lien avec les zones de mission nouvellement développées en Hessengau et l'histoire de la Thuringe. Avec l'Empire, le diocèse s'étendit également dans les régions de Wetterau et de Thuringe. Au VIIIe siècle, les régions autour d'Aschaffenburg furent ajoutées, ce qui devait former ce qu'on appelle l'Abbaye supérieure dans le futur Électorat. Avec la fondation du diocèse de Wurtzbourg en 741, la frontière orientale du diocèse fut définitivement établie. À l'ouest, l'Église de Mayence pouvait s'appuyer principalement sur Bingen, idéalement située à l'embouchure de la Nahe. Derrière lui, le diocèse confinait au diocèse de Trèves.

### Déclin de la vie chrétienne
Malgré l'interdiction des cultes païens et l'adoption du christianisme, elle eut du mal à s'implanter dans l'Empire franconien. Même si l'Église de Franconie semblait structurellement bien organisée en 125 diocèses et 11 provinces ecclésiastiques, l'acceptation interne de la doctrine chrétienne par la population ne pouvait pas se faire à elle seule. Le système ecclésiastique privé franconien, selon lequel le chef de clan supervisait le culte selon de vieilles idées germaniques-païennes, a encore entravé cette pratique. Le chef du clan employait le prêtre, ce qui conduisit à un relâchement du lien avec l'évêque local et à une dépendance du prêtre, qui agissait en réalité comme enseignant religieux, à l'égard du clan concerné. En outre, le gardien franconien Karl Martell a fait occuper partout ses disciples dans les évêchés, sans prêter attention à leurs qualifications pour la tâche spirituelle. La constitution métropolitaine s'est effondrée et la vie chrétienne a décliné.

### Boniface

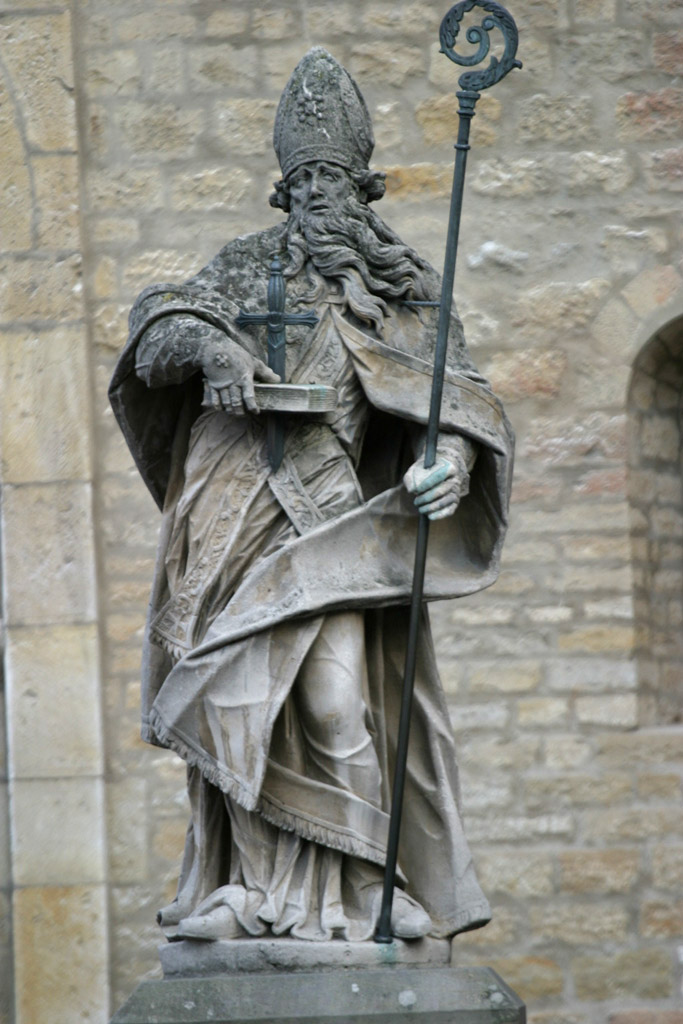
Statue de Boniface devant la Mainzer Dom

Ce processus ne put être stoppé que par la mission iro-écossaise, lancée en 581 par le moine irlandais Colomban de Luxeuil. Elle fut également poursuivie par des moines anglais, dont le représentant le plus important fut le moine bénédictin Winfrid, né dans le Wessex en 672. En 719, Winfrid se rendit à Rome pour être nommé missionnaire par le pape Grégoire II (715-731). On lui donna le surnom de Boniface et il devint missionnaire officiel auprès des peuples germaniques. En 722, le pape le sacra également évêque sans siège fixe. En 723, Boniface retourna dans la terre de mission de Thuringe, où il connut un tel succès que le pape Grégoire III (731-741) le nomma archevêque en 732 avec le droit de nommer des évêques. Plus tard, il fut même nommé Légat apostolique.
En 742 (ou 743), Boniface convoqua un synode pour accélérer la réforme de l'organisation de l'Église. Le synode proposa la création d'une province ecclésiastique de Francie orientale (Austrasie) avec son siège à Cologne. Cela devait inclure les diocèses suffragants de Tongres/Maastricht, Utrecht, Mayence, Worms, Spire, Büraburg, Wurtzbourg et Erfurt. Boniface lui-même voulait devenir le premier métropolite de la province ecclésiastique. C'est pour cette raison que l'opposition aristocratique franconien s'opposa aux projets du synode. La ville extrêmement importante de Cologne ne doit pas devenir le siège d'un archevêque anglo-saxon. En 747/48, le plan échoua finalement.
Il ne resta donc à Boniface que le diocèse de Mayence, auquel il ne se sentait pas très attaché. Là, en 745, il déposa de son poste d'évêque Gewielieb, jugé indigne en raison d'une vengeance sanglante envers son père, et prit probablement immédiatement lui-même ses fonctions. En 752, Boniface consacra son compagnon de longue date Lull comme Chorévêque à Mayence - une des premières formes d'Évêque auxiliaire d'aujourd'hui. Après le martyre de Boniface lors d'un voyage missionnaire en 754, Lulle devint son successeur sur le trône épiscopal de Mayence.

### Mayence devient archevêché

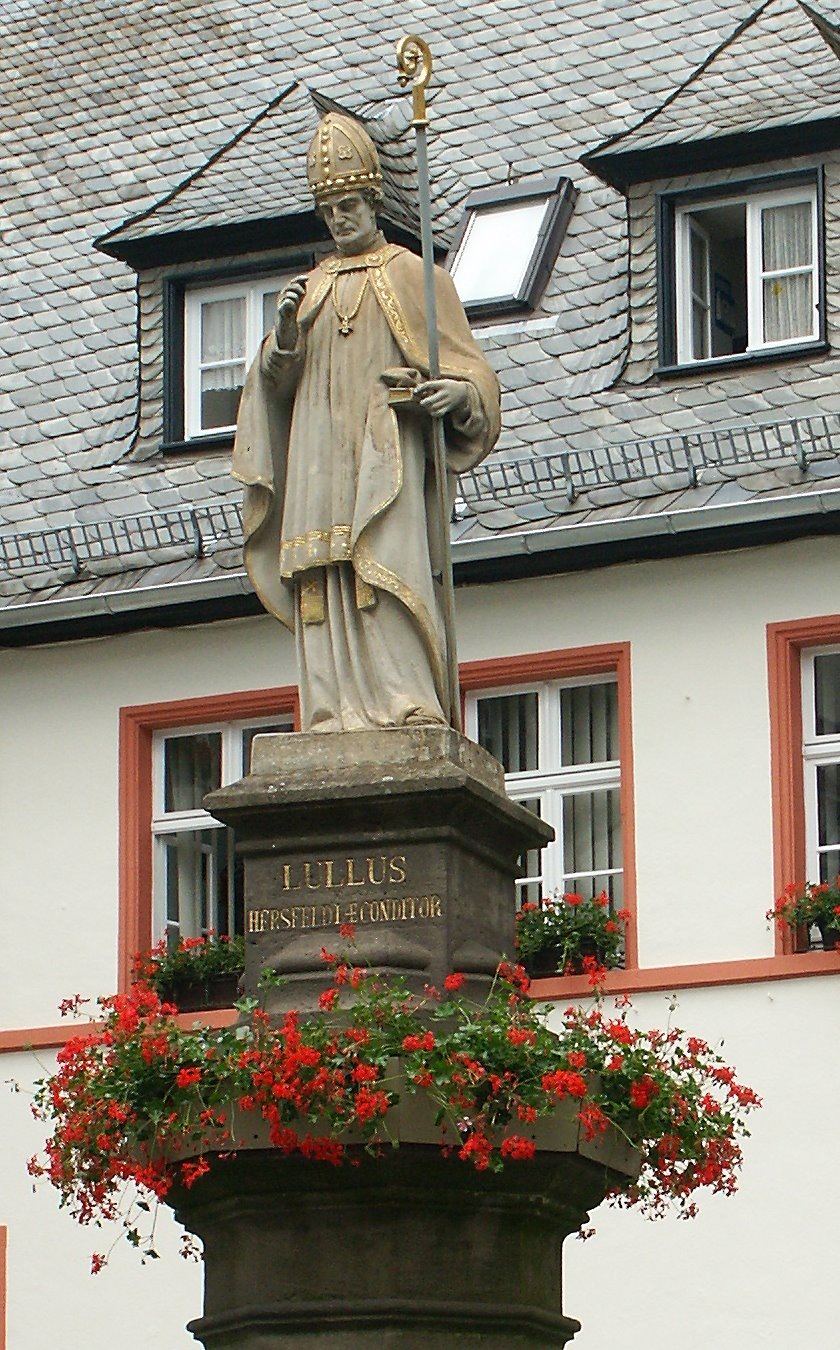
Statue de Saint Lull à Hersfeld

Lorsque Lull devint évêque diocésain de Mayence, Mayence n'était ni un archevêché ni n'avait de poids politique particulier dans l'empire, qui reposait jusqu'alors principalement sur la personne de Boniface. En tant qu'abbé d'Utrecht, Willibrord rompt avec la tradition des moines errants et le rôle de l'ecclésiastique le plus important de l'Empire austrasien revient à Chrodegang de Metz († 766). Il semblait donc que Mayence jouerait un rôle plutôt insignifiant dans l'histoire future de l'Église. Néanmoins, Lull, qui se considérait comme l'héritier légitime de Boniface, s'efforça de donner de l'importance à son diocèse. À cette fin, il tenta d'abord de devenir métropolite des diocèses rhénans de Spire, Worms et Utrecht. Cependant, cela a échoué. C'est pourquoi Lull se tourna vers la région de Hesse-Thuringe. Il fit en sorte que les diocèses d'Erfurt et de Büraburg (près de Fritzlar), fondés par Boniface, ne soient pas à nouveau occupés, mais soient incorporés au diocèse de Mayence. En conséquence, le diocèse s'est considérablement étendu en termes de superficie. L'importance du diocèse et de son évêque augmenta également de manière significative dans l'empire.
Cependant, Lull et ses successeurs ne réussirent jamais à placer l'Abbaye de Fulda, alors célèbre, sous la juridiction des évêques de Mayence. En 765, Fulda devint une abbaye impériale et le resta pendant près d'un millénaire avant - déjà en déclin - de devenir suffragante de Mayence en 1755.
Comme Fulda, qui dépendait directement de l'Empire, n'était plus une base pour le soin pastoral et la mission des Saxons, Lull fonda l'Abbaye d'Hersfeld vers 770. Hersfeld devint une base pour la mission saxonne sous le roi Charlemagne et acquit ainsi une importance suprarégionale, ce qui ne se fit pas au détriment de l'église de Mayence et de son évêque Lull, qui resta abbé du monastère jusqu'à sa mort et y fut également enterré. Charlemagne avait reconnu que Mayence était stratégiquement bien placée pour sa politique de sécurisation de l'Empire franc et de christianisation des Saxons. Il traita donc le diocèse et son évêque avec bienveillance, bienveillance qui s'accrut encore lorsque l'archevêque Chrodegang de Metz mourut en 766. Jusqu'alors, son influence à la cour avait entravé la revalorisation du diocèse de Mayence.
Entre 780 et 782, Lull réussit finalement à accéder à l'archevêché : Le pape Adrien Ier éleva Mayence au rang d'archevêché dans des circonstances inconnues. En ce qui concerne les suffragants qui devaient être sous son autorité à l'avenir, Lulle recourut à la falsification du décret de nomination de Boniface comme archevêque du nouvel archidiocèse de Cologne, devenu sans objet en 747/48. Il est possible, mais non prouvé, que Cologne appartenait jusqu'alors également à la province ecclésiastique de Mayence,.

### Création de la province ecclésiastique de Mayence
Le successeur de Lull, Richulf (787–813), fut le premier archevêque de Mayence originaire de la région Rhin-Main. Il réussit à agrandir la jeune province ecclésiastique à tel point qu'elle devint finalement la plus grande association métropolitaine de l'Église latine après Rome. Tout d'abord, les diocèses souabes-alémaniques de Constance et de Strasbourg furent ajoutés. À la suite de la décision de Charles, entre-temps couronné empereur, les nouveaux diocèses de Paderborn, Halberstadt, Verden (de) et Hildesheim furent fondés en 804, après l'achèvement de la mission saxonne. Après le traité de Verdun en 843, le Diocèse de Coire passa également à Mayence ; jusqu'alors, Coire appartenait à l'Archidiocèse de Milan, qui faisait désormais partie de la Lotharingie. Au plus tard en 847, Augsbourg devait appartenir à la province ecclésiastique, puisqu'un évêque d'Augsbourg participa au synode de Mayence cette année-là. En 948, Mayence reçut également comme suffragants les diocèses nouvellement fondés de Havelberg et de Brandebourg (de), mais ne les conserva que jusqu'en 968, date à laquelle ils furent séparés au profit du nouvel archidiocèse de Magdebourg (de). En compensation, les archidiocèses de Prague et d'Olomouc furent rattachés en 973 à la province ecclésiastique de Mayence.
L'influence des évêques de Mayence sur les suffragants était très variable. Les archevêques n'avaient et n'ont des pouvoirs officiels dans leur province ecclésiastique que dans des cas exceptionnels. Un instrument important pour la direction de la province ecclésiastique étaient les synodes provinciaux, au cours desquels d'importantes questions théologiques et organisationnelles étaient discutées. Toutefois, les décisions n'ont pas pu être appliquées dans tous les cas et les évêques invités ne se présentaient pas toujours. Aux premiers temps de l'archidiocèse, le lieu de ces synodes était l'église du monastère de Saint-Alban.

### Saint Alban – 200 ans le Centre Spirituel de l'Archidiocèse

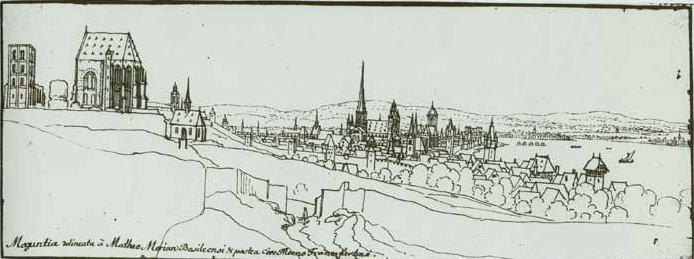
St. Alban devant Mayence en 1631

En 782, le bénédictin anglo-saxon Alcuin devient directeur de l'école de la cour d'Aix-la-Chapelle, fondée par l'empereur Charlemagne pour promouvoir l'unification culturelle de l'empire. Alcuin était l'un des savants les plus importants de l'époque et donc le centre du cercle érudit de l'école de la cour, qui comprenait également Richulf et Raban Maur, né à Mayence en 780. Tous deux devinrent plus tard archevêques de Mayence. Par suite d'un ordre de l'empereur Charles, Richulf fonda une école à Mayence, remplaça la basilique romaine de Saint-Alban par un grand nouveau bâtiment et y fonda un monastère bénédictin en 796. Ce faisant, il créa un centre spirituel important pour son district, qui devait servir à la fois de lieu de rencontre et de lieu de sépulture pour les archevêques de Mayence.

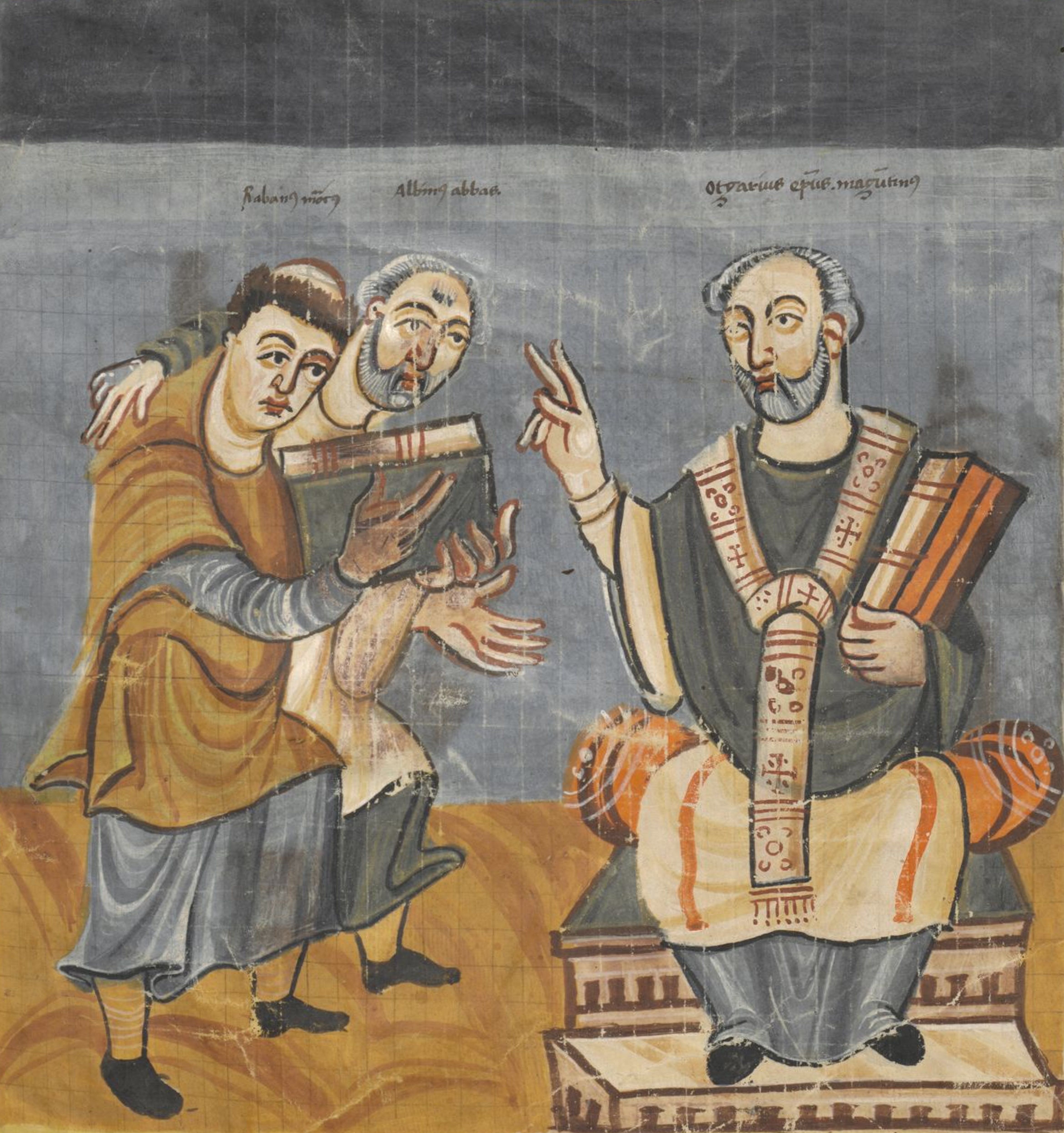
Raban Maur (à gauche) soutenu par Alcuin (au centre) remet son œuvre à l'archevêque Otgar de Mayence (à droite). Illustration du manuscrit Fuldense vers 830

Sous le pontificat de Raban, dit Praeceptor Germaniae (Maître de Germanie), l'école monastique de Saint-Alban connut son apogée. Aujourd'hui encore, les bibliothèques de Mayence contiennent des trésors provenant de la « salle d'écriture de Mayence », comme on appelait alors l'école du monastère.
Entre 813 et 1084, presque tous les synodes, conciles et diètes impériales tenus à Mayence eurent lieu à Saint-Alban. Avec une longueur de 75 mètres, l'église était extrêmement spacieuse pour l'époque et était l'une des rares à offrir suffisamment d'espace pour de grands rassemblements. Bien que la nouvelle cathédrale de Mayence ait commencé à se développer en 975, le nouveau bâtiment a souvent brûlé au cours des cent premières années de son existence, de sorte que Saint-Alban est souvent resté le lieu de réunions. La structure ecclésiastique et politique de l'empire n'étant en aucun cas fixe, l'activité des synodes et des conciles fut intense aux Modèle:P-, en particulier après la mort de l'empereur Charles et les troubles qui suivirent. Les siècles furent également marqués par des guerres contre les Normands, auxquelles prirent également part les archevêques de Mayence.
Cependant, à l'époque des archevêques Liutbert (863–889) et Sunderold (889–891), des efforts furent déjà faits pour influencer de manière significative le destin de la ville de Mayence. Cela a rendu nécessaire le déplacement du centre diocésain de Saint-Alban, qui était situé à l'extérieur des portes de la ville, vers le centre-ville. Le successeur de Sunderold, Hatto Ier (891–913), souhaitait également remettre la cathédrale au premier plan et ordonna d'importants travaux d'embellissement de sa cathédrale. Cette église était probablement l'actuelle Église Saint-Jean. La politique de Hatto fut poursuivie par ses successeurs, de sorte que dans les années suivantes, l'archevêque agit comme le dirigeant de la ville.

### Excursus: Le pouvoir primatial de l'archevêque de Mayence
L'évolution historique a fait de l'évêché de Mayence un office important dans l'empire depuis Boniface. La fonction politique et ecclésiastique de l'évêque établit une réelle dominance sur les autres sièges épiscopaux de l'empire. Vers 900, Hatton Ier est mentionné comme primat de toute la Germanie dans le manuel de l'abbé Réginon de Prüm. Cependant, cette primauté n'a jamais été légalement accordée à l'archevêque de Mayence. La question se pose donc de savoir comment classer la désignation de Mayence comme Primas Germaniae. La justification de la primauté provenait de trois aspects : tout d'abord, il y avait la tradition bonifacienne, à laquelle l'archevêque Friedrich se référait plus tard lorsqu'il demanda le privilège de vicariat. Boniface jouissait de privilèges qui dépassaient ceux d'un métropolite ordinaire. Un autre aspect était la taille de l'archidiocèse, puisque les diocèses d'Erfurt et de Büraburg avaient été incorporés, et de l'association métropolitaine, qui comprenait parfois 15 diocèses suffragants. Le dernier aspect était la position politique de l'archevêque en tant qu'archichapelain (attribué pour la première fois à l'archevêque Liutbert en 870) et plus tard la dignité d'archichancelier, qui était associée au premier siège près du trône royal.
Cependant, cette primauté de Mayence ainsi établie n'a jamais signifié autre chose que le précédent du droit coutumier, c'est-à-dire la priorité honorifique sur les autres évêques. Le développement d'une primauté au sens juridique, en tant qu'autorité hiérarchique entre le pape et le métropolite, n'a jamais eu lieu en Occident. En outre, l'archevêque de Trèves revendiquait également les droits de primat, et depuis 968, l'archevêque de Magdebourg le faisait également.
Pour obtenir les pouvoirs de la primauté, les archevêques de Mayence devaient demander au pape les privilèges d'un vicaire ou d'un légat, comme cela s'est produit à plusieurs reprises au Xe siècle. Toutefois, ces privilèges restaient toujours liés à la personne de l'archevêque concerné. À partir du XIe siècle, les archevêques se dotent d'un vicariat permanent et d'une légation permanente rattachés à l'archevêché de Mayence, ce qui aurait signifié une primauté juridictionnelle. Cependant, la dignité de vicaire ou de légat n'a jamais été légalement transférée à l'évêché de Mayence en tant que tel. La primauté de Mayence n'a donc toujours signifié qu'une préséance honorifique jusqu'à la fin de l'Empire en 1806.

## Moyen Âge

### Église impériale ottonienne-salienne
Le facteur décisif pour l'archidiocèse de Mayence au Moyen Âge – le « Moyen Âge » ayant ici une signification temporelle plus étroite – fut l'émergence de l'Église impériale ottonienne-salienne. Vers la fin du IXe siècle, il devint de plus en plus clair que l'idée carolingienne d'un empire unifié était vouée à l'échec. Les dirigeants carolingiens étaient incapables d'assurer l'unité et la protection de l'empire. En 919, les princes élurent le saxon Henri Ier (919-936) comme nouveau roi. Il était un défenseur d'un empire allemand indépendant. En 921, le traité de Bonn divise l'empire entre l'Allemagne et la France. Bien que le nouveau roi fût initialement sceptique à l'égard du puissant épiscopat, il abandonna cette politique en 922/23 et nomma l'archevêque de Mayence, Heriger, archichapelain de la chapelle de la cour royale. Au milieu du XIe siècle, ce poste s'est transformé en office d'archichancelier impérial. Le successeur d'Henri, Otton Ier (936-973), poursuivit la politique de son père avec encore plus de cohérence. Selon la tradition carolingienne, il se fut couronné et oint à Aix-la-Chapelle immédiatement après son élection. Ces actions furent menées par l'archevêque de Mayence, Hildebert (927-937), bien qu'Aix-la-Chapelle ne fasse pas partie de la province ecclésiastique de Mayence. Mais l'homme de Mayence apparut au nouveau roi comme un représentant des évêques et de l'Église de son royaume, c'est pourquoi la cérémonie du couronnement lui fut confiée. Les archevêques de Mayence purent faire valoir ce droit de couronnement contre les prétentions de Cologne jusqu'en 1024.
Otto Ier essaya de renforcer la royauté sur le duché tribal. Reconnaissant le caractère héréditaire des charges et des dignités, il chercha un moyen de le contourner et renforça ainsi la position des évêques sans héritiers. Il les conféra des plus hautes charges impériales, des domaines et des privilèges royaux et les plaça sur un pied d'égalité avec les princes séculiers. Désormais, l'évêque n'est plus seulement le chef de son diocèse, mais aussi un prince impérial, dont la nomination (investiture) est réservée au roi lui-même. Otton Ier fit de la chapelle de la cour le centre de sa politique impériale, ce qui assura à l'archevêque de Mayence une influence suprarégionale.
À l'inverse, Otton Ier exigeait également une loyauté absolue de la part de ses princes épiscopaux, ce que ressentait l'archevêque Frédéric (937-954). Lorsqu'il s'opposa à Otton Ier, il perdit sa charge de cour en 953. L'influence politique à la cour semblait alors migrer de Mayence vers Cologne, qui prospérait sous l'influent archevêque Brunon.
Au cours de son mandat, Frédéric a cependant pu étendre considérablement l'influence de l'Église. Se référant aux prétendus privilèges de l'Église de Mayence depuis Boniface, il demanda au pape Léon VII de le nommer légat permanent. Léon VII accéda à ce souhait et nomma Frédéric vicaire et ambassadeur dans toute la Germanie, une nomination qui donnait à Frédéric des pouvoirs allant au-delà de son autorité métropolitaine. Cependant, à cette époque, la « Germania » ne désignait que la partie de l'empire située sur la rive droite du Rhin (mais aussi la zone située sur la rive gauche du Rhin dans l'actuelle Hesse rhénane et le Palatinat antérieur), tandis que les archevêques de Trèves et de Cologne étaient attribués à la « Gallia » et l'archevêque de Salzbourg au « Noricum ». Frédéric obtint donc une autre lettre du pape, qui clarifiait l'autorité de vicariat de Frédéric sur la Germania et la Gallia. Cependant, l'idée de Frédéric d'un vicariat permanent qui serait lié de façon permanente à la personne de l'archevêque fut rejetée par Léon. Le vicariat devait donc être attribué à plusieurs reprises par le pape, ce qui établissait une relation de dépendance.
En 954, le fils d'Otton, Guillaume (954-968), devient le nouvel archevêque de Mayence. En 955, Guillaume fut le premier évêque de Mayence à se décrire comme serviteur du Saint-Siège de Mayence (« sanctae Moguntinae sedis Minister indignus ») dans une lettre adressée au pape Agapet II (946-955). L'objectif était de souligner la relation particulière entre Mayence et Rome. Il a également fait confirmer le privilège vicarial de son prédécesseur. Guillaume persuada Agapet II que l'archevêché de Magdebourg, souhaité par Otton Ier, n'était pas encore fondé, et réussit à ce que son père le rétablisse dans l'archichapelle en 965, malgré ce conflit. Cet office fut créé en 1036 par Henri III rebaptisé Bureau de l'Archichancelier pour l'Allemagne, il resta associé au bureau de l'archevêque de Mayence jusqu'à la fin du Saint-Empire romain germanique en 1806. L'archevêché de Magdebourg ne fut fondé qu'après la mort de Guillaume en 968. Son successeur Hatto II (968-970), neveu d'Otton Ier, accepta sa construction en signe de gratitude pour sa nomination. Son pontificat, comme celui de son successeur Rupert, resta sans importance pour l'histoire de l'archidiocèse.

### Archevêque Willigis – «Père de l'Empereur et de l'Empire»

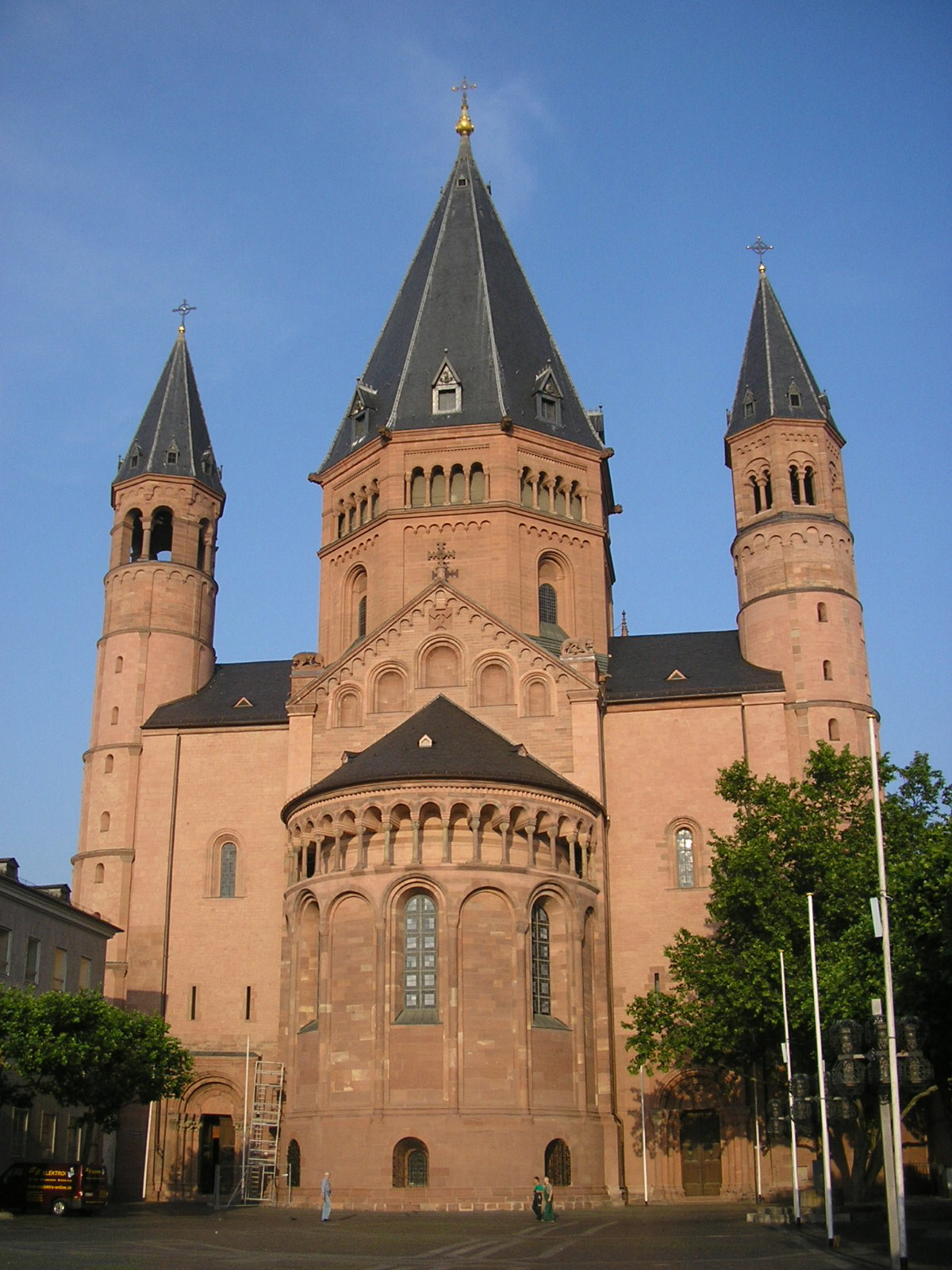
Façade est de la cathédrale de Mayence (2007)

Une césure importante dans l'histoire de l'archidiocèse fut cependant la nomination de l'archevêque Willigis (975-1011) comme évêque de Mayence. Willigis, né vers 940, travailla à la chapelle de la cour impériale à partir de 969 et devint chancelier d'Otton Ier en 971. Après la mort d'Otton Ier en 973, il devint le conseiller le plus important d'Otton II, qui le nomma nouvel archevêque et archichancelier après la mort de l'archevêque Rupert. Willigis devint ainsi un pilier important du règne d'Otton II. Il le soutint dans la lutte contre Henri le Querelleur et contre les Sarrasins, qu'Otton II combattit lors de sa campagne d'Italie en 981/83 en sa qualité de protecteur de l'Église. L'objectif politique du roi était d'assurer des liens étroits entre l'Italie et l'empire, une constellation qui exerça une influence décisive sur tout le Haut Moyen Âge et donc aussi sur l'histoire de l'archevêché de Mayence. À la fin de son voyage en Italie, Otton II tint un Reichstag à Vérone en 983, auquel Willigis assista également. C'est là qu'il a accepté ce qu'on appelle la "donation Véronaise". Elle comprenait non seulement la confirmation des possessions antérieures à Mayence et à Bingen, mais aussi les régions des deux côtés de la basse Nahe, les régions sur la rive gauche du Rhin entre Ingelheim et Heimbach et le Rheingau sur la rive droite du Rhin. Ces régions, avec le monastère d'Aschaffenburg, constituaient le noyau du futur État électoral.
La raison politique impériale de la Diète impériale à Vérone était l'élection d'Otton III (983–1002) comme roi et successeur désigné de son père. Lorsque Otton II meurt de la malaria la même année, le pouvoir revient à Otton III, qui n'a que trois ans à l'époque et a donc besoin d'un tuteur. Henri le Querelleur, qui n'avait pas encore renoncé à ses propres prétentions au pouvoir et soutenait donc Otton III, s'efforça d'obtenir cette tutelle. Cependant, Willigis réussit à maintenir les Ottoniens au pouvoir. Ce n'est pas Henri qui devint régent de l'empire, mais l'épouse d'Otton II, l'impératrice Théophano. L'archevêque de Mayence devint son plus proche conseiller et, après la mort de l'impératrice en 991, lorsque la grand-mère d'Otton III - l'impératrice Adélaïde († 999) - devint la tutrice du roi mineur, il devint le véritable dirigeant de l'empire jusqu'en 994. Ces services ont généré d'énormes revenus provenant des paiements de tributs à l'archidiocèse, ce qui en a finalement fait l'un des diocèses les plus riches du monde.
Sous le règne d'Otton III, des tensions surgirent fréquemment entre le jeune empereur et son prince impérial le plus important. L'influence du Mayençaisais sur la politique impériale diminua et ne put être restaurée qu'après la mort d'Otton III, lorsque Willigis installa Henri II (1002-1024) comme nouveau roi.
Mais ce n'était pas seulement la politique impériale de l'archevêque qui était extrêmement importante pour l'archidiocèse, mais aussi une autre décision qui lui était probablement étroitement liée, à savoir la construction de la nouvelle cathédrale de Mayence. Outre l'opinion selon laquelle Willigis aurait commencé les travaux du Mainzer Dom dès son entrée en fonction, il existe une opinion contraire selon laquelle Willigis aurait commencé la construction plus tard, à savoir après qu'un décret papal l'ait indirectement privé de la possibilité de procéder à des couronnements royaux à Aix-la-Chapelle. Cependant, les archevêques de Mayence ont revendiqué ce droit au plus tard depuis l'archevêque Hildebert de Mayence (927-937). Willigis a peut-être conçu et construit la nouvelle cathédrale, qu'il a dotée de portes en bronze comme l'église du Couronnement d'Aix-la-Chapelle, comme une nouvelle église du couronnement. En fait, au tournant du millénaire, il a semblé pendant un certain temps que Mayence pourrait remplacer Aix-la-Chapelle comme lieu du couronnement. Les rois Henri II et Conrad II (1024-1039) furent couronnés dans la cathédrale de Mayence.
Le nouvel édifice de la cathédrale de Mayence était, par sa taille, une prétention au pouvoir gravée dans la pierre à cette époque. Construite sur le modèle de l'ancienne basilique Saint-Pierre de Rome, la nouvelle cathédrale de Mayence devait devenir la cathédrale d'État de l'empire et son archevêque le représentant du pape au-delà des Alpes. En fait, le pape Benoît VII avait nommé Willigis comme son représentant dans « tota Germania et Gallia » dans son document de pallium de mars 975. Dans toutes les affaires ecclésiastiques, l'archevêque de Mayence avait la préséance sur tous les autres évêques.

### Aribo et Bardo
Le successeur de Willigis, le moine de Fulda Erkanbald, n'a pas laissé de traces profondes dans l'histoire du diocèse. La situation était différente avec son successeur, l'archevêque Aribo (1021-1031). Après avoir fait valoir ses prétentions à l'occasion de l'élection et du couronnement de Conrad II le 8 septembre 1024, la question des droits au couronnement semblait avoir été définitivement clarifiée et Mayence pouvait affirmer la primauté sur Cologne et Trèves. Mais la même année, le revers décisif se produit : Aribo refuse de couronner Gisèle de Souabe, mariée pour la troisième fois à Conrad. L'archevêque de Cologne Pilgrim a vu sa chance et a procédé au couronnement à la place de l'archevêque de Mayence à Cologne. Probablement par colère contre l'archevêque de Mayence, successeur de Conrad, Henri III (1039–1056) fut couronné à Aix-la-Chapelle par l'archevêque de Cologne. À quelques exceptions près, Aix-la-Chapelle est restée le lieu officiel du couronnement jusqu'à son remplacement par Francfort. Cela signifiait également que l'archevêque de Cologne conservait le droit de couronner, tandis que l'archevêque de Mayence avait le droit de convoquer des élections.
Le successeur d'Aribo fut Bardo, né vers 980 à Oppertshofen et qui, comme Erkanbald, avait été auparavant moine à Fulda. Il doit son élévation à la reine Gisèle, avec laquelle il était apparenté. Le mandat de plus de vingt ans du Bardo a vu la consécration de la cathédrale de Mayence, reconstruite en 1036, et la fin des liens entre l'archichapelle et l'archichancellerie. L'homme de Mayence n'avait plus que la fonction d'archichancelier, désormais limitée à la partie allemande de l'empire.

### Conflit d'investiture
La faiblesse de la papauté au XIe siècle rendit nécessaires de nouvelles réformes. L'empereur Henri III nomma sur le trône de Pierre des hommes de son choix, qui ne venaient plus de familles nobles romaines mais de l'Empire. Ils amenèrent à Rome les mouvements réformateurs de Cluny et de Gorze, déjà bien vivants dans l'empire. Les efforts de réforme des papes visaient principalement à lutter contre la simonie et à imposer le célibat. L'un des représentants les plus importants de ces papes réformateurs fut l'ancien évêque de Toul, Léon IX (1049-1054). En octobre 1049, il vint à Mayence et tint une grande assemblée ecclésiastique dans la nouvelle cathédrale, à laquelle assistèrent également l'empereur Henri III et 40 évêques impériaux. Henri III était le successeur de Léon IX, décédé en 1054. Lors d'une réunion à la cour de Mayence, les évêques pouvaient encore décider selon leur propre goût, mais peu de temps après, dans un document d'Humbert de Silva Candida, le concept de simonie fut élargi à un tel point que même l'investiture laïque, c'est-à-dire la pratique existante de nommer les évêques par le roi, tomba sous le coup de la simonie. Ce fut le début de ce que l'on appelle la querelle des investitures, qui atteignit son apogée sous le pape Grégoire VII (1073-1085).
Grégoire VII exigea l'obéissance du roi lors de la nomination des évêques et se brouilla donc avec Henri IV (1056-1106), qui avait entre-temps succédé à Henri III. Les princes allemands, dont le nouvel archevêque de Mayence, Sigefroi Ier (1060-1084), s'allièrent au roi contre le pape, qui répondit par des interdictions et des excommunications. Sigefroi et d'autres princes changèrent d'avis et élurent un anti-roi en 1077, Rodolphe de Rheinfelden († 1080). Tous deux furent chassés de la ville par les citoyens royalistes de Mayence au cours de la cérémonie. Sigefroi Ier resta fidèle au parti pro-grégorien, même lorsque Grégoire VII fut déclaré déposé en 1080 après avoir de nouveau excommunié Henri IV. Cependant, il ne fut plus en mesure d'exercer une plus grande influence sur les événements et se retira dans un monastère.
Même l'antipape Clément III (1080-1100), fidèle au roi, n'était plus en mesure d'empêcher l'expiration du droit d'investiture du roi. Cela a eu un impact profond sur l'unité entre l'Église et l'État. Le système ecclésiastique impérial ottonien-salien avait perdu son utilité. Le pape Urbain II (1088-1099) réussit à désamorcer la situation grâce à la tolérance et à une politique intelligente. Sa principale préoccupation était de surmonter le schisme déclenché par l'élévation de l'antipape Clément. Il obtint une reconnaissance largement incontestée comme la plus haute autorité de l'Église d'Occident lorsqu'il appela à une croisade en 1095. Le mouvement des croisades a rapidement conduit au développement d'armées fanatiques qui avaient pour objectif d'exterminer la vie juive dans l'empire avant de marcher vers la Terre Sainte. Il y eut de graves pogroms contre la population juive. En 1096, les croisés du comte Emicho atteignirent Mayence, où vivait depuis des siècles une importante communauté juive, et assiégèrent la ville. Le 27 mai, ils parviennent à entrer dans la ville. Bien que les juifs aient pu se réfugier sous la protection de l'archevêque Ruthard (1088-1109), celui-ci fut bientôt dépassé par cette tâche et abandonna les juifs à leur sort. Presque toute la communauté a été anéantie, seuls quelques personnes ont réussi à s'échapper.
Cependant, même après la reconnaissance définitive d'Urbain dans tout l'Occident, le conflit sur l'investissement laïc n'a pas été complètement résolu. Henri V (1106-1125), qui succéda finalement à Henri IV après sa mort en 1106, insista sur ce droit et l'exerça. Il nomma son fidèle chancelier Adalbert Ier de Sarrebruck (1110-1137) comme nouvel archevêque de Mayence. Il espérait ainsi soutenir sa position contre le pape Pascal II (1099-1118). Cependant, le 4 février 1111, un traité secret fut conclu entre Henri V et Pascal II, selon lequel Henri V renonçait à l'investiture laïque, tandis que le pape, en échange, devait persuader les évêques impériaux de restituer leurs biens et leurs insignes sous menace d'excommunication. Cela aurait durement touché les dirigeants de l'Église, car ils devaient leur pouvoir et leur dignité uniquement à ces privilèges. Adalbert Ier changea donc de camp en 1112 et fut emprisonné par l'empereur pendant trois ans avant qu'un soulèvement des citoyens de Mayence ne lui rende sa liberté. En échange, lui qui, en tant qu'archevêque, était le souverain de la ville de Mayence, comme c'était la coutume depuis l'époque de Willigis, accorda aux citoyens certains privilèges. Cependant, il excommunia l'empereur à Noël 1115. Le conflit d'investiture ne fut finalement réglé qu'en 1122 avec le Concordat de Worms.
Les archevêques de Mayence, qui étaient désormais obligés envers le pape en raison de leur dignité archiépiscopale et envers l'empereur en raison de leurs devoirs d'archichanceliers impériaux, occupèrent désormais une position de médiateur, ce qui les plaça souvent au centre des événements lors des conflits entre les Hohenstaufen et le pape.

### Période Staufer

#### Nouvelles revendications du mandat
Avec Henri V, la dynastie salienne s'éteint en 1125. Frédéric II de Souabe et Conrad III de Hohenstaufen, apparentés à la dynastie des Saliens mais appartenant à la dynastie des Hohenstaufen, prétendirent à la couronne. Adalbert Ier réussit à repousser les prétentions au pouvoir des Hohenstaufen lors de l'élection royale de 1125 en obtenant l'élection de Lothaire de Supplinbourg et en garantissant ainsi l'élection libre du roi. Cette démarche fait cependant de lui un adversaire déclaré des Hohenstaufen, qui tentent dès lors d'exercer une influence sur le siège de l'archevêché. Lorsque l'archevêché fut vacant pendant un an après la mort d'Adalbert Ier en 1137, les Hohenstaufen profitèrent de cette opportunité et élevèrent Conrad de Souabe sur le trône sous le nom de Conrad III (1138–1152) au trône royal. Dans le même temps, ils ont essayé de pourvoir le siège de Mayence avec un partisan du parti. Cependant, ces efforts n'ont pas été couronnés de succès. L'archevêque Adalbert II de Sarrebruck (1138-1141) et Henri Ier (1142-1153) contribuèrent tous deux à renforcer l'opposition saxonne. Henri fut le deuxième archevêque à être élu, après son prédécesseur Marcolf (de), qui ne régna qu'un an. L'élection était effectuée par un collège de clergé, qui comprenait probablement le chapitre de la cathédrale et un clergé important de la ville. Ce n'est qu'un demi-siècle plus tard que le chapitre de la cathédrale de Mayence devint le seul à avoir le droit de vote.

#### L'époque de Frédéric Barberousse
L'archevêque Heinrich avait l'intention de remplir pleinement ses positions politiques et d'étendre son influence. Cela a conduit non seulement à des conflits avec l'archevêque de Cologne, mais aussi avec la maison de Hohenstaufen. Lorsque Frédéric I fut élu roi en 1152 contre la résistance de l'archevêque Henri, le nouveau roi prit immédiatement des mesures contre l'archevêque impopulaire et obtint sa destitution en 1153. Frédéric Ier nomma son confident Arnold von Selenhofen († 1160) comme successeur. Arnold dut le suivre dans des opérations militaires coûteuses, pour lesquelles il voulait imposer de nouvelles taxes aux citoyens de Mayence. Ils refusèrent cependant et tuèrent l'archevêque le 24 juin 1160.
L'élection ultérieure d'un successeur a donné lieu à une double élection. Le clergé et les laïcs de la haute société, qui s'étaient réfugiés à Francfort en raison des troubles dans la ville, élurent le prévôt du Mariagredenstift rattaché à la cathédrale, Christian Ier von Buch, comme nouvel archevêque, tandis que les insurgés forcèrent le clergé resté à Mayence à élire Raoul de Zähringen. Le roi Frédéric Barberousse rejeta les deux élections, invoquant un serment prêté par le haut clergé et les fonctionnaires ministériels en 1157 selon lequel un nouvel archevêque ne serait élu qu'en sa présence ou en celle d'un représentant. Il persuada donc le pape Victor IV (1159-1164) de déposer les deux évêques et de nommer à la place Conrad Ier de Wittelsbach (1161-1165) comme nouvel archevêque le 20 juin 1161.

#### Schisme de Mayence en 1165
Cependant, la politique de Frédéric Barberousse fut bientôt considérée d'un œil critique par Conrad Ier. Frédéric avait l'intention de renforcer le pouvoir de la dynastie des Hohenstaufen en Italie contre la papauté. Même s'il fait élire un antipape – Pascal III (1164-1168) –, l'archevêque de Mayence se détourne de lui et prête allégeance au pape Alexandre III (1159-1181), auquel Frédéric s'oppose, en 1165. Après cette rupture ouverte, Frédéric nomma Christian Ier von Buch (1165-1183) comme nouvel archevêque, tandis que le pape continuait à considérer Conrad Ier de Wittelsbach, qu'il avait également nommé Cardinal-évêque, comme le titulaire légitime de l'archevêché de Mayence. Depuis 1165, un schisme officiel existait.
L'archevêque Christian était avant tout un homme politique impérial. Durant les 18 années de son pontificat, il ne resta dans son archidiocèse que deux fois pour une courte période ; il passa le reste de son temps en Italie, où il soutint la dynastie des Hohenstaufen avec l'archevêque de Cologne, Rainald von Dassel. Cette négligence a conduit à une crise politique et économique dans l'archidiocèse, qui n'a pu être résolue que lorsque Conrad Ier de Wittelsbach (1183-1200) a été autorisé à revenir sur le trône de l'archevêché de Mayence après la mort de Christian Ier en 1183, un trône dont il s'était de toute façon considéré comme le titulaire légitime pendant toutes ces années. Il fut le premier cardinal à exercer les fonctions de curé de l'église de Mayence.

#### Second mandat de Conrad I de Wittelsbach
Conrad Ier réussit à jongler avec ses devoirs d'homme politique impérial et d'archevêque et développa de bonnes relations avec l'empereur Barberousse. Il tint ainsi plusieurs diètes impériales à Mayence, la plus fastueuse d'entre elles le Mainzer Hoftag à la Pentecôte 1184, à laquelle participèrent plus de 40 000 chevaliers ainsi que l'élite spirituelle de tout l'empire à Mayence, à la Schertleite des fils de Barberousse. Quatre ans plus tard, le 27 mars 1188, l'empereur organisa à Mayence le Hoftag Jesu Christi d'où il partit avec ses chevaliers pour la troisième croisade. Sur le chemin, l'empereur mourut. Son fils Henri VI (1190-1197) lui succéda sur le trône.
En 1195, Conrad Ier décide de partir lui-même en croisade. Avec les autres princes impériaux, il élit comme roi romain le fils de deux ans du successeur de Barberousse, Henri VI (1190-1197), Frédéric, avant de traverser la Palestine en avril 1197. Ainsi, l'archevêque de Mayence et prince impérial le plus important se trouvait hors du pays lorsque, quelques mois plus tard, commença dans l'empire le tournant décisif du Moyen Âge, qui affecta aussi et surtout le rôle princier impérial de l'archevêque de Mayence. En septembre 1197, l'empereur Henri VI meurt à Messine. En raison de l'opposition anti-Staufen dans l'empire autour de l'archevêque de Cologne, une double élection eut lieu en 1198 : en Thuringe, le duc Philippe de Souabe fut élu et couronné ensuite dans la cathédrale de Mayence, tandis que l'opposition choisit le Welfe Otton de Brunswick et le fit couronner à Aix-la-Chapelle par l'archevêque de Cologne. Cette double élection a divisé l'empire pendant des décennies et a conduit à la chute du pouvoir impérial universel. De plus, il a remplacé le droit du sang au profit du droit princier de vote. Comme l'archevêque de Mayence resta Prince-électeur jusqu'à la fin du Saint-Empire romain germanique en 1806, ce fut également un événement important pour l'archevêché.
Conrad Ier a mal évalué la situation de l'empire et n'y est revenu qu'en 1199. Le manque d'autorité de ce dernier et ses pouvoirs étendus, comme le droit de convoquer une élection royale, ont probablement rendu la situation de l'époque beaucoup plus difficile.

#### Deuxième schisme de Mayence de 1200
L'élection suivante de l'archevêque a également montré à quel point l'empire était divisé. Alors que la majorité choisit l'évêque de Worms, fidèle aux Hohenstaufen, Léopold II de Schönfeld (1200-1208), une petite minorité élit Siegfried II von Eppstein (1200-1230) comme nouvel archevêque. Un tel schisme dura huit ans jusqu'à ce que Philippe de Souabe soit assassiné en 1208 et que les Welfes prennent le dessus. Léopold II ne put plus tenir et dut céder la place à Siegfried II. Siegfried fut le premier des quatre Eppsteiner qui, en succession rapide, détinrent le trône de l'archevêché de Mayence. La même année, Otton IV fut à nouveau couronné roi. L'élection fut avant tout l'expression du pouvoir accru des princes impériaux. Le comité électoral était déjà en phase de formation. Pour obtenir la dignité impériale, Otton IV renonça aux droits impériaux en Italie et – surtout – au droit de participer aux élections épiscopales allemandes au profit du pape Innocent III (1198–1216). Cela a conduit le pape à prétendre nommer des évêques sans le droit de vote des chapitres de la cathédrale, ce qui a également conduit au cours des siècles suivants à de fréquents désaccords entre le pape et l'Église de Mayence et donc à des schismes qui ont eu un effet extrêmement destructeur sur le diocèse et également sur le développement de la ville au 14e siècle.

#### Mandat de Frédéric II
Otton IV entre bientôt en conflit avec Innocent III à propos de la question italienne. L'archevêque Siegfried II se détourna donc bientôt de lui et tenta de renforcer la ligne papale dans l'empire. Lorsque Innocent III insista pour qu'un nouveau roi soit nommé en 1211, Siegfried II joua un rôle décisif dans l'élection du Hohenstaufen Frédéric II (1212-1250) comme anti-roi. En 1212, il le couronna dans la cathédrale de Mayence. En représailles à cette trahison, Otto IV fit réduire plusieurs territoires de Mayence en décombres et en cendres, mais cela ne put changer son pouvoir.
Afin de garantir le règne des Hohenstaufen après sa mort, Frédéric II fit élire son fils Henri (VII) roi lors d'une assemblée impériale à Francfort en 1220. Il ne put y parvenir qu'en accordant aux princes ecclésiastiques un si grand nombre de privilèges que cette Confoederatio cum principibus ecclesiasticis représentait effectivement le début d'une domination territoriale des princes ecclésiastiques, et donc aussi de l'État électorat de Mayence. Frédéric II se rendit ensuite en Italie, où il resta 15 ans. Étant donné que le futur régent impérial, l'archevêque de Cologne Engelbert Ier, fut victime d'une tentative d'assassinat en 1225, Siegfried II fut la figure déterminante de la politique impériale à cette époque. Sa loyauté envers Frédéric II fut en partie responsable du fait qu'après l'excommunication de Frédéric II en 1227, aucun nouvel anti-roi ne fut élu, mais plutôt qu'une réconciliation entre le pape et l'empereur fut réalisée.
L'archevêque Siegfried II von Eppstein fut remplacé en 1230 par son neveu Siegfried III von Eppstein (1230-1249). Il mena une politique amicale envers les Staufer et visant à accroître le poids politique du prince de Mayence.

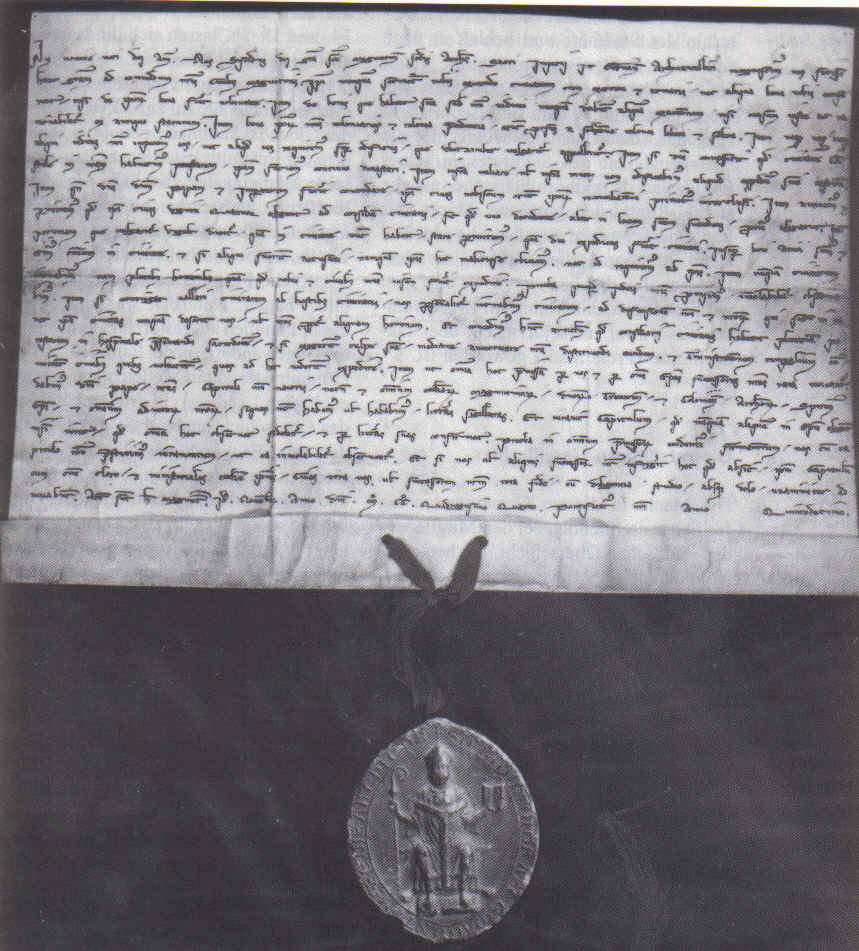
Le privilège de liberté de 1244

LLa « bataille finale » entre la dynastie des Hohenstaufen et la papauté, qui débuta en 1237 et au cours de laquelle l'archevêque et le régent impérial changèrent de camp en 1241, fut un événement marquant du mandat de Siegfried III. Il s'allia à l'archevêque de Cologne et partit en guerre contre l'empereur. Il en résulta une série de guerres qui affectèrent l'archidiocèse, d'autant plus que tous les membres du chapitre de la cathédrale ne voulaient pas suivre le revirement de l'archevêque. Les citoyens de la ville épiscopale de Mayence étaient également plus favorables à Hohenstaufen. Pour changer cela, Siegfried III accorda en 1244 aux citoyens un vaste privilège urbain et fonda ainsi la ville libre de Mayence, ce qui signifia jusqu'en 1462 la fin de la domination de la ville par les archevêques de Mayence, qui existait en principe depuis l'époque de l'évêque Sidonius et avait été codifiée au plus tard depuis l'archevêque Willigis.
Cela signifiait que Siegfried avait le dos libre. Il réussit à gagner à sa cause son successeur au poste de régent, Henri Raspe IV, ce qui mit définitivement fin à la domination des Hohenstaufen dans l'empire.

### Jusqu'à la fin du13esiècle
Après la mort de Frédéric II, l'interrègne commença dans l'empire. Les successeurs de Siegfried III sur le trône archiépiscopal de Mayence profitèrent de cette période pour renforcer leur position de souverains. La confoederatio de Frédéric II en avait fait des princes impériaux indépendants. Mais leur territoire est toujours resté fragmenté. À cette époque, il s'étendait sur les zones de la donation véronaise déjà décrites, les terres d'Aschaffenburg et de ses environs ainsi que de la ville d'Erfurt en Thuringe. Les habitants de Mayence avaient l'intention d'agrandir ce territoire. Cela a conduit à des conflits sur le territoire du landgraviat de Thuringe, que les habitants de Mayence revendiquaient pour eux-mêmes, mais qui était également revendiqué par Sophie de Brabant, fille de sainte Élisabeth, et son fils Henri Ier. Les conflits territoriaux entre l'archevêché et les Thuringiens et les Hessois durèrent des siècles. Les archevêques ont mieux réussi à agrandir ce qu'on appelle l'Oberstift, la zone autour d'Aschaffenburg.
L'interrègne ne prit fin que pendant le mandat de l'archevêque Werner von Eppstein (1259-1284). Il avait tenté de créer les conditions pour une nouvelle élection royale. Rodolphe de Habsbourg est né de cette famille en 1273. Au cours du mandat de Werner, des conflits éclatèrent avec le roi de Bohême Ottokar II. Le roi Ottokar II tenta de séparer les diocèses d'Olomouc et de Prague de la province ecclésiastique de Mayence afin de réduire l'influence des archevêques de Mayence. En tant que métropolite responsable, il était également responsable du couronnement des rois de Bohême. Cependant, Werner réussit à dissuader le pape Alexandre IV (1254-1261) de séparer les territoires.
Le successeur de Werner en 1286, après une vacance du siège de deux ans, fut le Mendiant Henri II (1286-1288) d'Isny dans l'Allgäu. Il fut le dernier archevêque civil de Mayence. Henri II ne fut pas élu par le chapitre de la cathédrale mais nommé par le pape Honorius IV (1285-1287), ce qui était un exemple de l'émergence du pouvoir central de la papauté. Depuis Clément IV (1265-1268) au plus tard, les papes revendiquaient le droit d'occuper eux-mêmes les évêchés et se heurtaient ainsi à la résistance des chapitres cathédraux, qui se trouvaient ainsi dépossédés de leurs pouvoirs. Dans l'Église de Mayence également, cette manifestation des prétentions papales au pouvoir conduisit à de graves conflits sur toutes les nominations épiscopales au XIVe siècle. Après la mort d'Henri II, le trône archiépiscopal de Mayence fut réservé à jamais à la noblesse, tout comme l'appartenance au chapitre de la cathédrale 50 ans plus tard. Comme les archevêques étaient souvent en déplacement pour des raisons politiques impériales, les chapitres cathédraux disposaient d'un grand pouvoir dans l'archidiocèse, d'autant plus qu'ils pouvaient compter sur leurs familles nobles.
Henri II fut suivi par le quatrième (et dernier) Eppsteiner sur le trône de l'archevêché de Mayence : en 1289, Gérard II (1289-1305) fut à nouveau nommé archevêque de Mayence par le pape. Comme Werner von Eppstein, il menait une politique visant à une monarchie élective, c'est-à-dire destinée à renforcer la position des électeurs. Cela le mettait naturellement en opposition avec le roi Rodolphe de Habsbourg, qui souhaitait établir une monarchie héréditaire. Après la mort de Rudolf, les Eppsteiner semblaient être en mesure de faire respecter sa politique. Il veilla à ce que ce ne soit pas Albrecht, le fils de Rudolf, mais Adolphe de Nassau (1292-1298), qui n'avait aucun pouvoir dans son pays, qui devienne le nouveau roi. Adolphe intervint bientôt dans les droits souverains de l'archevêque, c'est pourquoi celui-ci le déclara déposé le 23 juin 1298 et fit élire comme nouveau roi l'Autrichien Albert Ier. Mais peu de temps après, Albert commença à déclarer la guerre aux électeurs, dont il sortit vainqueur. Ce fut une défaite grave pour l'archevêque Gérard II, qui avait également accablé son archevêché de lourdes dettes en raison des querelles. Gérard II, sous le pontificat duquel la Roue de Mayence fut ajoutée aux armoiries de l'archevêque, mourut en 1305.

### L'homme politique du Reich: l'archevêque Peter von Aspelt

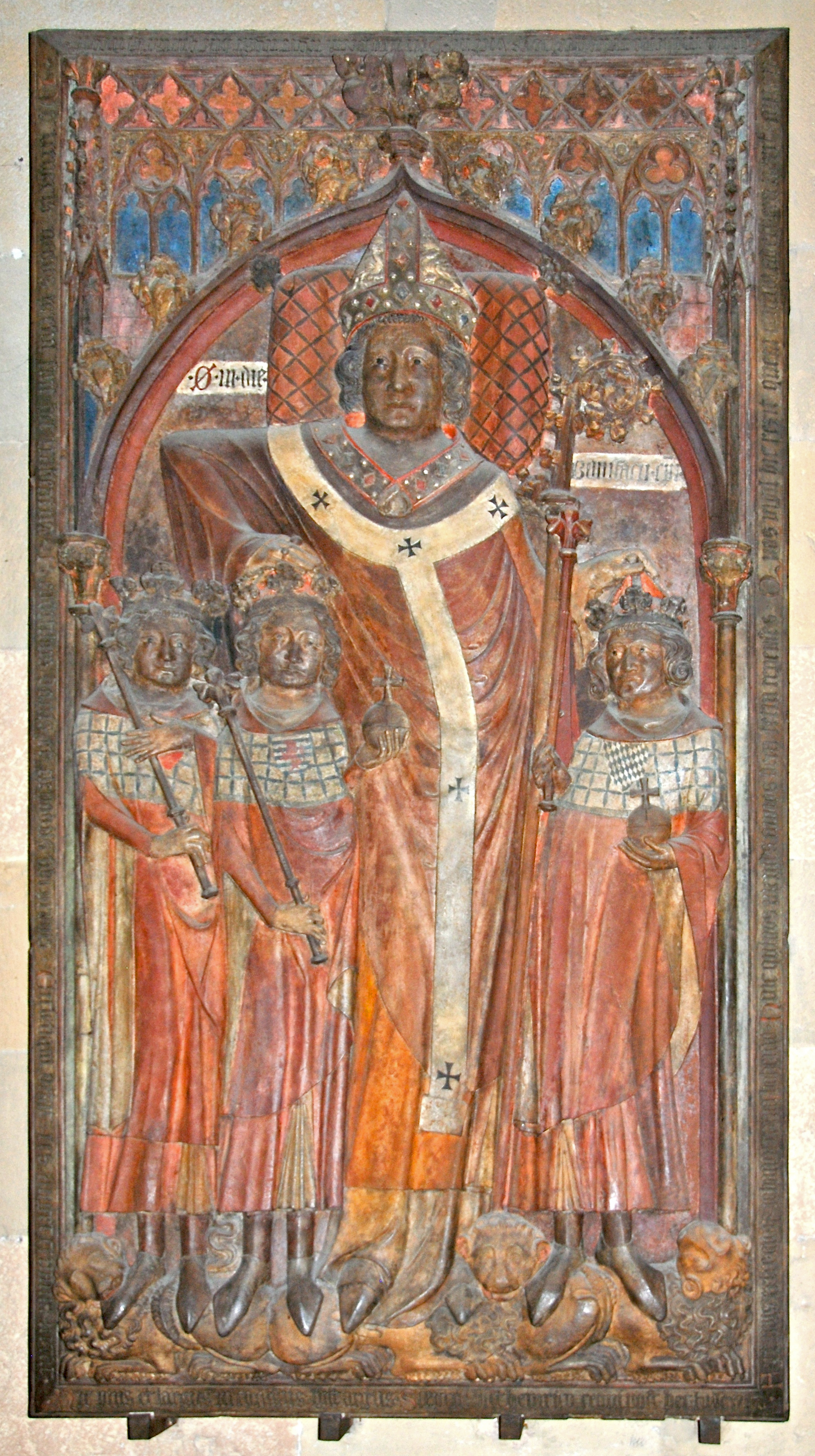
La tombe de Pierre d'Aspelt dans la cathédrale de Mayence

Pierre d'Aspelt (1305-1320), l'un des archevêques les plus importants de Mayence au Moyen Âge, fut également nommé par le pape contre la volonté du chapitre de la cathédrale. Le pape Clément V fonda sa décision sur un décret de Boniface VIII, qui s'était réservé le droit d'occuper l'archevêché de Mayence. Peter von Aspelt s'est révélé être un homme politique exceptionnel dans des temps troublés. Avec la Maison de Luxembourg, dont il aida le descendant Henri VII à accéder à la couronne royale, il devint un porteur d'espoir pour des conditions stables dans l'empire. Après avoir élevé Jean de Luxembourg au trône royal de Bohême, il reçut de lui de riches cadeaux avec lesquels il put rétablir les finances ruinées de son archevêché. Il assura sa souveraineté en récupérant les importants châteaux douaniers d'Oberlahnstein et d'Ehrenfels. Cependant, après la mort soudaine d'Henri en 1313, les vieux conflits et guerres éclatèrent à nouveau dans l'empire. En 1314, une double élection eut lieu, qui causa de nouvelles dévastations et toucha également l'archevêché de Mayence et l'archevêché. Ce fut la dernière bataille entre l'Empire et le Sacerdotium, qui se termina par la Bulle d'or (1356). L'élection du roi était alors indépendante du pouvoir du pape.

### Conditions troublées au14esiècle
Le XIVe siècle et le suivant furent des temps extrêmement turbulents, non seulement en termes de politique impériale, mais aussi en termes de conditions dans l'archevêché et l'archevêché. La dispute entre le pape Jean XXII (1316–1334) et l'empereur Louis de Bavière (1314–1347) trouva également son expression dans le diocèse du prince impérial le plus important. Heureusement, le nouvel archevêque Matthias von Buchegg (1321–1328) entretenait de bonnes relations avec son collègue de Trèves, Baudoin de Luxembourg, bien que Matthias soit arrivé à sa haute fonction par nomination papale et non par Baudoin lui-même, qui avait été élu. Sous l'influence des Trèves, Matthias von Buchegg adopta une politique impériale plus prudente et plus secrète et ne prit pas clairement position dans le débat houleux. Cependant, c'est le pape Jean XXII qui l'a exigé en remerciement de sa nomination. De plus, le pape a exercé une pression sur l'évêque de Mayence en exigeant une énorme somme d'argent pour servitude. Les servites étaient de l'argent qu'un évêque devait payer à la Curie – à l'époque à Avignon – pour une nomination ou une confirmation papale. Comme Matthias avait des difficultés ou n'était pas en mesure de réunir les fonds, le pape attendait au moins un soutien politique du prince impérial le plus important. Cependant, cela n'a pas été le cas. Au sein de son diocèse, son pontificat fut marqué par la lutte des citoyens pour l'émancipation et par de graves conflits entre citoyens et clergé. Matthias réussit à rester à l'écart des conflits en accordant de nouveaux privilèges aux citoyens d'Erfurt et de Mayence. Toutefois, cela n'a rien changé au conflit fondamental, qui est devenu de plus en plus grave au cours des décennies suivantes. En tant qu'homme politique territorial, Matthias a adopté une ligne de conduite offensive. Comme presque tous ses prédécesseurs des XIIIe et XIVe siècles, il fut impliqué dans de graves querelles avec le Landgraviat de Hesse, qui se soldèrent finalement par une défaite. Le landgraviat de Hesse se trouvait entre les territoires de l'électorat de Mayence sur le Rhin et la Wetterau et la ville d'Erfurt, qui et ses environs appartenaient également à l'archevêché (→ État d'Erfurt). Les princes ecclésiastiques de Mayence voulaient créer un territoire contigu, c'est pourquoi ils revendiquèrent le Landgraviat. Cependant, ils n'ont jamais réussi dans cette entreprise.

#### Schisme de 1328
Après la mort de l'archevêque Matthias von Buchegg en septembre 1328, les luttes de pouvoir entre le pape et le chapitre cathédral au sujet de l'occupation de l'archevêché éclatèrent à nouveau. Les chapitres cathédraux disposaient de droits étendus qui leur étaient accordés par chaque personne élue lors d'une capitulation électorale. Ils considéraient la politique papale de nomination comme une menace naturelle à cette approche. En guise de démonstration, les capitulaires de Mayence élurent comme nouvel archevêque l'archevêque de Trèves, Baudoin de Luxembourg, comme ils l'avaient fait en 1320. Le pape refusa de le reconnaître et nomma Henri III de Virnebourg comme nouvel archevêque en 1328. Comme Baudoin, contrairement à sa position de 1320, ne fit aucune tentative pour abandonner sa charge, un schisme exista à partir de ce moment. Lors des conflits militaires qui suivirent, lors de la querelle épiscopale de Mayence, Baudoin put s'appuyer sur ses possessions de Trèves ainsi que sur presque tous les chapitres de la cathédrale. Heinrich III, quant à lui, a rallié les citoyens de Mayence à ses côtés en reconnaissant leurs privilèges. En 1329, une révolte éclata entre le chapitre de la cathédrale et les citoyens, au cours de laquelle non seulement les monastères et les fondations de Saint-Alban, Saint-Jacques et Saint-Victor furent détruits, mais presque tout le clergé fut chassé de la ville. Sans se laisser décourager, Baldwin continua d'essayer de briser la résistance dans la ville. Il fit encercler la ville et construisit des forteresses dans les villes d'Eltville et de Flörsheim am Main afin de bloquer les routes commerciales de Mayence à partir de là. Le château d'Eltville devint ensuite la résidence préférée des archevêques de Mayence pendant 200 ans. Aujourd'hui encore, la ville porte la Roue de Mayence dans ses armoiries.
Lorsque Baudoin s'allia également au roi allemand Louis de Bavière, qui imposa la Reichsacht en raison de la destruction et autorisa également le Luxembourgeois à fortifier la ville de Francfort, les habitants de Mayence capitulèrent et cherchèrent un arrangement avec Baudoin et le roi en 1332. L'homme de Trèves avait gagné. Mais Henri III de Virneburg, longtemps isolé dans l'empire, continua à insister sur ses revendications et pouvait également être sûr du soutien papal. Le successeur de Jean XXII, Benoît XII (1335–1342), excommunia définitivement l'archevêque de Trèves et administrateur de Mayence et avec lui tout le chapitre cathédral. Il a également imposé un interdit sur tout l'archidiocèse.
Ces mesures préparèrent Baudoin de Luxembourg à capituler. Le 12 novembre 1336, il déclare sa renonciation au Saint-Siège de Mayence. La Curie d'Avignon s'en est satisfaite et veut résoudre définitivement la crise par l'intermédiaire d'envoyés. Cependant, leur comportement apparemment trop dominateur a provoqué une flambée de conflit et a conduit à un sentiment antipapal dans la ville et dans l'archidiocèse. Dans cette situation, Henri III de Virnebourg opère un revirement politique et prête allégeance à Louis de Bavière le 29 juin 1337. Pour que le chapitre de la cathédrale de Mayence soit reconnu, l'archevêque dut faire d'importantes concessions, ce qui fit des membres du chapitre les véritables gagnants du conflit du diocèse de Mayence. L'archevêque Henri III, en revanche, a été suspendu et excommunié par le pape Benoît XII en raison de son changement de camp, mais a néanmoins continué à exercer ses fonctions.

#### Séparation des diocèses suffragants[1]de Prague et d'Olomouc
À partir de février 1338, Henri III tente de servir de médiateur dans le conflit entre Louis le Bavarois et le pape. Cependant, toutes les propositions de compromis ont été rejetées par la Curie. Cela a conduit à une politique anti-curiale dans l'empire, qui a finalement abouti au Kurverein von Rhense du 16 juillet 1338. Les électeurs décidèrent que le roi élu n'avait pas besoin de confirmation papale pour exercer ses droits. Cela mit fin à la prétention papale à la couronne royale et augmenta considérablement l'importance du collège des électeurs, en particulier celui de l'électeur de Mayence, qui jouait un rôle particulier dans l'élection. Il convoqua les élections et fut le dernier à voter en 1356, de sorte qu'en cas d'égalité, il disposait de la voix prépondérante. Cela signifiait également que la cérémonie de couronnement perdait sa signification officielle, affaiblissant ainsi l'influence de l'archevêque et électeur de Cologne, qui avait toujours été le plus grand rival des électeurs de Mayence dans la lutte pour le pouvoir politique dans l'Empire. En conséquence, l'archevêque de Cologne, Walram, se retira bientôt de l'association thermale.
L'Union électorale signifiait un renforcement du roi Louis, qui n'était toujours pas reconnu par le pape, et aurait pu conduire à des conditions stables si Louis le Bavarois n'était pas entré en conflit avec le roi Jean de Bohême, un descendant de la maison de Luxembourg-Bohême, en raison de sa politique de puissance intérieure. La Curie autour du nouveau pape Clément VI (1342-1352) y vit une opportunité de renverser le mal-aimé Louis et fit du fils du roi de Bohême, Charles de Moravie (1316-1378), un antiroi. En 1343, l'archevêque de Trèves, Baudouin de Luxembourg, indique au pape qu'il souhaite convaincre les électeurs d'élire un nouveau roi. Son adversaire, Henri III de Virnebourg, resta un fidèle partisan des Bavarois. Charles de Moravie demanda donc au pape de lui permettre d'être couronné roi de Bohême non pas par l'archevêque (responsable) de Mayence, mais par l'évêque de Prague. Clément VI lui accorda d'abord cette faveur à titre exceptionnel. Mais après que le pape eut de nouveau porté plainte contre l'archevêque, excommunié en 1338, Charles exploita habilement ce conflit en 1343 pour séparer les diocèses de Prague et d'Olomouc de la province ecclésiastique de Mayence. Le 30 avril 1344, Clément VI élève Prague au rang d'archevêché avec Olomouc comme suffragant,. L'archevêque de Prague reçut également le privilège de couronner les rois de Bohême.

#### Nouveau schisme en 1346

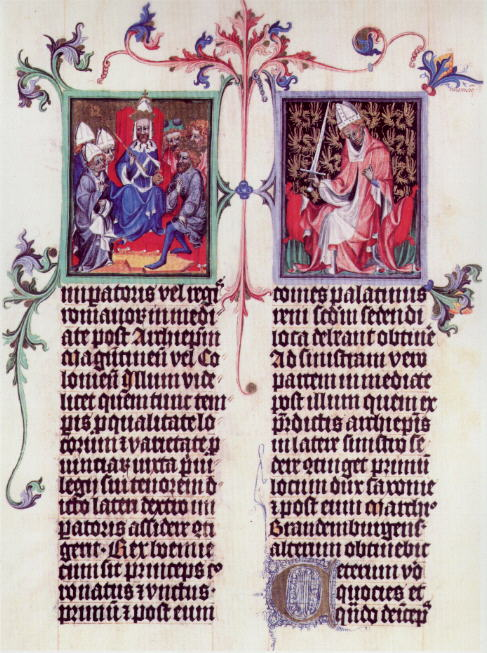
Bulle d'or : page d'une transcription de 1400

Après qu'Henri III ait continué à résister à une autre élection comme roi même après la scission des diocèses suffragants de l'Est, le pape le déclara destitué le 7 avril 1346 et nomma Gerlach de Nassau (1346-1371) comme nouvel archevêque. Bien que cela n'ait pas été accepté par le chapitre de la cathédrale de Mayence, il a néanmoins pu remplir la tâche qui lui avait été confiée de convoquer l'élection royale. Le 11 juillet 1346, les électeurs de Mayence, Cologne, Trèves, Saxe et Bohême se réunirent à Rhens et élurent Charles de Moravie, devenu Charles IV, comme nouveau roi. Charles IV promit son soutien à Gerlach de Nassau, mais ne tint pas suffisamment cette promesse, c'est pourquoi Gerlach ne put s'imposer contre Henri III de Virneburg. Même après sa mort, il ne pouvait pas encore se sentir comme le souverain de l'archevêché, car le puissant prévôt de la cathédrale Cunon II de Falkenstein s'opposait à lui. Ce n'est qu'en 1354 qu'un traité de paix fut conclu entre les deux royaumes, qui assura définitivement l'archevêché de Nassau. Durant son pontificat, en tant qu'homme politique impérial, il joua un rôle majeur dans l'émission de la Bulle d'or (1356), qui réglementa finalement l'élection du roi et le droit du nombre d'électeurs, désormais fixé à sept. Par la suite, l'électeur de Mayence a conservé le droit d'inviter et de diriger les élections. Le lieu d'élection était Francfort-sur-le-Main, qui appartenait à l'archidiocèse de Mayence. En outre, la loi impériale confirmait les décisions de l'Association électorale du Rhin, selon lesquelles la personne élue à la majorité des voix était immédiatement autorisée à exercer ses droits royaux. La Bulle d'or a donné à Mayence une position extrêmement forte dans la structure constitutionnelle de l'Empire. Elle resta en vigueur jusqu'à la fin du Saint-Empire romain germanique en 1806.

#### Grand schisme occidental
L'archevêque Gerlach fut remplacé en 1371 par Jean de Luxembourg-Ligny (1371-1373), dont le pontificat resta sans importance. Le chapitre de la cathédrale élit alors Adolf von Nassau-Wiesbaden-Idstein (1373-1390) comme nouvel archevêque. Cependant, la confirmation nécessaire de l'élection par le pape Grégoire XI (1370-1378) fut contrecarrée par l'empereur Charles IV pour des raisons politiques. Au lieu de cela, l'empereur persuada le pape de nommer l'évêque de Bamberg, Louis de Misnie (1374-1381), comme nouvel archevêque. Cependant, cette proposition ne fut pas acceptée par le chapitre de la cathédrale. Une fois de plus, un schisme se produisit, au cours duquel des conflits militaires éclatèrent entre les deux candidats au sujet des possessions de l'archevêché. Adolphe Ier conserva l'avantage dans les combats. Néanmoins, Louis de Meissen resta l'archevêque reconnu par le pape et l'empereur et, à ce titre, participa à l'élection et au couronnement de Venceslas comme roi en 1376. Cette situation ne changea pas avant 1378. Mais en avril de cette année-là, les cardinaux – de retour à Rome, Grégoire XI ayant mis fin à « l'exil d'Avignon » en 1376 – élurent Urbain VI (1378-1389) comme nouveau pape. Cependant, son administration a rapidement amené les cardinaux à s'éloigner de lui. Ils déclarèrent l'élection invalide et élurent Robert de Genève le 20 septembre 1378, qui monta sur la chaire de Pierre sous le nom de Clément VII (1378-1394). La conséquence de cette double élection fut la division de toute l'Église d'Occident.
La scission a également eu un impact sur le schisme de Mayence. Le chapitre de la cathédrale avait soumis le cas d'Urbain VI à la révision. Il se montra initialement favorable au chapitre de la cathédrale et confirma Adolphe Ier comme archevêque. Mais Venceslas, souverain de l'empire après la mort de Charles IV le 29 novembre 1378, insiste pour avoir Louis de Meissen. Venceslas était l'allié le plus important d'Urbain VI, aussi le pape retira-t-il la confirmation d'Adolphe Ier à la demande du roi. Adolphe Ier et ses alliés reconnurent alors Clément VII comme pape légitime, qui accepta volontiers l'opportunité de gagner un allié puissant dans l'empire et déclara Adolphe Ier titulaire légitime du Saint-Siège de Mayence. Les deux candidats ont ensuite insisté sur leurs affirmations. Ce n'est qu'en 1381 qu'un accord fut conclu entre le roi Venceslas et Adolphe Ier de Nassau. Les Nassauer reconnurent Urbain VI et devinrent archevêques de Mayence avec confirmation royale et papale. Louis de Meissen s'est résigné à l'archidiocèse de Magdebourg. Cela mit fin au dernier long schisme de l'Église de Mayence.
Adolphe Ier de Nassau régna sans contestation jusqu'à sa mort le 6 février 1390. Son pontificat a été caractérisé avant tout par ses efforts pour créer la sécurité et la paix dans des temps turbulents et incertains. Le même mois, le 27 février 1390, le chapitre cathédral, composé de 28 capitulaires,, élit Conrad II de Weinsberg (1390-1396) comme nouvel archevêque. Le facteur décisif pour son élection fut le fait qu'il se rangerait du côté romain dans la question du schisme papal. Il fut donc immédiatement confirmé par le pape Boniface IX (1389-1404). Conrad II tenta de maintenir la paix sur le Rhin et ses environs et conclut une alliance avec Worms, Spire et Francfort en 1392. Le soutien du landgrave de Hesse dans son élévation au rang de prince impérial s'est avéré peu chanceux. Pendant plusieurs siècles, le landgraviat de Hesse fut le grand rival des électeurs de Mayence dans la politique territoriale de l'Allemagne centrale. Grâce à son élévation au nouveau statut, elle devint encore plus puissante et surpassa bientôt les Mayençais. En octobre 1395, Konrad participe à l'assemblée électorale de Boppard, au cours de laquelle les quatre électeurs rhénans envisagent l'élection d'un contre-roi à Venceslas, perçu comme de plus en plus indigne. L'archevêque mourut après un pontificat court et par ailleurs insignifiant, le 20 octobre 1396.

### 15esiècle
Le successeur de l'archevêque fut Johann von Nassau-Wiesbaden-Idstein (1397–1419), qui avait déjà fait valoir ses droits en 1390. Il obtint le soutien du comte palatin Robert II et des citoyens de Mayence, qui avaient constamment cherché à étendre leurs droits depuis l'octroi des privilèges de liberté en 1244. Cependant, le chapitre de la cathédrale ne se prononça pas en sa faveur, mais élit comme nouvel évêque le neveu de l'archevêque de Cologne, Gottfried von Leiningen. Jean II de Nassau protesta contre l'élection du pape Boniface IX. Il accède à la demande de Nassauer et le nomme nouvel archevêque le 24 janvier 1397. Soutenu par les six autres électeurs, Jean II put immédiatement faire valoir ses prétentions et prendre possession de l'archevêché. Comme nous l'avons déjà décrit, les électeurs rhénans se méfiaient déjà de la politique du roi Venceslas avant même l'arrivée au pouvoir de Jean II. Venceslas avait l'intention de déplacer le centre de gravité de l'empire vers l'est, ce qui ne pouvait être dans l'intérêt des électeurs rhénans. En 1399, ils se réunirent à nouveau pour former le Kurverein von Boppard et déclarèrent Venceslas déposé le 20 août 1400. Un jour plus tard, à Rhens, ils élurent Rupert III du Palatinat (devenu Rupert Ier) comme nouveau roi. Bien qu'il fût partisan de l'obéissance romaine – le schisme d'Occident était toujours en cours – Boniface IX retarda sa reconnaissance. Durant cette période, Jean II et Rupert III se retrouvèrent en désaccord. Ce différend a ensuite également affecté la politique de l'Église.
En 1409, les cardinaux des deux obédiences tentèrent de trouver une solution au schisme. Ils convoquèrent le concile de Pise, qui déposa le pape d'Avignon et le pape de Rome et élit Alexandre V (1409-1410) comme nouveau pape. Cela n'a cependant pas permis de résoudre la crise de la papauté et de l'Église d'Occident : au lieu de deux obéissances, il y en avait désormais trois. Parce que Rupert était fermement attaché à Rome, Jean II se rangea du côté de l'obédience pisane, c'est pourquoi le pape Alexandre le nomma « légat né avec pleins pouvoirs », un titre auparavant réservé aux patriarches d'Orient. Le pape romain Grégoire XII (1406-1415), qui avait été déclaré déposé, déclara schismatiques les partisans du pape pisan Alexandre et poussa le roi Rupert Ier à remplacer les partisans d'Alexandre par des prélats fidèles à Rome. Grégoire XII nomma Matthieu de Cracovie comme successeur de Jean II comme archevêque de Mayence, qu'il nomma légat apostolique. Matthieu transféra immédiatement une partie de son pouvoir à l'évêque de Verden, qui déclara Jean II déposé en 1410.
Mais ce qui était bien plus dangereux pour Jean et pour l'unité de l'archevêché était que le landgrave de Hesse, Hermann II (1376–1413), était également un partisan de Grégoire XII. Hermann II a vu dans le conflit autour du pape légitime une occasion de régler le conflit vieux de deux siècles sur la suprématie territoriale de la maison de Hesse. Grégoire XII permit à Hermann II de séparer la Hesse de la juridiction de Mayence en lui permettant d'occuper lui-même les fonctions ecclésiastiques dans ses terres. Bien que Hermann n'ait pas pu obtenir le succès final, le premier pas vers une église régionale avait été fait. Au XVIe siècle, les Hessois atteignirent leur objectif.

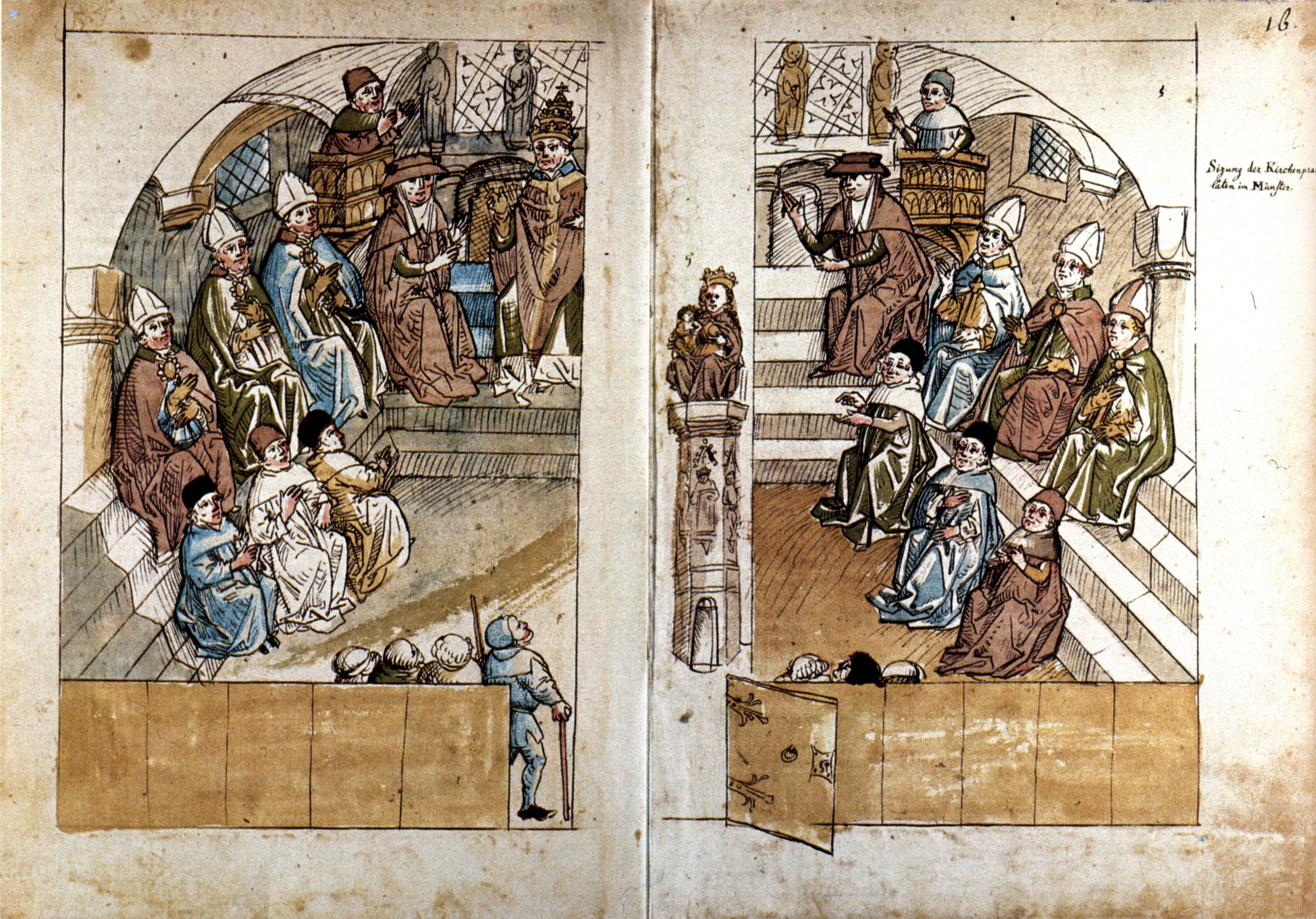
Séance du concile de Constance

Après la mort du roi Robert le 18 mai 1410, une double élection eut lieu à nouveau parmi le Collège électoral divisé. Cependant, le candidat des électeurs de Mayence et de Cologne mourut peu de temps après, ce qui explique pourquoi on choisit également le candidat des électeurs de Trèves et du Palatinat, Sigismond (1411–1437). Après de longues négociations, il parvient à convoquer le concile de Constance en 1414. L'archevêque Jean II y a également participé. Le concile avait pour but de mettre fin au schisme d'Occident. Les trois papes furent finalement destitués et l'Italien Oddo di Calonna fut élu nouveau pape, qui monta sur le trône sous le nom de Martin V (1417-1431).
L'archevêque Jean II mourut en 1419. L'un de ses derniers actes officiels fut la liquidation de l'abbaye autrefois célèbre de Saint-Alban, qui était maintenant gravement endommagée par la destruction et les difficultés économiques, et qui devint une collégiale chevaleresque.

#### Conflits
Dans les années suivantes, le diocèse fut également touché par la résistance entre le clergé et la bourgeoisie montante de la cité épiscopale. La Freie Stadt Mainz se dirigeait vers le conflit final, qui aboutirait à la défaite de la bourgeoisie et à la fin de la Ville libre. Il est significatif que le successeur de Jean ne fût pas élu dans la ville mais au château d'Ehrenfels, où le chapitre de la cathédrale choisit Conrad III de Dhaun (1419-1434). Conrad III ne prit initialement pas part à la croisade contre les Wycliffites et les Hussites proclamée par Martin V, mais se concentra plutôt sur la stabilité de l'empire. Il dut cependant bientôt renoncer au vicariat impérial qui lui avait été accordé en 1422 pour ne pas perdre le soutien des autres électeurs ecclésiastiques. Il avait besoin de leur soutien car une nouvelle guerre avec Hesse se profilait. En 1425, la guerre éclata ouvertement.
La bataille de Großenenglis conduit finalement à la paix de Francfort, conclue le 6 décembre 1427. Elle scella la fin de la domination de l'électorat de Mayence en Hesse et conduisit à une séparation du pouvoir souverain et du pouvoir spirituel. Cela eut par la suite de profondes conséquences lors de la Réforme.
Dans le conflit en cours avec les citoyens de sa ville épiscopale, Conrad III procéda d'abord avec prudence. Il confirma les privilèges des citoyens, mais ne parvint pas à mettre fin aux troubles sociaux dans la ville, car des conflits surgirent désormais également parmi les citoyens eux-mêmes. Les guildes défavorisées se battaient avec les patriciens pour plus d'influence dans l'administration de la ville. Conrad III conclut un accord de paix provisoire en 1430, qui fut suivi en 1433 par un conflit si violent entre les citoyens et le clergé que ce dernier quitta la ville. La pastorale de la ville fut interrompue et l'archevêque Conrad III excommunia également la ville. Il mourut peu de temps après. Son successeur fut Dietrich Schenk von Erbach (1434–1459), élu par les chapitres de la cathédrale de Bingen. Sa capitulation électorale montre que le chapitre cathédral ne revendique plus de droits toujours croissants sur la gestion du diocèse et de l'archevêché, comme il l'avait fait dans les décennies précédentes. Le mandat de Dietrich, qui dura un quart de siècle, fut principalement marqué par des conflits dans sa ville épiscopale, des querelles avec les landgraves de Hesse et des crises ecclésiastiques. Le clergé de la ville s'était déjà tourné vers le Concile de Bâle avant les élections, où un compromis fut trouvé entre les citoyens de Mayence et le clergé en 1435. Ce concile, résultat du conciliarisme né à Constance, fut en même temps le déclencheur de crises au sein de l'Église, déclenchées principalement par les prétentions financières du pape à l'encontre des princes spirituels. Lors des synodes provinciaux de Mayence et d'Aschaffenbourg, l'appel à des réformes globales dans l'Église s'est fait de plus en plus fort. L'archevêque Dietrich a eu une influence modératrice sur ces efforts.

#### Conflit ecclésiastique de Mayence
Après la mort de Dietrich, un évêque fut élu en juin 1459. Le chapitre de la cathédrale a dû choisir entre le comte de Nassau Adolphe II et le gardien de la cathédrale Diether von Isenburg et a finalement voté à une courte majorité pour le comte d'Isenburg. Il lui fallut immédiatement documenter la soi-disant Alliance antipalatine, qui avait déjà été conclue en 1458 à la suite d'un différend avec le comte palatin Frédéric le Victorieux. Diether forgea aussitôt une alliance et partit en guerre contre le comte palatin, mais perdit la bataille décisive de Pfeddersheim en juillet 1460. Comme Diether ne put obtenir sa confirmation papale qu'au prix de grands Servitiengelder (20 000 fl), il s'opposa aux exigences politiques, juridiques et financières de l'empereur et du pape. Pie II chercha alors à le remplacer par Adolphe de Nassau, qui avait perdu les élections en 1459. Le 1er octobre 1461, Adolphe est intronisé. Comme Diether von Isenburg n'a pas démissionné, un schisme est survenu à nouveau, que les deux partis ont tenté de résoudre militairement. Le résultat fut ce qu'on a appelé la querelle du diocèse de Mayence. Diether réussit à gagner à sa cause le conseil municipal de Mayence et le comte palatin. Frédéric Ier et ses alliés infligèrent une sévère défaite aux alliés des Nassauer en juin 1462. Cependant, Adolf n'en fut pas vaincu. Grâce à la trahison des citoyens de Mayence, il réussit à conquérir la ville de Mayence dans la nuit du 28 octobre 1462. Il confisqua aussitôt tous les privilèges des citoyens et les soumit au règne d'une vice-cathédrale nommée par l'archevêque.
Cependant, le conflit au sein du diocèse lui-même ne put être réglé qu'en octobre 1463, après plusieurs tentatives de médiation. Diether a renoncé et a été rémunéré en conséquence. Cependant, les alliances entre les deux adversaires pour l'archevêché avaient été achetées à prix d'or avec des obligations sur leurs propres biens et sur ceux de l'archevêché. Plusieurs châteaux et villes devinrent la propriété du Palatinat, de la Hesse et, pendant une courte période, de la Saxe. La régulation de la dette est restée un problème dominant dans l'archidiocèse au cours des années suivantes.
Le reste du règne d'Adolf von Nassau se caractérise avant tout par sa loyauté envers l'empereur. Adolphe se retira en grande partie du gouvernement de l'archevêché et résida à la cour de l'empereur en tant que chancelier. Le 6 septembre 1475, il meurt à Eltville.

#### Deuxième mandat de Diether von Isenburg

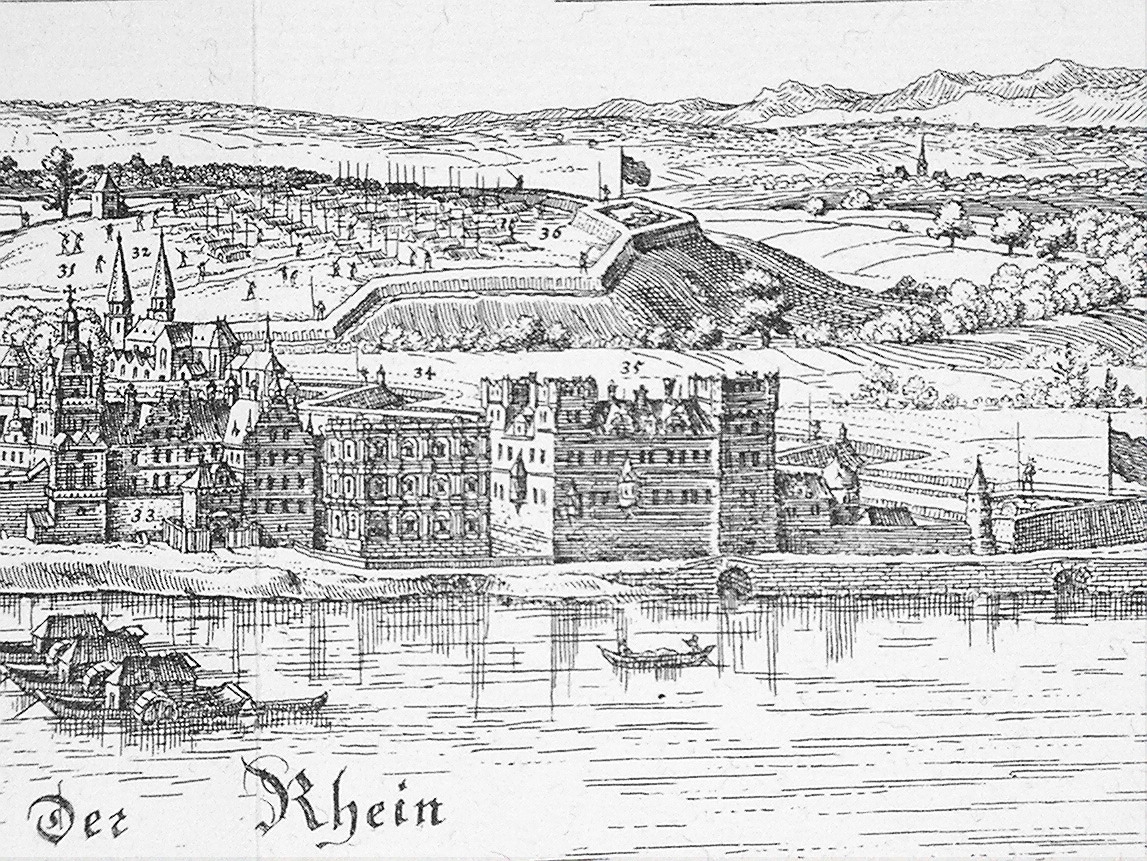
Le Martinsburg a longtemps formé une unité avec le Palais électoral construit plus tard.

Après la mort d'Adolf, le chapitre de la cathédrale élit Diether von Isenburg (1475-1482) comme archevêque, comme en 1459. En remerciement pour cette élection, le nouvel archevêque dut céder la ville de Mayence au chapitre de la cathédrale, une situation qui ne dura qu'un an environ avant qu'un soulèvement citoyen ne rétablisse le régime archiépiscopal. Diether construisit un château fort et fit de Mayence la résidence de l'archevêque. Il a également réussi à faire avancer les efforts visant à créer une université dans la ville. Le 1er octobre 1477, l'Université de Mayence a été inaugurée. Afin de conserver son territoire et surtout la ville d'Erfurt, Diether chercha une alliance avec l'électeur saxon Ernst. Il fit élire son fils Adalbert coadjuteur avec droit de succession. Après la mort de Diether, Adalbert, alors âgé de 18 ans seulement, fut intronisé à Mayence. Il fut soutenu par un gouvernement dont « l'homme fort » Berthold von Henneberg parvint à résoudre le conflit d'Erfurt par la paix d'Amorbach. Après la mort subite d'Adalbert en 1484, Henneberger lui succéda sur le trône épiscopal de Mayence.

#### Berthold von Henneberg
Le mandat de Berthold von Henneberg (1484–1504) tombe déjà à la veille de la Réforme. Les réformes internes de l'Église nécessaires initiées par les conciles de Constance (1414-1418) et de Bâle (1431-1449) ne furent pas mises en œuvre sous le nouveau pape Innocent VIII (1484-1492). En revanche, le nouvel archevêque de Mayence s'efforçait de réformer l'Église. La discipline du clergé et la promotion de la piété populaire figuraient parmi ses principaux objectifs. Il a également travaillé à un nouveau Concordat du Reich pour remédier aux déficiences largement critiquées dans l'attribution des offices ecclésiastiques et les pratiques financières papales. Mais en fin de compte, Berthold n'a pas réussi à faire valoir ces exigences.
Comme beaucoup de ses prédécesseurs, Berthold von Henneberg était avant tout un homme politique du Reich. Il participa à l'élection de Maximilien Ier, qui non seulement confirma la propriété de l'archevêque sur la ville de Mayence (comme c'était la pratique depuis 1462), mais lui confia aussi personnellement la gestion de la Chancellerie impériale. Les efforts de réforme de l'archevêque visaient à surmonter le particularisme territorial. Berthold préconisait un changement à la constitution qui impliquerait les princes et les domaines impériaux dans les organes impériaux et gouvernementaux. La maison impériale, quant à elle, prônait la création d'une autorité centrale forte.
Dans un premier temps, Berthold semble en mesure de l'emporter face à Maximilien, affaibli par les défaites militaires. En 1500, le premier régiment impérial (de) fut créé, dans lequel le roi n'avait qu'une préséance honorifique. Cependant, Maximilien refusa de coopérer, ce qui signifiait que le régiment restait inefficace. En 1502, il l'abolit à nouveau. Berthold von Henneberg avait échoué dans ses projets. Cela conduisit à un isolement politique de l'archevêque de Mayence, que même ses successeurs ne parvinrent pas à surmonter. L'absence de réformes nécessaires au niveau impérial et ecclésiastique a finalement ouvert la voie à la Réforme.

## Réformation

### Début de la Réformation

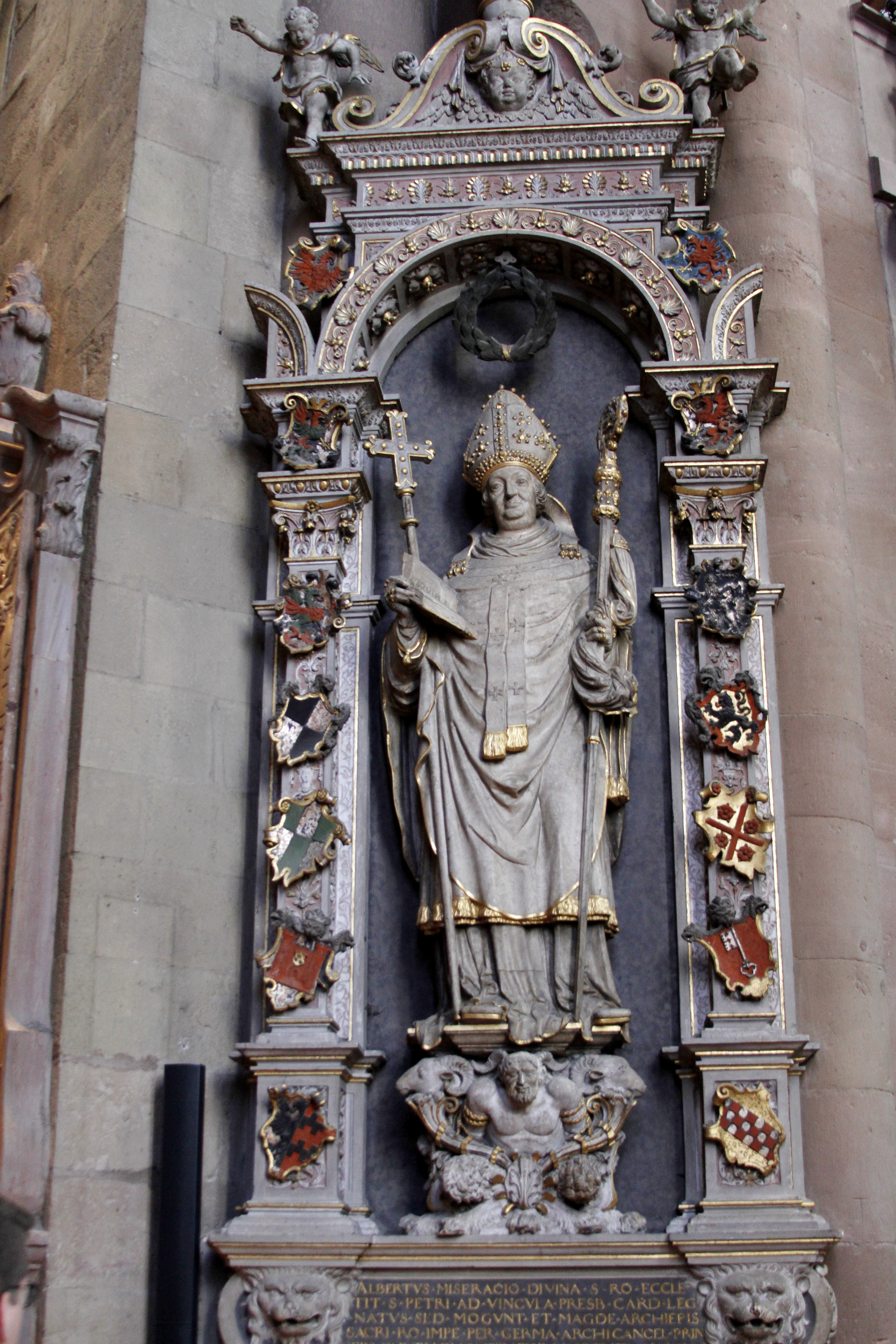
Monument funéraire d'Albrecht de Brandebourg dans la cathédrale de Mayence

Les successeurs de Berthold, Jakob von Liebenstein (1504-1508) et Uriel von Gemmingen (1508-1514), restèrent sans importance. En 1514, le chapitre de la cathédrale élit Albert de Brandebourg comme successeur d'Uriel. A cette époque, Albrecht était déjà archevêque de Magdebourg et administrateur de Halberstadt. Pour chacune de ces nominations, Albrecht dut payer d'importantes servitudes à Rome afin d'obtenir sa confirmation par le Pape. Albrecht dut contracter d'importants emprunts, qu'il dut rembourser en demandant au père dominicain Johann Tetzel de vendre des lettres d'indulgence avec l'approbation papale. Martin Luther, professeur de théologie de Wittenberg, s'opposa à cette pratique et envoya à Albrecht, dans le diocèse de Brandebourg duquel se trouvait Wittenberg, une lettre dans laquelle il prenait position sur les indulgences et leur pratique actuelle dans 95 thèses. Ce processus, en réalité assez peu inhabituel, a déclenché la Réforme dans l'Église et dans l'Empire. Pendant trop longtemps, ces deux réformes nécessaires ont été ignorées. Ce qui avait commencé comme un mouvement de réforme interne de l'Église s'est terminé en 1521 avec l'excommunication de Luther et la division du christianisme.

### Effets de la Réformation sur l'archidiocèse
La Réforme s'implante bientôt à Mayence. Des professeurs de l'université et des vicaires de la cathédrale se joignirent au nouvel enseignement. Les prédicateurs Wolfgang Fabricius Capiton et Caspar Hedio sont venus de Bâle à Mayence comme prédicateurs de la cathédrale. Capiton fut nommé au conseil d'Albrecht et Hedio obtint bientôt un poste de professeur à l'Université de Mayence. Tous deux espéraient gagner Albrecht, qui avait reçu une éducation humaniste, au parti de la Réforme. Mais les événements au niveau impérial ont changé la situation et l'attitude de l'archevêque.

#### Guerre des prêtres et perte de la Hesse
L'influent Franz von Sickingen, ministre impérial et partisan de la Réformation, déclencha en 1522 la soi-disant « guerre des prêtres » (en allemand : Pfaffenkrieg) lorsqu'il tenta d'arracher l'archevêché de Trèves à l'électeur de Trèves, Richard von Greiffenklau zu Vollrads. L'électeur a pu repousser l'attaque avec l'aide de ses alliés, le comte palatin Louis V et le landgrave Philippe Ier de Hesse. L'électeur Albert ne soutint pas les princes alliés et dut payer 25 000 florins en guise d'excuses. Le landgrave de Hesse sortit renforcé du conflit. Cette situation et la Réforme lui donnèrent l'occasion d'arracher à l'archevêque de Mayence la juridiction ecclésiastique sur les territoires hessiens, après qu'il eut déjà pris le contrôle de la région dans le passé. En 1527, l'Église réformatrice de l'État de Hesse devient une réalité.

#### La guerre des paysans
Une autre menace pour l'ordre existant de l'électorat fut les soulèvements pendant la guerre des paysans allemands, qui débutèrent dans l'archevêché en février 1525. Ils étaient principalement dirigés contre les manoirs aristocratiques et les exonérations fiscales ainsi que contre les privilèges fiscaux des villes individuelles. En mai 1525, les rebelles réussirent à forcer le gouverneur d'Albrecht, l'évêque Guillaume de Strasbourg, qui séjournait à Halle, à accepter les Douze Articles. Cependant, dans le même mois, ils furent vaincus par une armée princière. Le pouvoir archiépiscopal fut restauré et les privilèges des villes et des régions qui avaient conclu des pactes avec les rebelles furent révoqués.

### Rejet de la Réformation
La guerre des prêtres et la guerre des paysans ont conduit de plus en plus à un rejet de la Réformation dans l'archidiocèse. Cependant, des mesures anti-réforme avaient déjà commencé plus tôt. En 1523, Albert promulgua un décret visant à renforcer la répression contre la Réforme, conformément aux décisions de la Diète de Nuremberg. En 1524, les premiers prédicateurs de la Réforme furent arrêtés. En avril 1525, les citoyens de Mayence osèrent se révolter contre les privilèges cléricaux, mais durent se soumettre aux princes qui avaient gagné la guerre des paysans allemands et remettre la ville à l'archevêque. Cet épisode a mis fin à l'histoire des mouvements réformateurs à Mayence. Dans d'autres régions de l'archidiocèse, la Réformation prévalut cependant, notamment dans la ville impériale de Francfort-sur-le-Main, qui interdit la messe catholique en 1533. Ce n'est qu'après l'intérim d'Augsbourg en 1548 que Francfort restitua les trois églises collégiales et certains monastères de la ville à l'Église catholique.

### Mouvement de réforme catholique
La Réformation a permis à la revendication vieille de plusieurs décennies d'une réforme de l'Église de finalement prévaloir. Le rejet de la Réformation fut suivi par le début d'une réforme catholique, tant dans l'archidiocèse que dans l'Église universelle.
Le haut clergé de l'époque considérait qu'une réforme du clergé et de la doctrine de la foi était d'une importance particulière. Albrecht, qui – comme il s'en plaignit à un légat pontifical – savait que presque tous ses prêtres étaient en concubinage, fonda une commission spéciale pour la réforme du clergé, qui comprenait également l'évêque auxiliaire de Mayence, Michael Helding. C'est également Helding qui, en tant que prédicateur de la cathédrale de 1542 à 1544, prononça 24 sermons sur le Credo des Apôtres, le Notre Père, l'Ave Maria, le Décalogue et les sept sacrements, qui furent publiés en 1551 sous le titre de « Catéchisme allemand, c'est-à-dire d'instruction chrétienne ». Helding fut, aux côtés du prévôt de Kaiserdom et plus tard évêque d'Hildesheim Valentin von Teutleben et du prédicateur de cathédrale et plus tard évêque de Vienne, Friedrich Nausea (de), l'un des plus importants représentants de la réforme catholique dans l'archidiocèse de Mayence, auquel se joignirent également les premiers jésuites autour de Pierre Canisius à partir de 1543.
Les efforts de réforme au niveau de l'Église universelle ont conduit à la convocation du Concile de Trente par le pape Paul III (1534-1549) en 1544. L'ouverture, prévue pour mars 1545, se prolongea jusqu'au 13 décembre. Entre-temps, l'archevêque de Mayence, Albrecht, était décédé. Le chapitre de la cathédrale élit comme successeur Sebastian von Heusenstamm (1545-1555), un membre de ses rangs. Il se trouva immédiatement confronté aux problèmes de la politique impériale, c'est pourquoi il rappela à Mayence Helding, le seul clerc allemand envoyé à Trente.

### La voie vers la paix religieuse

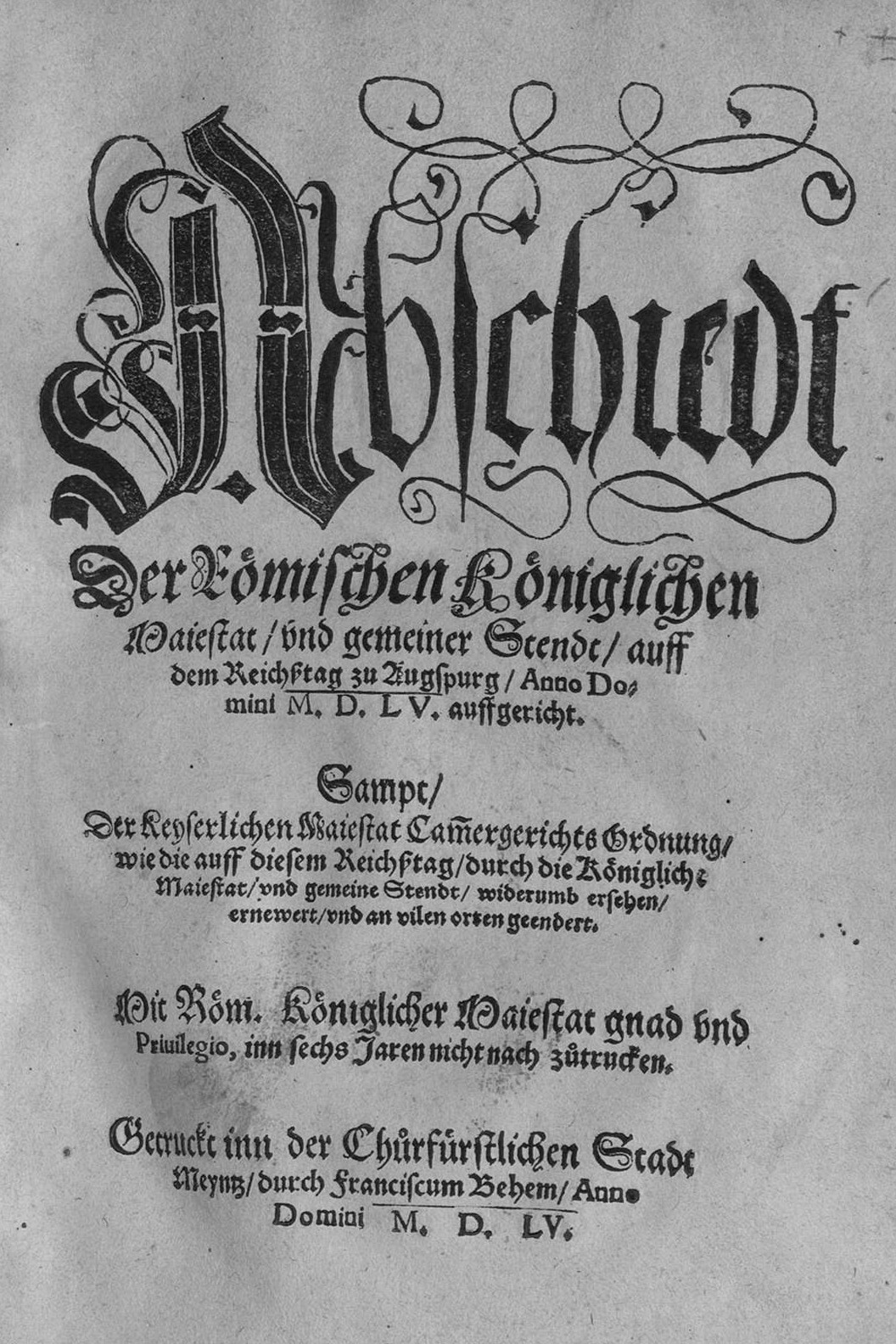
Copie de la Paix d'Augsbourg, imprimée à Mayence par Franz Behem

La Réforme avait divisé l'empire en deux confessions et mettait ainsi considérablement en danger l'unité de l'empire. Après des efforts diplomatiques infructueux, l'empereur Charles V entre en guerre en 1546 contre la Ligue de Smalkalde, dans laquelle les princes impériaux protestants s'étaient alliés. Comme Mayence se trouvait à proximité immédiate des principautés protestantes, elle essaya de rester neutre dans le conflit, mais cela s'avéra désavantageux car la Hesse faisait toujours la guerre à l'archevêché et l'empereur exigeait le paiement des contributions. L'empereur avait l'intention de forcer les protestants à assister au concile de Trente, où l'unité religieuse serait restaurée. Avant que cela n'arrive, Paul III abolit le concile en 1548. Charles V demanda alors à des théologiens, dont Michael Helding, d'élaborer un compromis religieux indépendant, ce qu'on appela « l'Intérim d'Augsbourg ». Elle devint loi impériale en 1548. L'empereur ordonna également aux évêques d'organiser des visites et des synodes dans leurs districts. Un effort de visite plus important a immédiatement commencé à Mayence, au cours duquel plusieurs congrégations de l'archevêché devenues protestantes se sont réconciliées. Cela était plus difficile dans les zones qui appartenaient uniquement à Mayence sur le plan ecclésiastique mais pas territorialement, c'est-à-dire toutes les parties de l'archidiocèse en dehors de l'État électoral. La Hesse et la Saxe y refusèrent toute visite. Cependant, un rapport de visite complet a été rédigé pour le diocèse restant, destiné à servir de base au développement de nouveaux efforts de réforme. Il a montré une structure diocésaine complètement modifiée. L'archidiocèse avait alors perdu 700 paroisses et 300 des 370 monastères au cours de la Réforme. L'archevêque Sebastian von Heusenstamm a réagi et a convoqué un synode diocésain en septembre 1548 pour montrer des moyens pratiques de réformer l'Église. Le clergé devenu protestant a également participé au synode. Sébastien chercha également à mettre en œuvre les résultats de ce synode au niveau de sa province ecclésiale, c'est pourquoi il tint un synode provincial en mai 1549 auquel furent invités les principaux bergers des suffragants.
Charles V n'abandonna cependant pas son objectif de restaurer l'unité religieuse lors d'un concile. Il exhorta le pape Jules III (1549-1555) à convoquer à nouveau le concile de Trente, ce qu'il fit en 1551. L'archevêque Sébastien et les deux autres princes spirituels prirent part aux premières discussions. Cependant, les princes protestants continuent de refuser d'envoyer une délégation au concile. Ils considéraient les efforts impériaux comme une tentative de limiter leur indépendance en faveur du renforcement de l'autorité centrale. En 1552, il y eut une révolte princière (de). Cela a finalement conduit au Traité de Passau, qui a précédé la Paix d'Augsbourg. Les protestants bénéficiaient d'un statut égal à celui des catholiques selon la loi impériale.
La révolte princière n'a d'abord pas affecté l'archevêché. Cependant, Albrecht Alcibiade de Brandebourg-Kulmbach, membre des princes rebelles, commença bientôt à faire la guerre à l'archevêché. Ses troupes attaquent Oppenheim, Worms, Spire, Aschaffenburg et enfin Mayence, où il fait piller et incendier plusieurs monastères. Mayence ne put longtemps se remettre de ce coup et l'archevêque Sébastien accusa également l'empereur, qui avait temporairement conclu un pacte avec Albrecht Alcibiade, d'avoir abandonné l'archevêché. Sébastien prône également par la suite la conclusion d'une paix religieuse impériale, qui lui semble être la seule chance de sauver les monastères spirituels. Le 25 septembre 1555, la paix d'Augsbourg est conclue.

### Contre-Réformation
Sebastian von Heusenstamm n'a pas vécu assez longtemps pour voir cet accord de paix à la Diète d'Augsbourg. La mort de l'archevêque a mis le chapitre de la cathédrale de Mayence sous pression. La Saxe électorale exigeait la direction de la Chancellerie du Reich au Reichstag, le comte palatin et le landgrave de Hesse tentèrent d'imposer Reichard von Simmern, qui penchait pour le protestantisme, comme successeur de Sébastien. Le chapitre de la cathédrale se prononça cependant en faveur de Daniel Brendel von Homburg (1555-1582). Il est possible que cette décision l'ait empêché de devenir protestante. Le pontificat de Homburg fut décisif pour l'achèvement de la réforme catholique et le début de la Contre-Réforme. Toutefois, en raison des décisions de la paix d'Augsbourg, de telles actions ont dû être limitées au territoire de l'archevêché. Une grande partie de l'archevêché était sous la souveraineté du landgrave protestant de Hesse ou du comte palatin calviniste.
Sans se laisser décourager, le nouvel archevêque s'attela à la tâche qui lui était confiée. Pour ce faire, il fit d'abord venir les Jésuites à Mayence. Des contacts avec le nouvel ordre existaient déjà en 1551. Le nouvel archevêque envoya des anciens élèves dans les collèges jésuites de Rome et de Cologne pour se former et créa les bases financières de son propre collège à Mayence. En mars 1561, un contrat officiel fut conclu entre l'archevêché et l'ordre. En octobre, les premiers jésuites arrivent à Mayence et ouvrent une école où, en plus du lycée, des cours de philosophie et de théologie sont également proposés. En 1562, l'archevêque Daniel ordonna qu'elle soit acceptée comme professeur d'université. En 1568, la charte de fondation du nouveau collège jésuite de Mayence fut émise. Ce collège fut par la suite l'établissement d'enseignement le plus important de l'archevêché pendant deux siècles. Le premier recteur de la succursale fut le père Lambert Auer (1533-1573) de 1561 jusqu'à sa mort. Les jésuites ont réussi à faire revivre la religion catholique en déclin. Les enseignements protestants qui prévalaient dans certaines parties de la population ont à nouveau disparu.
La deuxième étape fut la mise en œuvre des décrets de réforme du Concile de Trente. Le concile, interrompu après la révolte des princes en 1552, fut repris par le nouveau pape Pie IV en 1561. Les relations instables entre les deux groupes religieux ne permirent pas la participation des princes spirituels de Mayence, Cologne et Trèves. L'archevêque Daniel craignait que le comte palatin Frédéric III ne mette à exécution sa menace de séculariser l'archevêché pendant son absence. Les protestants auraient également pu considérer une visite au Concile comme une rupture de la paix religieuse. La mise en œuvre des décrets du Concile de Trente se heurta aux mêmes problèmes. L'électeur de Mayence n'a pas estimé que l'exécution forcée était appropriée. L'usage de la force aurait pu renforcer les tendances protestantes et faire intervenir les princes voisins comme puissance protectrice. Daniel comptait donc sur une mise en œuvre prudente en faisant appel à un clergé disposé à réformer.
La troisième étape fut la re-catholicisation de la région d'Eichsfeld en particulier et la préservation des monastères catholiques restants. En 1572, Daniel réussit à engager le chapitre de la cathédrale de Mayence dans le credo tridentin, ce qui fut un grand succès dans la noblesse allemande généralement protestante de l'époque. Il tourna ensuite son attention vers l'Eichsfeld, qui constituait à cette époque une partie considérable de l'archevêché, mais qui était en grande partie protestant. Pour ce faire, l'archevêque s'y rendit en 1574 et y remplaça les archevêques proches du protestantisme par des personnes qu'il appréciait. L'archevêque a rejeté la violence comme moyen de conversion, c'est pourquoi le succès de sa politique n'est devenu évident qu'à long terme. Les actions de Daniel étaient déterminées non seulement par des motifs spirituels mais aussi par des motifs politiques. Un Eichsfeld protestant aurait mis en danger l'existence territoriale de l'archevêché. La survie de l'Église catholique dans l'empire dépendait, notamment, de la stabilité des territoires ecclésiastiques. Cela était particulièrement évident dans le conflit du diocèse de Cologne, dont l'issue en faveur du côté catholique a également abouti à un renforcement de l'Église catholique à l'ouest de l'empire.

### Renouveau et réorientation religieuse
La dispute diocésaine de Cologne a éclaté après que l'archevêque de Cologne Gebhard Ier de Waldburg a annoncé sa conversion au protestantisme en 1582. Le successeur de Daniel, décédé la même année, Wolfgang von Dalberg (1582–1601), dut alors examiner avec le collège des électeurs quelle position adopter dans le conflit. Après de longues négociations, une majorité a finalement été trouvée pour le concurrent catholique de Gebhard. Mais des cas similaires ont continué à déterminer la politique impériale dans les années suivantes, et donc aussi la politique de Wolfgang von Dalberg, qui a souvent dû jouer le rôle de médiateur.
Ce faisant, il adopta une attitude plutôt médiatrice – souvent au grand dam des nonce apostolique en Allemagne. Ce n'est qu'après que le danger de sécularisation de l'archidiocèse eut été écarté grâce à la stabilisation des conditions au début des années 1990 que l'archevêque a insisté davantage pour la mise en œuvre de réformes ecclésiastiques. Bien que ces objectifs aient déjà été avancés par son prédécesseur, ils étaient loin d'être achevés partout. Au chapitre de la cathédrale, cependant, la division confessionnelle avait été surmontée. Ainsi, lorsque Johann Adam von Bicken (1601–1604) fut élu, il n'y eut plus de luttes de direction comme cela avait été le cas avec ses prédécesseurs. Son pontificat fut marqué par le renouveau de la piété catholique populaire, qui s'exprimait dans de magnifiques processions. Cependant, l'archevêque a également réprimé la pratique religieuse protestante, sans toutefois recourir à la violence directe. De plus, sous son règne, de nombreux bûchers de sorcières eurent lieu, notamment dans le haut diocèse, et ces actes se poursuivirent sous le règne de son successeur Johann Schweikhard von Kronberg (1604-1626). Johann Schweikhard s'est également principalement intéressé à la Contre-Réforme. En 1605, il publia le livre de cantiques « Manuel catholique », qui contenait également des chants allemands, et fit venir les franciscains et les capucins à Mayence. Les troubles de la Guerre de Trente Ans se répercutent sur la vie religieuse qui se développe à nouveau.

## Guerre de Trente Ans
La guerre a même ouvert de nouvelles opportunités à l'archevêché. Les victoires des armées catholiques ont permis de récupérer les territoires perdus,. C'est là que commença la Contre-Réforme. En outre, la religion catholique fut réintroduite dans de nombreux territoires du Palatinat. Les jésuites, les franciscains et les capucins ont joué un rôle décisif à cet égard. L'archevêque Georg Friedrich von Greiffenclau zu Vollrads (1626–1629) put régner en grande partie en paix, mais sous Anselm Casimir Wambolt von Umstadt (1629–1647), cette situation prit fin. La guerre s'étend à l'archevêché. Le 22 décembre 1631, le roi de Suède Gustave II Adolphe conquiert la ville. Quatre jours plus tôt, l'archevêque et sa cour étaient partis en exil à Cologne. Les Suédois planifièrent la sécularisation de l'archevêché et l'installation d'un État protestant sous Axel Oxenstierna. Les défaites militaires ont contrecarré les plans. L'archevêque Anselme Casimir put revenir au début de 1636. La garnison suédoise s'était rendue après un long siège de la ville par les troupes impériales, mais la cité épiscopale et sa population avaient subi de graves dommages. En 1644, l'archevêque doit fuir à nouveau, cette fois devant les troupes françaises. Afin d'éviter un nouveau long siège, le chapitre cathédral rendit la ville aux Français sans combat, contre la volonté de la garnison et des troupes bavaroises alliées sous le commandement de Franz von Mercy. En échange, ils laissèrent l'administration civile au chapitre de la cathédrale. La guerre et les pillages ont transformé l'archevêché ainsi que l'ensemble du diocèse en un pays détruit et partiellement dépeuplé à la fin de la guerre.

## De la fin de la guerre de Trente Ans au siècle des Lumières

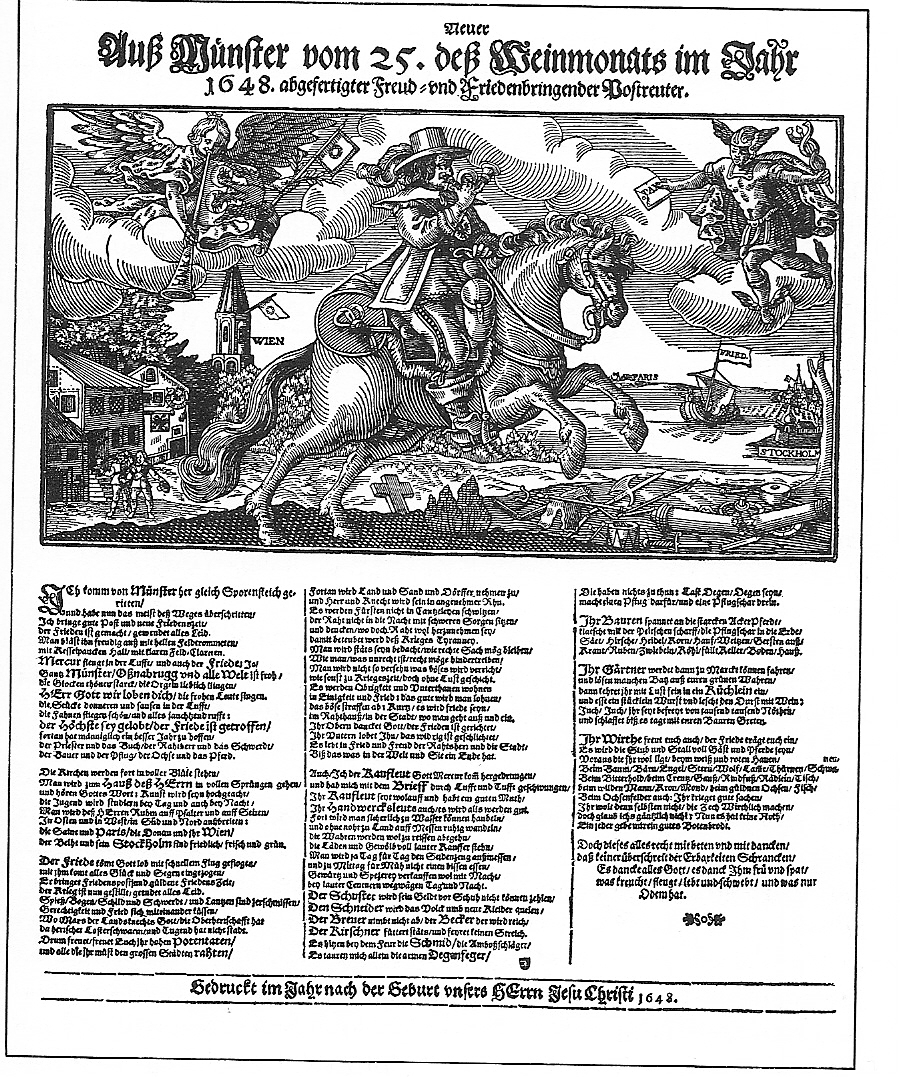
Un tract annonce la fin de la Guerre de Trente Ans

### Pontificat de Johann Philipp von Schönborn

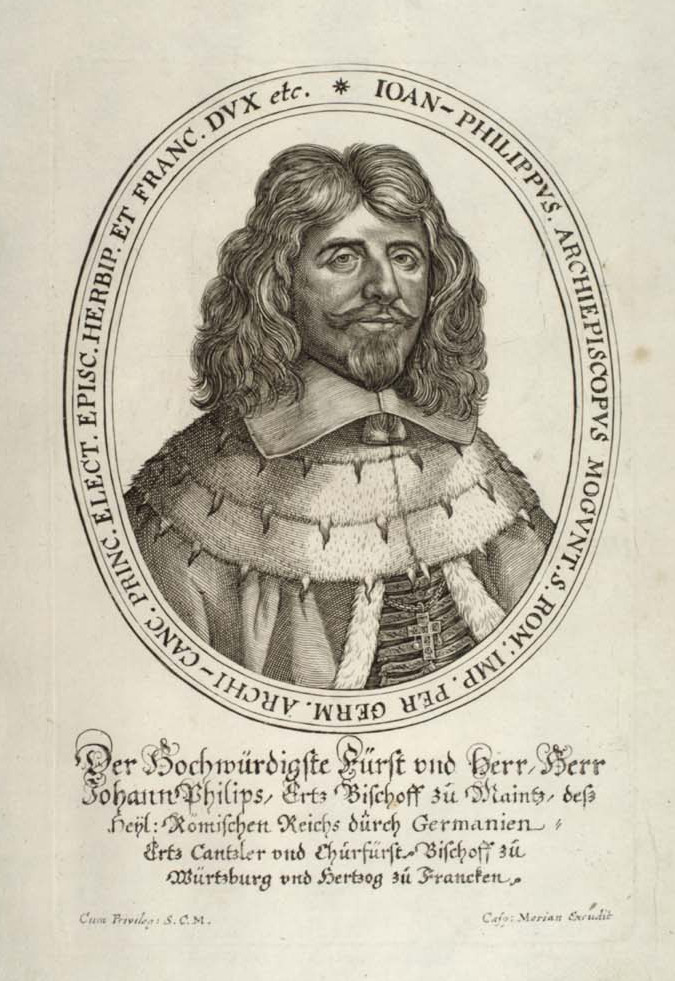
Johann Philipp von Schönborn

Dans cette situation difficile, Johann Philipp von Schönborn (1647–1673) succéda à Anselm Casimir Wambolt von Umstadt. Il s'est immédiatement mis à soulager son territoire du fardeau de la guerre. À cette fin, il négocia avec les armées impériales alliées ainsi qu'avec les Français et les Suédois. Même avant son élection comme archevêque, il était arrivé à la conclusion que la guerre ne pouvait plus être gagnée. Il a donc cherché très tôt des moyens de parvenir à un accord de paix. Il fit en sorte que les états impériaux participent aux congrès de paix de Münster et d'Osnabrück en 1644. Lorsqu'il échoua dans sa tentative de maintenir la question religieuse à l'écart des négociations, il fut l'un des premiers états impériaux à se montrer prêt à faire des concessions. Contrairement aux partisans de la ligne dure, comme le médiateur de paix papal Fabio Chigi, il n'était pas prêt à laisser un accord de paix échouer à cause de la question religieuse. En tant qu'archevêque de Mayence, Johann Philipp devint automatiquement chef du Reichstag et put ainsi jouer un rôle décisif dans la définition de la politique de l'empire. Il a ainsi joué un rôle majeur dans la conclusion d'un accord politique et religieux impérial et de la paix de Westphalie en 1648. Assurer cette paix a déterminé sa politique jusqu'à sa mort. Dans le domaine spirituel, il fut responsable de la mise en œuvre du Concile de Trente. Il ordonna l'introduction du chant grégorien dans l'archidiocèse et participa à l'édition d'une traduction de la Bible. De plus, il publia les décisions du conseil dans un document et fit élaborer un nouveau rituel qui resta en vigueur jusqu'en 1950. Il était tolérant envers les protestants. Il appela des érudits protestants à sa cour et s'efforça de parvenir à une nouvelle unité après les conflits militaires. Johann Philipp von Schönborn, décédé le 12 février 1673, est l'un des évêques les plus importants de l'histoire de l'archidiocèse.

### Pontificats de 1673 à 1695
Les règnes des successeurs immédiats de Jean Philippe furent marqués par la menace posée par les troupes françaises. Même Jean-Philippe s'était éloigné de la France après une admiration initiale en raison des politiques hégémoniques du Roi Soleil Louis XIV. Son successeur, l'archevêque Lothar Friedrich von Metternich-Burscheid (1673-1675), dut assister à l'invasion de son territoire par les soldats français. À la demande du chapitre de la cathédrale, les troupes de protection impériales entrent à Mayence. La présence de ces troupes a influencé le choix du successeur. Elle échoit à Damien-Hartard de la Leyen (1675-1678), un protégé de l'empereur. Le nouvel archevêque ne disposait d'aucune marge de manœuvre politique dans cette situation et il n'a donc guère pu avoir d'impact durant son court pontificat. Le mandat de dix mois de son successeur, Charles-Henri de Metternich-Winnebourg (1679), fut encore plus court.

### Époque baroque
Le successeur de l'archevêque Karl Heinrich en novembre 1679 fut Anselm Franz von Ingelheim (1679-1695). Dès le début de son mandat, il est confronté à la politique des réunions du roi de France Louis XIV. Selon les traités de paix entre l'Empire et la France, Louis revendiquait pour lui tous les territoires qui dépendaient des territoires cédés par l'Empire, ce qui, selon lui, comprenait également le Palatinat et les terres rhénanes à proximité immédiate de l'électorat de Mayence. Comme ni l'électorat de Mayence ni l'empire, lié par les guerres turques, n'étaient à la hauteur de l'armée française, l'électeur chercha d'abord une solution politique. Lorsqu'il s'agit de constituer une armée impériale, Anselme François donne son accord. En 1684, les territoires de la Réunion occupés sont attribués aux Français pour 20 ans. Mais Louis ne se contenta pas de cela et exigea la reconnaissance permanente des réunions ainsi que le droit d'héritage sur certaines parties de l'électorat du Palatinat, ce qui conduisit à la guerre de succession du Palatinat en 1688. Ludwig a fait envahir l'empire par son armée. En octobre 1688, Mayence est occupée. Une armée impériale encercla alors la ville afin de la reprendre. Le siège aboutit finalement à la reddition de la garnison française, mais la ville fut gravement endommagée par les combats. Déjà affaibli par les événements de la guerre, la capacité de travail de l'archevêque fut encore limitée par la goutte à partir de 1690. En 1691, un coadjuteur fut élu, mais il mourut en 1694. Le chapitre de la cathédrale a ensuite choisi Lothar Franz von Schönborn comme nouveau coadjuteur. Le neveu de l'archevêque de Mayence, Johann Philipp von Schönborn, put reprendre ses fonctions après la mort d'Anselm Franz en 1695 (1695–1729).

#### L'époque de Lothar Franz von Schönborn

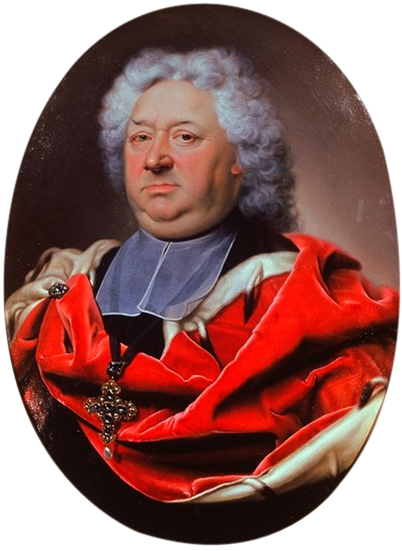
Lothar Franz von Schönborn

Le début du Frühaufklärung a largement contourné Mayence sous le pontificat du prince de l'Église Lothar Franz. Issu d'une puissante famille noble, il dirigea son diocèse et son territoire de manière centraliste et absolutiste. Son principal domaine d'activité était la politique impériale, tandis qu'il laissait le soin spirituel à ses évêques auxiliaires. Lothar Franz réussit à protéger l'électorat de nouvelles dévastations causées par la guerre de succession du Palatinat qui faisait toujours rage. Lothar Franz exerça son influence à la cour de l'empereur par l'intermédiaire de son neveu Friedrich Karl von Schönborn, qui était vice-chancelier de l'Empire à Vienne depuis 1705.
Le mandat de Lothar Franz fut marqué par un renforcement de la position catholique dans l'archidiocèse. La politique de réunion française avait déjà conduit à ce que les catholiques des régions protestantes du Palatinat, qui appartenaient spirituellement à l'archidiocèse de Mayence, se voient à nouveau attribuer des biens ecclésiastiques. Depuis 1685, l'électeur palatin est également issu de la maison catholique du Palatinat-Neubourg. L'électeur Philippe Guillaume accorda aux catholiques une pratique religieuse libre et publique sur tout son territoire. En conséquence, les structures de la communauté catholique ont été rétablies. En 1698, l'électeur décrète même que le simultaneum s'appliquera sur tout son territoire, ce qui signifie que catholiques et protestants auront accès aux églises. Cependant, cela provoqua des protestations massives de la part de l'électorat protestant de Brandebourg (proclamé monarchie en 1701). En 1705, la division de l'Église du Palatinat aboutit à un compromis qui abolit le simultanéum et garantit la liberté religieuse pour les deux confessions. Dans des cas exceptionnels, des églises simultanées ont toutefois été maintenues.

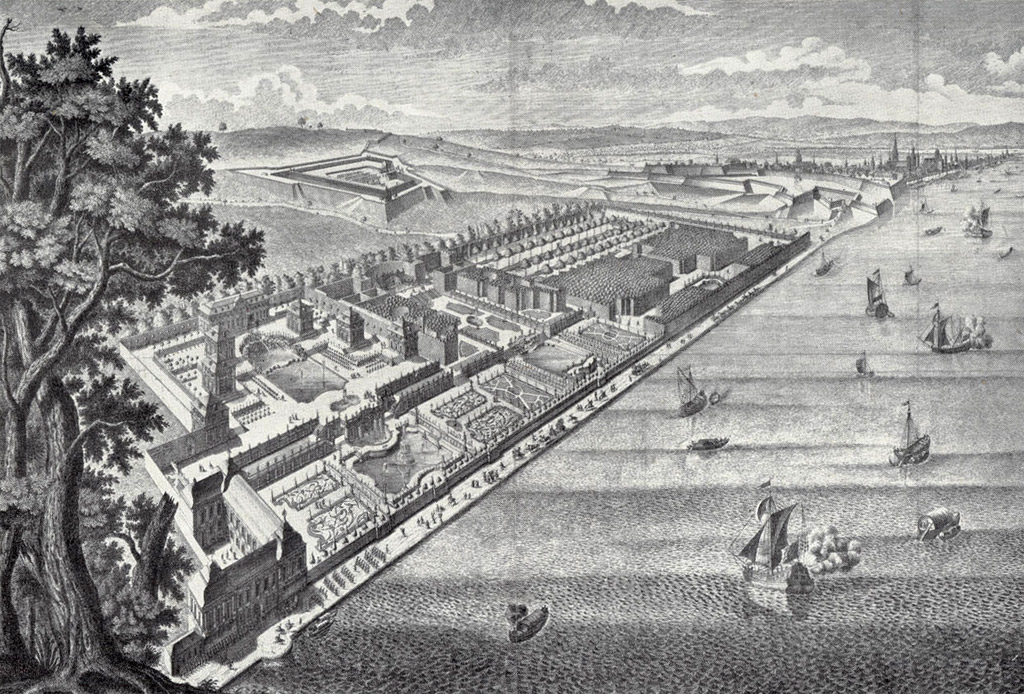
Die Mainzer Favorite

Sa ville de résidence se souvient surtout du prince électeur Lothar Franz comme d'un grand architecte. L'archevêque fit appel aux architectes les plus importants de son temps, parmi lesquels Balthasar Neumann et Johann Maximilian von Welsch. Il fit reconstruire ou réaménager des dizaines d'églises et d'édifices laïques dans le style baroque. Il construisit une nouvelle résidence d'été, la Favorite, à l'extérieur des portes de la ville. Afin de maintenir l'influence de sa famille, il fit campagne pour l'élection de son neveu Friedrich Karl comme coadjuteur. Cependant, le chapitre de la cathédrale, dont l'influence avait été considérablement réduite par le centraliste Lothar Franz, ne le suivit pas et élit à la place François-Louis de Palatinat-Neubourg (1729-1732) comme coadjuteur en 1710.

#### Successeur de Lothar von Schönborn

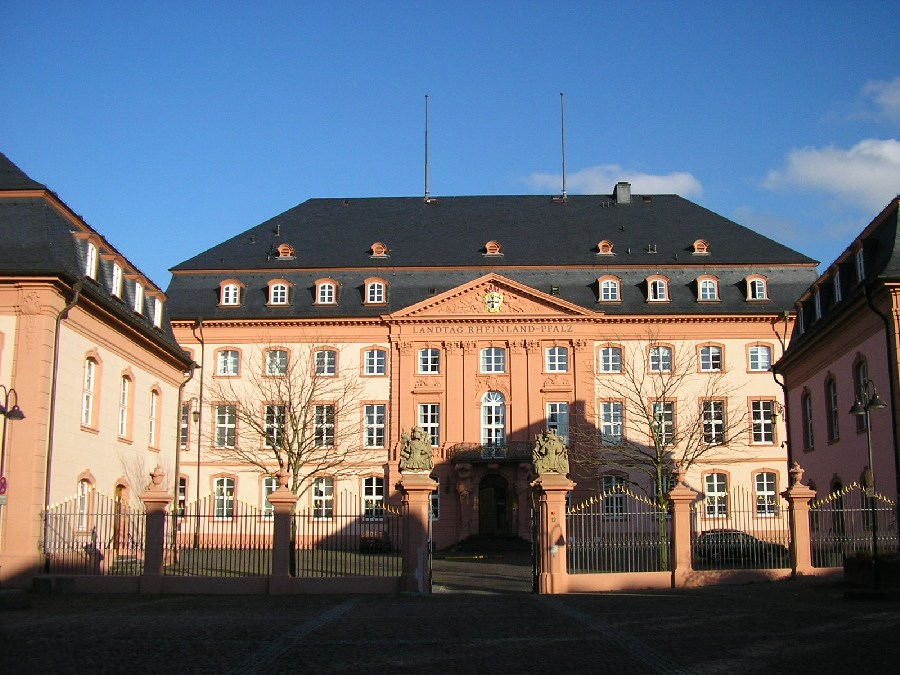
L'ancienne Commanderie de l'Ordre Teutonique, aujourd'hui siège du Parlement du Land de Rhénanie-Palatinat

Le mandat de François-Louis n'a duré que trois ans, après avoir été coadjuteur pendant 19 ans. Il n'a pas laissé de traces particulières dans l'histoire du diocèse, mais il a laissé son empreinte sur le paysage urbain. C'est à lui que remonte la Commanderie de l'Ordre Teutonique, qui est aujourd'hui le siège du Landtag de Rhénanie-Palatinat et qui, avec le château et le nouvel arsenal, caractérise les rives du Rhin de la ville.
Le successeur de François-Louis fut Philipp Karl von Eltz (1732-1743), qui avait presque 67 ans lorsqu'il prit ses fonctions. Il s'intéressait davantage aux affaires spirituelles qu'aux affaires politiques de l'Électorat. Mais en tant que prince impérial et électeur le plus haut placé, il ne pouvait pas se tenir à l'écart des processus politiques. Il se retrouve ainsi impliqué dans les conflits entre le royaume de Prusse, qui monte en puissance sous Frédéric II, et l'Autriche des Habsbourg. En promettant une pension annuelle de 100 000 florins, le prétendant autrichien au trône, François-Étienne de Lorraine, s'était assuré le vote des Mayençais aux prochaines élections. Cependant, la prétention du Lorrain au trône n'est devenue réalité que parce que l'empereur Charles VI avait attribué la succession à sa fille Marie-Thérèse dans la soi-disant « Pragmatique Sanction ». Cette sanction ne fut pas reconnue par la Prusse et ses alliés. Le résultat du conflit fut la guerre de Succession d'Autriche. Philippe Charles rompit sa promesse et, avec les autres électeurs, élut Charles-Albrecht de Wittelsbach comme empereur en 1742. Un an plus tard, il meurt à Mayence.

## Siècle des Lumières
L'époque du dualisme prussien-autrichien a entraîné une restriction du rôle politique de l'électeur de Mayence. Le successeur de Philippe Charles, Johann Friedrich Karl von Ostein (1743–1763), s'est déclaré neutre dans la guerre de Succession d'Autriche et a ainsi pu maintenir son État en grande partie à l'écart des troubles de la guerre. En 1745, l'électeur réussit à négocier le traité de Füssen entre l'Autriche et la Bavière. En 1756, Mayence se joignit à la campagne d'exécutions impériales contre le roi de Prusse Frédéric II, qui venait d'envahir la Saxe et menaçait ainsi également le territoire de l'électorat de Mayence. Frédéric a conquis la ville électorale d'Erfurt à Mayence et a exigé des contributions élevées, ce qui a ruiné les finances de l'État électoral. L'électeur Johann Friedrich Karl s'est alors déclaré neutre dans les autres conflits et a ainsi renoncé à tout rôle ultérieur dans la politique impériale.

### Processus de réforme sous Johann Friedrich Karl von Ostein

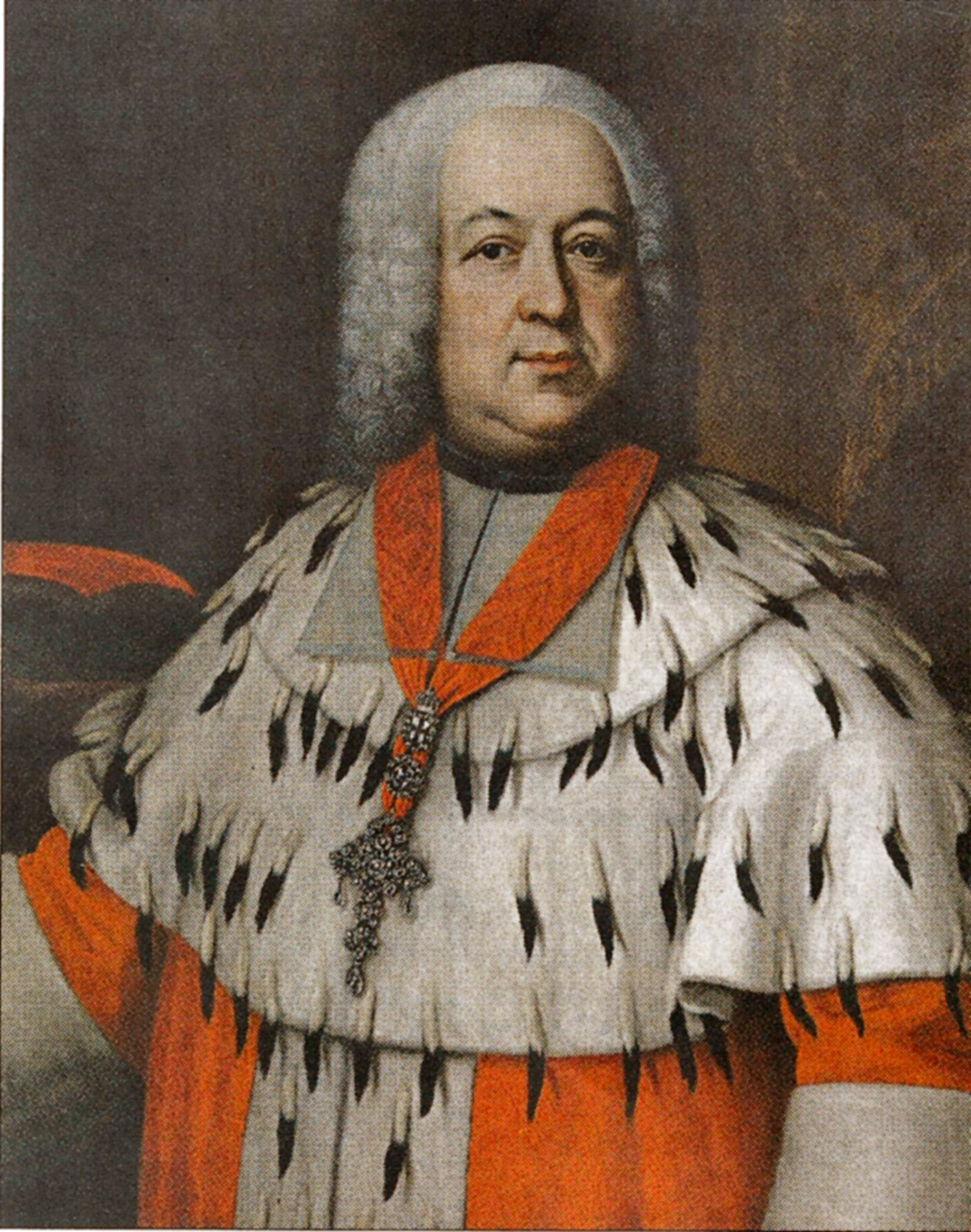
Johann Friedrich Karl von Ostein

Mais ce qui fut décisif pour le sort de l'archevêché et de l'État électoral ne fut pas tant les conflits militaires entre les grandes puissances du XVIIIe siècle, mais plutôt le début des Lumières dans l'État électoral. Le rôle décisif dans ce processus de réforme n'incombe pas à l'électeur, mais à son oncle et grand chambellan Anton Heinrich Friedrich von Stadion (1691–1768).
Von Stadion s'occupait initialement de l'économie et de l'administration. Il a aligné l'économie dans l'esprit du mercantilisme, a créé des entreprises industrielles telles que la manufacture de porcelaine de Höchst et a séparé la classe commerciale de la corporation des commerçants. Il édicta une nouvelle réglementation commerciale, créa une chambre de commerce et un tribunal de commerce et organisa deux foires commerciales annuelles dans la ville. En outre, les infrastructures et les systèmes juridiques ont fait l'objet de profondes réformes. Un autre objectif von Stadion et du Prince-électeur était l'éducation scolaire. Le système éducatif a été réformé et l'Institut Beatae Mariae Virginis, fondé par l'Anglaise Mary Ward, a été créé à Mayence pour enseigner aux filles et y gère encore aujourd'hui une école (Maria Ward-Schule Mainz).
Outre le système scolaire, le système universitaire a également subi des changements. La formation théologique a été repensée selon un nouveau concept. Toutes ces réformes affectèrent la sphère d'influence de l'ordre des Jésuites, dont la position de monopole dans le système éducatif fut une bête noire en particulier des penseurs des Lumières. Contrairement au Grand Chambellan von Stadion, qui était complètement imprégné des idées des Lumières, l'archevêque Johann Friedrich Karl a protégé les jésuites toute sa vie, ce qui leur a permis dans un premier temps de conserver leur position. Comme Osteiner abordait les réformes avec hésitation, son territoire était considéré comme plutôt réactionnaire et rétrograde par les penseurs des Lumières de l'époque. Les Lumières ne connurent leur percée à Mayence que sous son successeur.

### Application des Lumières

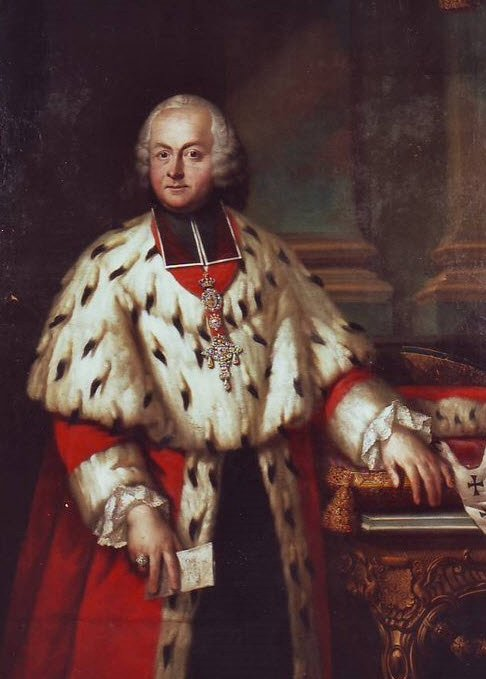
Emmerich Joseph von Breidbach zu Bürresheim

Après la mort de Johann Friedrich Karl, le chapitre de la cathédrale de Mayence choisit Emmerich Joseph von Breidbach zu Bürresheim (1763-1774). Il a constamment poursuivi les réformes menées par von Stadion et dans l'économie, la justice et le gouvernement. Contrairement à son prédécesseur, il ne prend plus en compte les droits traditionnels des jésuites lors de la réforme du système éducatif. Alors que les changements dans l'économie, la justice et l'administration étaient principalement dus à de vrais griefs, la réforme du système éducatif et de l'administration monastique était également liée à des questions idéologiques. Pour beaucoup, les Jésuites en particulier apparaissaient comme les partisans d'un système d'enseignement et d'Église dépassé. Lorsque le pape Clément XIV (1769-1774) abolit l'ordre sous la pression des gouvernements anti-jésuites, le décret correspondant fut immédiatement exécuté à Mayence et les pères jésuites furent emmenés hors de la ville dans des charrettes fermées et accompagnés d'hommes armés. Une chose similaire leur est arrivée dans le Hochstift Worms, qui appartenait à l'archidiocèse et dont le prince-évêque était également Emmerich Joseph. L'archevêque ordonna immédiatement de pourvoir les chaires vacantes. Le lycée Emmericianum fut installé dans l'ancien collège des Jésuites et le noviciat des Jésuites fut repris par le séminaire diocésain.
En plus de sa politique scolaire, influencée par les Lumières, Emmerich Joseph a représenté l'idée du nouvel épiscopalisme émergent au niveau de l'Église, avec laquelle il s'est opposé aux revendications centralisatrices de la Curie romaine. Les divergences entre les évêques allemands et le pape, issues de l'épiscopalisme, ont continué à jouer un rôle important longtemps après la mort d'Emmerich Joseph en 1774.
Lors de l'élection du successeur d'Emmerich Joseph, les opposants et les partisans de la nouvelle orientation au sein du chapitre cathédral s'opposaient de manière irréconciliable, les forces réparatrices étant majoritaires. Un jour seulement après la mort de l'archevêque, certaines commissions de réforme furent dissoutes et d'autres postes furent pourvus. Les capitulaires ont élu comme nouvel archevêque le gardien de la cathédrale Friedrich Karl Joseph von Erthal (1774-1802), qui s'était distingué en tant que représentant de la restauration. Erthal a également immédiatement répondu aux attentes de ses électeurs en limitant l'influence des forces des Lumières à la cour et en confiant la préfecture de l'école à un ancien jésuite et opposant aux Lumières, qui était également responsable de la sélection des enseignants. Les espoirs des forces réparatrices semblaient s'être réalisés. Mais il devint vite évident que l'archevêque et électeur n'était en aucun cas attaché à une seule ligne.

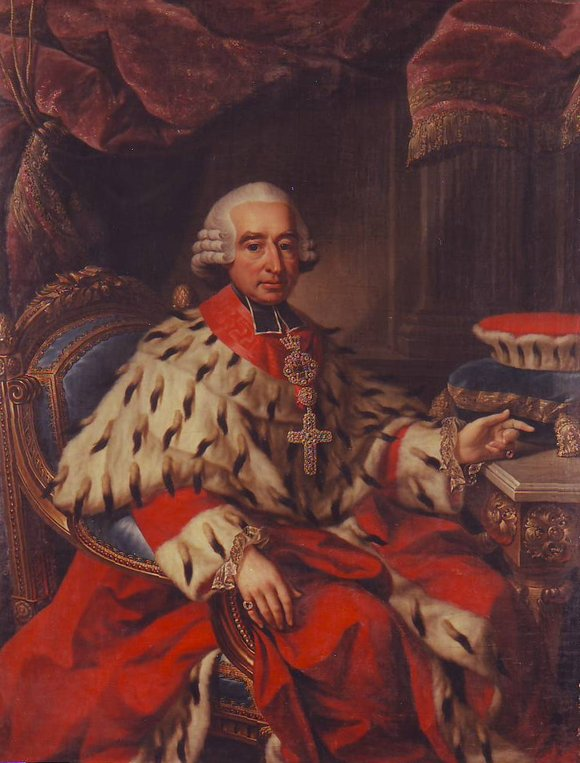
Friedrich Karl Joseph von Erthal

Dès 1774, Erthal entreprend de réformer le système scolaire rural et s'appuie sur les forces progressistes. En 1777, il revint à la politique financière et administrative moderne de son prédécesseur et la politique universitaire et ecclésiale fut à nouveau plus étroitement alignée sur les normes des soi-disant Lumières catholiques. La même année, Erthal publie un décret sur une surveillance stricte de tous les biens monastiques. Cela représentait une rupture avec la politique monastique d'Erthal par rapport à une politique déjà poursuivie par le philosophe des Lumières Emmerich Joseph von Breidbach zu Bürresheim. Au plus tard à partir de ce moment-là, la politique des électeurs fut influencée par les Lumières. En 1782, il nomma le chancelier Anselm Franz von Bentzel, démis de ses fonctions en 1774 sous la Restauration, conservateur des universités de Mayence et d'Erfurt et lui confia la réorganisation des deux institutions. Son travail a fait de l'Université de Mayence l'une des universités les plus modernes, les plus scientifiques et les plus tolérantes de l'empire.
En termes de politique impériale, Erthal a essayé de redonner de l'importance à ses fonctions. En tant que chancelier impérial, il rejoignit la Ligue des Princes en 1785, qui ne connut cependant qu'une courte durée de vie en raison des exigences prussiennes et des différences religieuses. En termes de politique ecclésiale, Erthal, comme son prédécesseur, était lié à l'idée de l'épiscopalisme. Dans cette voie, il fut soutenu par son évêque auxiliaire (depuis 1783) Johann Valentin Heimes, qui préconisait également des réformes essentielles dans le style encore baroque des services religieux, la suprématie aristocratique dans le chapitre cathédral et le célibat.
Les préoccupations en matière de réforme furent discutées lors du congrès de l'Ems, qui s'ouvrit en juillet 1786. Les délégués des archevêques de Mayence, Cologne, Trèves et Salzbourg, parmi lesquels l'évêque auxiliaire Heimes, ont discuté des droits des sièges métropolitains vis-à-vis de Rome. À la suite de la conférence, la ponctuation d'Ems (1786) a enregistré une expansion du pouvoir des métropolitains, ce qui était certainement dans l'esprit de l'évêché auxiliaire de Mayence. En soutenant le congrès d'Ems, Erthal, quant à lui, avait avant tout pour objectif de rallier les archevêques réunis à la Ligue des Princes. Lorsque cela s'est révélé illusoire, il s'est désintéressé de la convention. En 1787, il conclut un accord secret avec la Curie, après quoi son enthousiasme réformateur et politique faiblit. Quoi qu'il en soit, le moment n'était pas propice à de nouvelles initiatives : à la fin du XVIIIe siècle, l'ancien archidiocèse était au bord de l'effondrement.

## Chute de l'archevêché et de l'État électoral

### Effets de la Révolution française

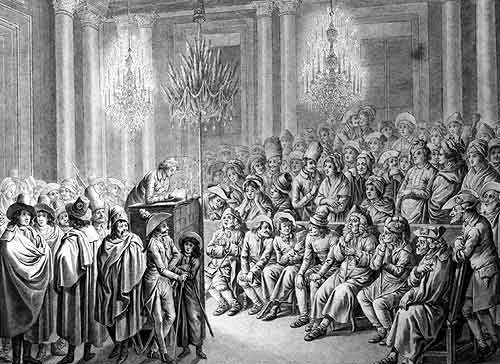
Assemblée du Club des jacobins de Mayence

La raison directe de l'effondrement de l'archevêché et de l'État électoral est venue de la Révolution française. Les forces politiques de l'empire, en particulier la Prusse et l'Autriche, considéraient les bouleversements en France comme une menace et s'unissaient contre la France. La France a répondu en déclarant la guerre à l'Autriche en avril 1792, et l'Empire a répondu en déclarant la guerre à la France en juillet 1792. Erthal a rejoint la première guerre de coalition malgré ses propres inquiétudes. Sans le savoir, il a initié la fin de son archevêché et de l'État électoral. Les principaux alliés concentraient leurs troupes au nord-ouest et laissaient donc une brèche en Rhénanie par laquelle l'armée française pouvait avancer vers Mayence en septembre 1792. En octobre, elle atteint la ville qu'Erthal et sa cour avaient déjà quittée pour Aschaffenbourg. Elle s'est rendue sans combattre. Les Français fondèrent dans la ville la première république sur le sol allemand, l'éphémère République de Mayence. En mars 1793, la ville fut encerclée et assiégée par les forces de la coalition. Après des semaines de bombardements d'artillerie, l'occupation française capitule en juillet 1793. La ville et avec elle de nombreuses églises sont détruites par ces bombardements. Les idées révolutionnaires apportées à Mayence par l'occupation ne pouvaient être inversées par la reconquête de la ville.

### Fin de l'archidiocèse
Cependant, les troupes de la coalition dans leur ensemble furent incapables de tenir tête aux armées françaises supérieures. En 1797, la paix de Campo Formio fut conclue, dans laquelle l'Autriche accepta de céder les territoires de la rive gauche du Rhin revendiqués par la France. La Prusse n'a soulevé aucune objection. Le 30 décembre 1797, les troupes françaises retournèrent à Mayence, que l'archevêque Erthal avait quitté une fois de plus et pour toujours. Mayence et les régions de la rive gauche du Rhin furent annexées à la République française. De nombreuses parties de l'archidiocèse situées dans cette zone étaient difficilement gérables au cours des deux années suivantes, ce qui était principalement dû à l'opposition fondamentale des révolutionnaires à l'Église catholique. Cela n'a changé que lorsque Napoléon est arrivé au pouvoir en novembre 1799. Napoléon cherchait à se réconcilier avec l'Église et concluait un concordat avec le pape Pie VII (1800-1823) qui lui permettait de réorganiser l'Église dans son État. Napoléon a formé le nouveau diocèse de Mayence à partir de parties de l'ancien archidiocèse et des diocèses de Worms, Spire et Metz. Il appartenait désormais à l'archidiocèse de Malines en tant que suffragant. Tous les monastères et territoires spirituels du territoire français sont sécularisés. Le 29 novembre 1801, le Pape confirme la nouvelle division des diocèses dans la bulle « Qui Christi Domini ».

### Reichsdeputationshauptschluss

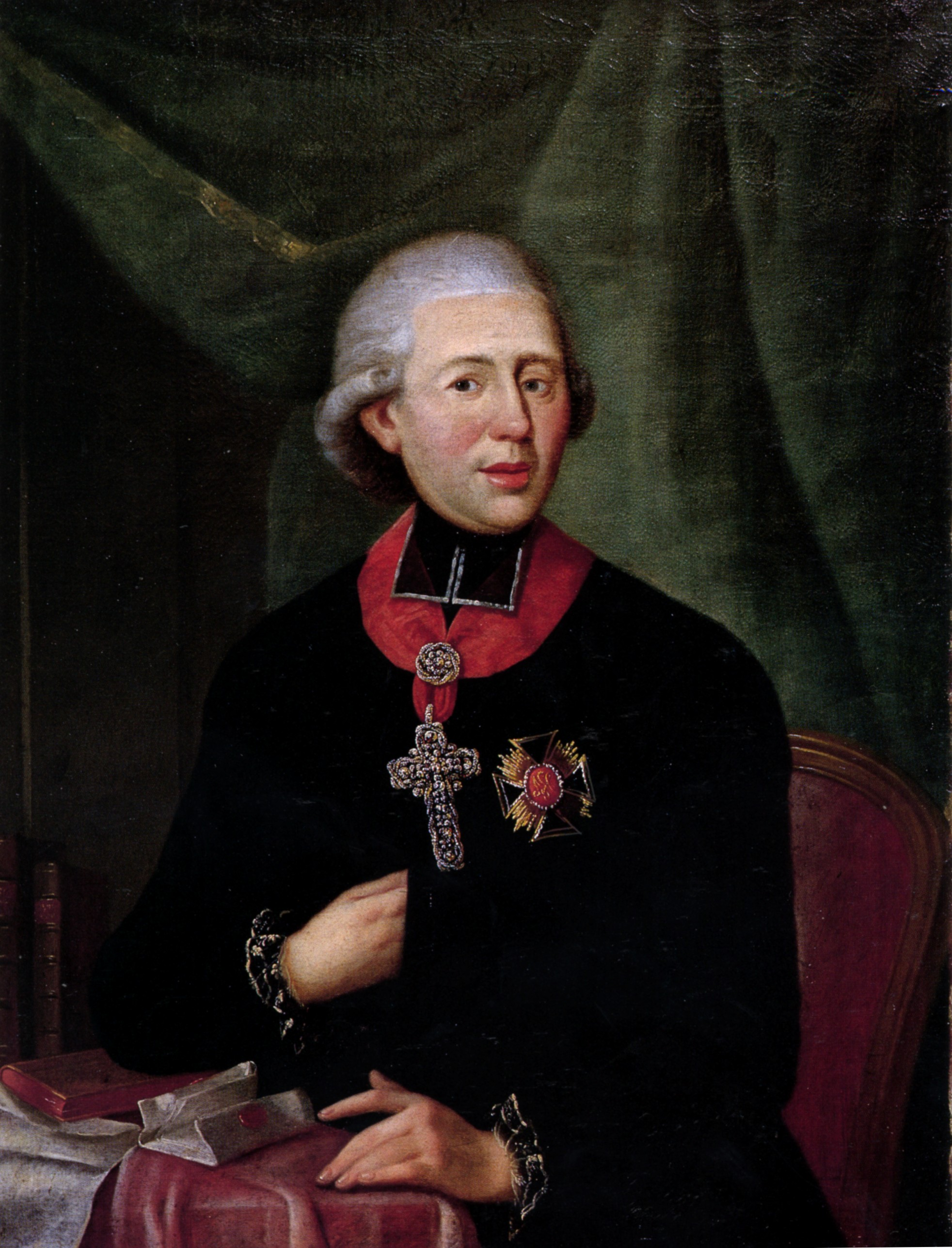
Karl Theodor von Dalberg

Erthal, qui résidait à Aschaffenburg, comprit alors que l'archevêché ne pouvait plus être sauvé. Afin de préserver au moins son État, il accepta les changements dans les limites du diocèse. En 1802, l'empereur et le Reichstag de Ratisbonne nommèrent cependant une députation impériale extraordinaire pour régler l'indemnisation des princes expulsés des territoires de la rive gauche du Rhin. La résolution principale de cette députation, adoptée le 25 février 1803 – l'électeur von Erthal étant décédé entre-temps – décrétait au § 25 le transfert de toutes les dignités de l'archidiocèse de Mayence à la cathédrale de Ratisbonne. Le 1er mai 1805, le pape Pie VII confirma le transfert. Ainsi, la province ecclésiastique, qui existait depuis 782, devint histoire. Pour le successeur d'Erthal, Karl Theodor von Dalberg, le territoire ecclésiastique nouvellement créé des principautés d'Aschaffenbourg et de Ratisbonne restait le seul de son genre. À partir de 1806, l'électeur-archichancelier du Saint-Empire romain germanique, aujourd'hui disparu, s'autoproclama Fürstprimas et se vit également attribuer Francfort-sur-le-Main. En 1810, il perdit son territoire de Ratisbonne au profit de la Bavière et fut compensé par les principautés de Hanau et de Fulde, qu'il réunit à Francfort et Aschaffenbourg pour former le Grand-Duché de Francfort. Sur la rive droite du Rhin, aucune nouvelle délimitation des diocèses n'avait encore été faite ; les territoires de l'ancien archidiocèse étaient administrés par le Vicariat général d'Aschaffenbourg jusqu'à sa dissolution définitive. Dalberg, le dernier archevêque de Mayence, décède à Ratisbonne en 1817.

## Nouveau départ: le diocèse de Mayence

### Sous la domination française
La réorganisation du nouveau diocèse fut la tâche la plus importante de l'Alsacien Joseph Ludwig Colmar (1802–1818), nommé premier évêque par Napoléon. Le nouveau territoire diocésain réunissait des parties de quatre diocèses et comprenait principalement le Palatinat. Colmar, qui avait été auparavant curé à Strasbourg, n'était plus un homme politique comme tant de ses prédécesseurs, mais avant tout un pasteur. Alors que son prédécesseur Dalberg, toujours responsable des régions de la rive droite du Rhin, cherchait une solution politique, Colmar entreprend une rechristianisation de son diocèse, qui s'accompagne de réformes internes. Colmar a réussi à sauver la cathédrale de Mayence de la démolition et à faire revivre les formes traditionnelles de piété, en particulier les processions de la Fête-Dieu. En outre, il accorda une grande attention à l'éducation religieuse. En 1805, il ouvre le séminaire de Mayence dans l'ancien monastère des Augustins de Mayence et nomme Bruno Franz Leopold Liebermann comme directeur. C'est ainsi qu'est né le Mainzer Kreis, un groupe qualifié d'ultramontain dans le jargon culturel conflictuel de l'époque. Au niveau organisationnel, il a créé une nouvelle structure paroissiale et vicariale. Le chapitre de la cathédrale de Mayence fut réorganisé et se composait désormais de dix ecclésiastiques civils. Mais quelques années plus tard, de profonds changements se produisirent à nouveau, déclenchés par la chute de Napoléon et le Congrès de Vienne en 1815.

### Redéfinition

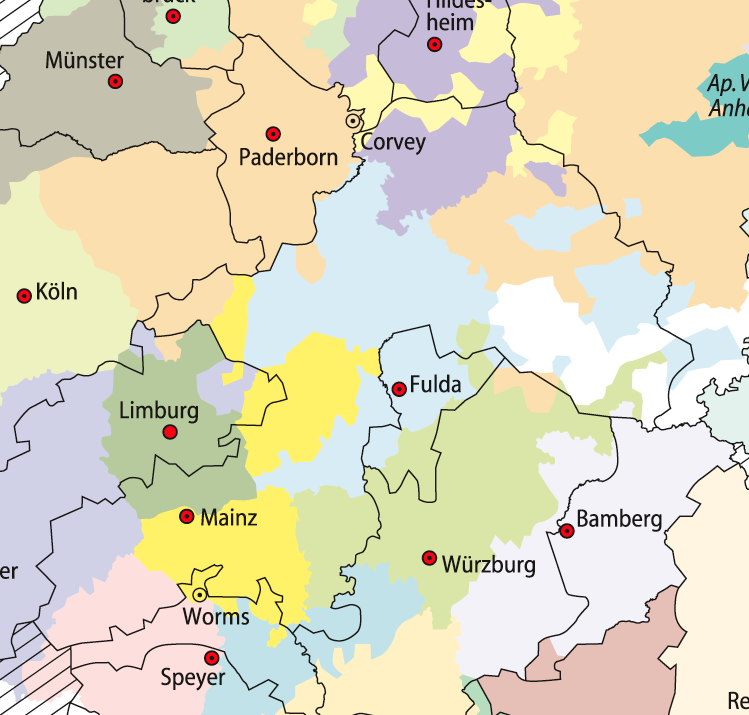
Frontières de l'ancien archidiocèse (noir) et zone du diocèse nouvellement défini (jaune)

La défaite de Napoléon entraîne l'annulation des cessions territoriales de 1797 par la paix de Paris en 1814. Cependant, une restauration des anciennes principautés ecclésiastiques est hors de question. Les territoires furent partagés entre les vainqueurs de Napoléon lors de négociations difficiles au Congrès de Vienne. La réorganisation territoriale a également conduit à une redéfinition des limites diocésaines en Allemagne. Depuis que la Bavière a reçu le Palatinat rhénan, les territoires qui s'y trouvaient ont été séparés du diocèse de Mayence et le diocèse de Spire a été rétabli. Les territoires d'Aschaffenbourg de l'ancien archevêché passèrent au diocèse de Wurtzbourg. La ville de Mayence elle-même fut attribuée au Grand-duché de Hesse (Hesse-Darmstadt).
La réorganisation de l'Église dans l'Empire ne s'est pas faite par une politique commune, comme l'avait proposé le prince primat Dalberg, mais par plusieurs concordats entre les différents États et le Saint-Siège. En mars 1818, les États de Wurtemberg, de Bade, de Nassau, de Hesse-Cassel, de Hesse-Darmstadt et de Francfort (ainsi que quelques petits États) se réunirent pour réorganiser le diocèse de Mayence. Initialement, le diocèse de Mayence devait inclure les États de Nassau, de Hesse-Cassel et de Hesse-Darmstadt. Dans ce cas, Hesse-Darmstadt réclamait le statut d'archevêché pour le diocèse. Cependant, le diocèse ne fut jamais étendu pour inclure Nassau et Hesse-Cassel. Les deux États craignaient un siège métropolitain fort à Mayence et préféraient la proposition badoise d'un nouvel archevêché de Fribourg. Le 16 août 1821, la nouvelle circonscription est inscrite dans la bulle papale de circonscription « Provida solersque ». Désormais, le diocèse de Mayence était identique à la région du Grand-Duché de Hesse (Hesse-Darmstadt). À l'exception de corrections mineures, rien n'a changé aux frontières depuis.
Un compromis concernant la nouvelle pratique de dotation en personnel n'a été trouvé qu'en 1827. En conséquence, les premiers évêques des nouveaux diocèses devaient être nommés par les gouvernements. Après cela, les gouvernements n'avaient plus que le droit de rayer les noms qu'ils n'approuvaient pas des listes de candidats présentées par les chapitres cathédraux. Ce règlement resta en vigueur jusqu'au Concordat de Bade de 1932, qui reste à son tour en vigueur aujourd'hui.

### Le diocèse et le gouvernement du Land de Hesse-Darmstadt
Le diocèse de Mayence se trouvait désormais sur le territoire d'une principauté protestante qui postulait la domination de l'État sur l'Église. Il était donc dans l'intérêt du Grand-Duc de nommer à l'évêché de Mayence un évêque qui lui soit acceptable et qui soit orienté vers l'Église d'État. Cela a inévitablement conduit à un conflit avec Rome. Le résultat fut que la chaire, devenue vacante à la mort de Colmar en 1818, ne put être à nouveau occupée pendant des années. En ce qui concerne le droit de nomination, aucun compromis ne fut trouvé avant 1827, mais le pape n'aimait pas le candidat proposé par le grand-duc Louis Ier, Carl Joseph von Wrede, qui avait auparavant adopté une position critique à l'égard des prétentions papales au pouvoir. Cette nomination n'a été faite qu'après sa mort en 1829.
Le conflit entre les ultramontains et les membres de l'Église d'État a également déterminé les années suivantes du diocèse. Il s'agissait également d'un conflit entre les Lumières et la Restauration et entre les confessions. Le mouvement ultramontain trouve ses origines au séminaire de Mayence, où s'était formée une école de théologie influencée par les philosophes de la Restauration française. Le gouvernement de l'État a finalement pris des contre-mesures et a ordonné la suppression du séminaire et la création d'une faculté catholique sous son contrôle à l'Université de Giessen.

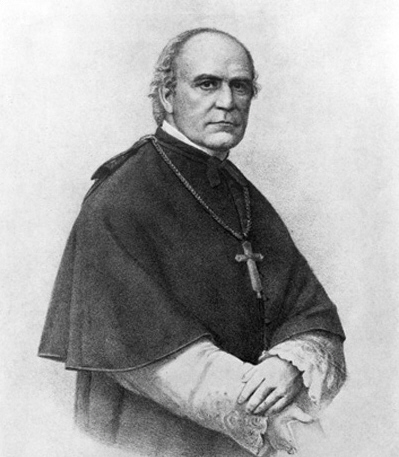
Wilhelm Emmanuel von Ketteler

Ce n'est qu'en 1851 que l'évêque Wilhelm Emmanuel von Ketteler, sans l'autorisation des autorités, établit à nouveau un « établissement d'enseignement théologique au séminaire épiscopal de Mayence ».
La seconde moitié du XIXe siècle qui commence est caractérisée par un renforcement de l'image catholique de soi. La génération modérée influencée par les Lumières s'est lentement retirée et a été remplacée par des forces de plus en plus rebelles contre l'intervention des autorités de l'État dans les affaires internes de l'Église. L'église d'État fut donc rigoureusement rejetée par ces courants. Ils ont bénéficié des bouleversements de l'année révolutionnaire de 1848. La liberté de la presse facilita la diffusion des publications catholiques, et le droit d'association conduisit à la fondation (par Adam Franz Lennig) de l'« Association pour la liberté religieuse », bientôt rebaptisée Piusverein. En octobre 1848, cette association comptait déjà 17 associations centrales avec 1200 associations locales, qui se réunissaient pour une assemblée de délégués à Mayence. C'est ainsi qu'est née la Journée catholique allemande.
La revendication centrale du Congrès catholique, qui avait à l'esprit les événements à l'église Saint-Paul de Francfort, était avant tout la liberté ecclésiastique. Le gouvernement du Land de Hesse avait déjà répondu à cette demande générale du catholicisme allemand lors de la Révolution de Mars. Cela n'a cependant pas réduit les conflits entre l'Église et l'État. Lorsque l'évêque Peter Leopold Kaiser décéda en décembre 1848, le gouvernement du Land tenta de promouvoir un candidat modéré à la présidence de l'évêque. Cependant, son candidat préféré, Léopold Schmid, échoua en raison de la résistance des forces ultramontaines au sein du chapitre de la cathédrale. Ce n'est qu'en 1850 que le siège de l'évêque fut réoccupé après une dure lutte. Les capitulaires de la cathédrale envoyèrent à Rome une proposition à trois, à partir de laquelle le pape Pie IX nomma le prévôt de Sainte-Hedwige à Berlin Wilhelm Emmanuel von Ketteler (1850-1877) comme nouvel évêque.
Ketteler s'est immédiatement attaché à restituer à l'Église les droits qui lui avaient été refusés par le gouvernement de l'État. Les mesures d'aide de l'année révolutionnaire furent supprimées en 1850. En 1854, Ketteler conclut un accord qui lui donnait la possibilité de pourvoir tous les postes de bureau de manière indépendante. Cette convention devint bientôt une pierre d'achoppement pour les milieux libéraux et protestants. En 1866, Ketteler lui-même demanda donc l'abrogation de ces dispositions, même si elles continuaient pour l'essentiel d'exister en vertu du droit coutumier.
La seconde moitié du mandat de Ketteler fut marquée par le premier concile du Vatican. Ketteler a assisté à la réunion et était dans le camp de la minorité qui rejetait une définition de l'infaillibilité papale. Cependant, Ketteler n'était pas un opposant fondamental à l'infaillibilité, mais protestait contre la conception du dogme de l'infaillibilité.

### Affrontement culturel
Les dernières années du pontificat de Guillaume Emmanuel von Ketteler furent marquées par ce qu'on appelle le Kulturkampf. Après la proclamation de l'État allemand à la suite de la Guerre franco-allemande de 1870 en 1871, l'Église catholique et ses ordres et associations affiliés furent soumis à la répression du pouvoir d'État dominé par les Prussiens. Le gouvernement du premier chancelier du Reich, Otto von Bismarck, considérait les catholiques comme des ennemis du Reich qui n'étaient pas responsables devant leur propre État mais devant le pape à Rome, donc une puissance étrangère. Von Ketteler était l'un des opposants les plus déterminés aux lois du Kulturkampf et mobilisa en conséquence l'opinion publique catholique. En 1872, l'« Association des catholiques allemands » fut fondée à Mayence pour lutter en faveur de la liberté de l'Église et contre les mesures arbitraires de l'État. À partir de 1873, le Kulturkampf s'intensifie considérablement dans le Grand-Duché de Hesse (Hesse-Darmstadt). Le gouvernement a reconnu l'évêque vieux-catholique nouvellement élu, Joseph Hubert Reinkens, et a autorisé les vieux-catholiques à utiliser les églises et les cimetières catholiques. En 1874, le gouvernement décide de la souveraineté de l'État sur les écoles et impose aux candidats au sacerdoce de fréquenter une université allemande pendant trois ans, à l'issue desquels ils doivent passer un examen d'État. Les protestations de l'évêque n'ont pas abouti. Le diocèse réagit avec une résistance passive et envoya des étudiants en théologie se former à Eichstätt ou à Rome. Les paroisses devenues vacantes n'ont pas été officiellement comblées.
Lorsque von Ketteler décède lors d'un voyage de retour de Rome en 1877, le gouvernement refuse de reconnaître son successeur élu, Christoph Moufang. Moufang avait été président du XXIe Congrès catholique allemand en 1871, au cours duquel avait été préparée la fondation de l'« Association des catholiques allemands », organisation d'opposition. L'élection d'un candidat de compromis n'a pas eu lieu. Le diocèse resta vacant pendant neuf ans et fut administré par Moufang comme administrateur. Le Kulturkampf ne s'est atténué que sous le pape Léon XIII (1878-1903). À partir de 1886, le gouvernement prussien révisa progressivement les lois du Kulturkampf et, la même année, un évêque put à nouveau être élu à Mayence. Après quelques allers-retours, le choix s'est porté sur Paul Leopold Haffner (1886-1899), membre du chapitre de la cathédrale, qui figurait déjà sur la liste des trois candidats du chapitre de la cathédrale en 1877. La Prusse et la Hesse-Darmstadt tentèrent par la suite de se rapprocher de l'Église>. En 1887, la loi sur la formation du clergé fut abrogée et, la même année, le séminaire, fermé en 1876, fut rouvert. En 1895, l'interdiction de l'ordre fut levée. D'autres lois de la période du Kulturkampf, notamment la loi instaurant le mariage civil, sont restées en vigueur. Les relations entre l'Église et l'État ont été réglementées avec la conclusion du Kulturkampf. Ce n'est qu'avec le Concordat de Bade en 1932 qu'elle fut adaptée aux nouvelles conditions politiques.

## 20esiècle

### République de Weimar
L'année 1919 marque le début de la première République allemande. Alors que le catholicisme, plus monarchique, était plutôt opposé à la nouvelle forme de gouvernement, la démocratie fut accueillie positivement par le catholicisme rhénan, y compris dans le diocèse de Mayence. Les difficultés de la République dans les premières années d'après-guerre déterminèrent également la situation de l'Église à cette époque. En mars 1921, l'évêque Georg Heinrich Maria Kirstein (1904-1921), gravement malade, reçut un coadjuteur, Ludwig Maria Hugo (1921-1935), avec droit de succession. Un mois plus tard, il accède à la charge d'évêque.
Après la Première Guerre mondiale, les aspects pastoraux occupent le premier plan. La guerre avait entraîné de lourdes pertes. Deux millions de soldats allemands ne sont jamais revenus du front. À cela s'ajoutent les expériences traumatisantes de ceux qui rentraient chez eux et de la population restée au pays, menacée par la faim. Les premières années de la République furent marquées par des troubles et des tentatives de coup d'État, ainsi que par une situation économique difficile causée par les réparations et l'inflation. Mayence et une grande partie du diocèse furent occupés par les Français (→ Occupation alliée de la Rhénanie). Les difficultés de l'après-guerre ont conduit à la fondation de la première association Caritas à Mayence.
Sur le plan politique, la période de la République de Weimar dans le diocèse a été caractérisée par une bonne entente entre le nouvel État populaire de Hesse et l'Église. La seule question qui a suscité la controverse était celle des écoles confessionnelles. En 1932, les relations entre l'Église et l'État furent redéfinies dans le Concordat de Bade.
Au niveau de l'Église, les mouvements de réforme qui existaient au début du siècle et avant commencèrent à occuper un espace plus large. Il s'agissait surtout du Mouvement liturgique, dont l'un des représentants les plus connus était le prêtre de Mayence Romano Guardini (professeur à Berlin depuis 1923). La communion des enfants, déjà demandée par le pape Pie X, fut introduite dans le diocèse, et des formes de piété comme la vénération du Sacré-Cœur furent relancées. En outre, un vaste programme de construction et de restauration d'églises fut mené, le plus remarquable étant celui de la cathédrale de Mayence, qui menaçait de s'effondrer dans les années 1920 en raison de fondations pourries. Outre de nouveaux lieux de pèlerinage, 27 paroisses ou Kuratien ont également été établies.
Mais au début des années 1930, le NSDAP devient de plus en plus populaire. Les signes entre l'Église et la politique étaient à nouveau de plus en plus conflictuels.

### National-socialisme

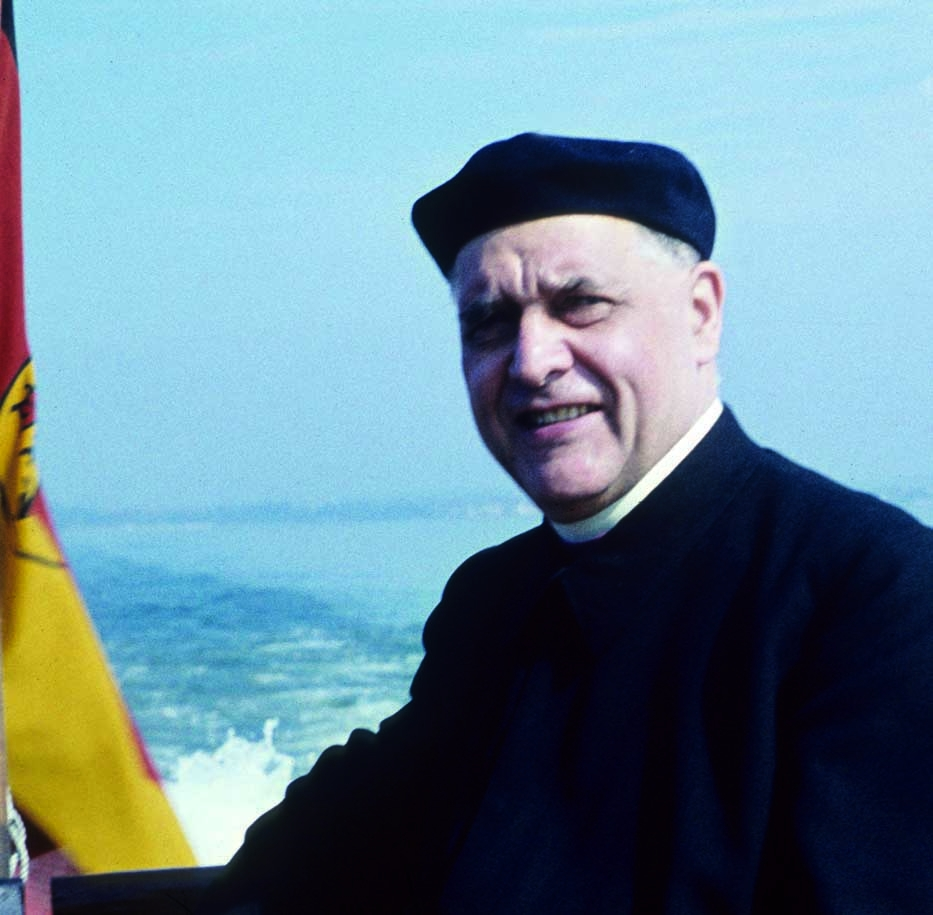
Albert Stohr

À partir de 1930, les confrontations entre l'Église et le parti NSDAP d'Hitler se multiplient. Le 1er septembre 1930, le vicaire général de Mayence, Philipp Jakob Mayer, déclare que le NSDAP fait partie des groupes interdits par l'Église. Aucun catholique ne peut devenir membre de ce parti. La participation corporative du parti aux services ou aux funérailles catholiques est interdite. Un membre d'un parti ne peut recevoir les sacrements que s'il promet de quitter le parti. Cette déclaration sévère a suscité des protestations considérables de la part du NSDAP ainsi que des discussions entre les diocèses, au cours desquelles le terme « Position de Mayence » a été développé pour la déclaration
. Cependant, cela n'a pas abouti à une approche unifiée de l'épiscopat allemand contre le mouvement nazi.
L'Ordinariat de Mayence maintint cependant son attitude strictement négative jusqu'à l'arrivée au pouvoir d'Hitler en 1933. Ainsi, le mouvement condamné par l'autorité doctrinale était devenu l'autorité légitime de l'État à laquelle il fallait obéir. Cela posa à l'épiscopat allemand des problèmes considérables quant à la manière de traiter avec Hitler et le NSDAP. Dans sa déclaration gouvernementale du 23 mars 1933, Hitler réussit à apaiser les inquiétudes des évêques concernant l'anti-catholicisme agressif du mouvement nazi en promettant un arrangement pacifique des relations entre l'État et l'Église dans le cadre d'une politique pro-chrétienne. Les évêques, dont Mgr Hugo, ont déclaré leur fidélité conditionnelle le 28 mars 1933 à Fulda, mais sans abroger la condamnation de certaines erreurs religieuses et morales contenues dans les mesures précédentes. Les anciennes réglementations concernant la réception des sacrements et la participation aux services religieux en uniforme restaient en vigueur, mais ne pouvaient de facto plus être maintenues et étaient truffées d'instructions contradictoires. L'attitude personnelle de l'évêque de Mayence et de son vicaire général à l'égard de la déclaration n'est pas connue.
Le Concordat du 20 juillet 1933, promis par Hitler dans sa déclaration du 20 mars, a suscité des espoirs supplémentaires quant à la fin de l'hostilité agressive des nazis envers l'Église catholique. Cela s'avéra bientôt une grave erreur : Hugo, dont la position oppositionnelle n'avait pas été oubliée, fut à plusieurs reprises la cible de l'agitation nationale-socialiste et, malgré les garanties du Concordat, les associations et clubs catholiques furent dissous et remis au pas. La presse catholique a subi un sort similaire. Hitler n'a jamais pensé à adhérer au Concordat du Reich.
En juillet de la même année, Ludwig Maria Hugo (1935-1961) fut remplacé par Albert Stohr, qui partageait la position de son prédécesseur concernant l'idéologie nazie et l'avait clairement exprimée. Il fut immédiatement confronté à de nouvelles mesures du gouvernement dirigé par le NSDAP contre l'Église. Les nazis ont commencé à mener des procès contre des membres de l'ordre et des prêtres pour des délits présumés liés à la morale ou à la monnaie. Lorsque le pape Pie XI publia l'encyclique Mit brennender Sorge le 21 mars 1937, les mesures devinrent encore plus dures. Il y a eu des arrestations et des détentions dans des KZ. À partir de 1938, les écoles catholiques du diocèse furent fermées et, en 1939, il fut interdit au clergé d'enseigner l'éducation religieuse dans les Volksschulen, bien que cela puisse être fait par des enseignants laïcs. La même année, le monastère d'Ilbenstadt fut fermé et le séminaire dut cesser ses activités.
Stohr se comportait politiquement de manière réservée à l'extérieur, mais au sein de l'Église, il appartenait au camp de l'évêque de Berlin et opposant au régime Konrad von Preysing. La Conférence épiscopale n'a cependant jamais été en mesure de s'entendre sur une voie commune et est donc restée silencieuse face aux crimes du régime nazi.

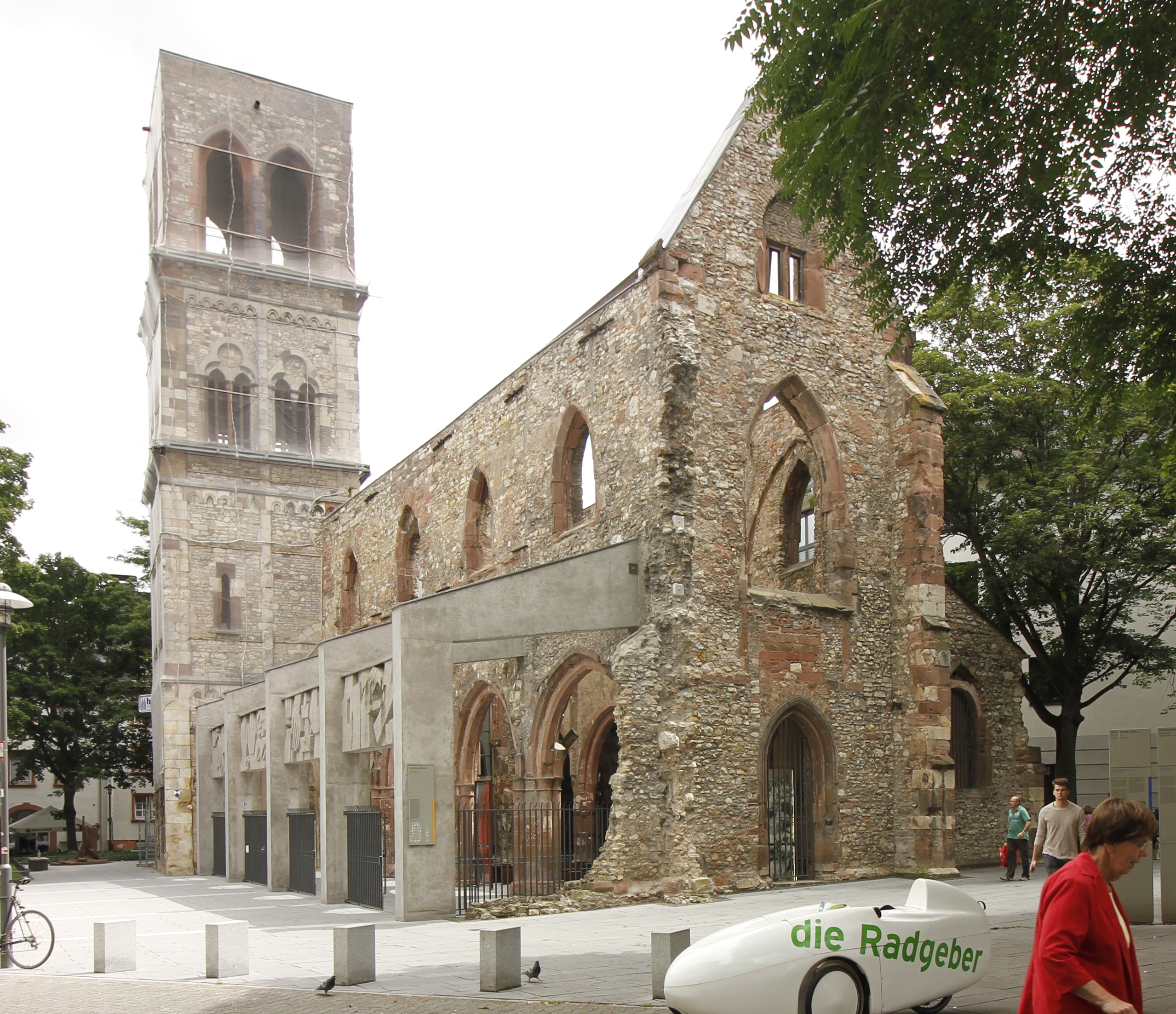
Ruines de l'église paroissiale St. Christophe

À partir de 1942, Mayence et son diocèse furent de plus en plus touchés par la guerre. La cité épiscopale fut détruite à 80% par les bombes le 27 février 1945. Au monastère de l'Adoration éternelle, tout le couvent a été détruit, à une exception près. Les villes de Bensheim, Bingen, Darmstadt, Offenbach et Worms du diocèse ont également été gravement touchées.

### Période d'après-guerre, réforme et présent
La guerre prit fin pour Mayence le 21 mars 1945. De grands défis étaient confrontés au diocèse. Les années à venir furent marquées par les défis de la reconstruction et de l'intégration des réfugiés et des déplacés venus de l'Est. En 1945, le diocèse comptait 450 000 catholiques. En 1960, ce nombre était passé à 710 000. De nombreux réfugiés et personnes déplacées se sont installés dans les zones de la diaspora. Le gouvernement fédéral voulait améliorer les relations entre les confessions religieuses. Cela a entraîné un changement profond dans les structures pastorales du diocèse. De nouvelles églises et paroisses ont dû être construites. Plus d'une centaine d'églises ont été construites avant la fin du mandat de Stohr en 1961.
En 1946 Mayence est devenue la capitale du « Land Rheinland-Pfalz » nouvellement fondé. Elle était déjà devenue ville universitaire en 1946, ironiquement à l'initiative des forces d'occupation françaises, qui avaient dissous l'ancienne université à la fin du XVIIIe siècle. Le diocèse a conservé ses frontières et se trouve désormais sur les territoires des États de Hesse et de Rhénanie-Palatinat (Bad Wimpfen est une enclave du Bade-Wurtemberg). En 1952, Stohr a réussi à faire adopter la création d'écoles confessionnelles, qui sont restées en place jusqu'aux amendements constitutionnels correspondants de 1967 et 1970.
Le renouveau religieux s'est produit lors de la Journée jubilaire catholique de 1948, à laquelle se sont réunis 180 000 catholiques, et lors du synode diocésain de Mayence en mars 1955. Le concile Vatican II, ouvert en 1962, a eu un impact bien plus grand sur la vie religieuse. Le successeur de Stohr, Hermann Volk (1962-1983, † 1988), participa à l'assemblée de l'Église et fut élevé au rang de cardinal en 1973. Il fut le premier cardinal du diocèse depuis Albert de Brandebourg au XVIe siècle. Les décisions du concile ont été mises en œuvre lors du Synode commun des diocèses de la République fédérale d'Allemagne à Wurtzbourg de 1971 à 1975. Aujourd'hui encore, ils déterminent la vie quotidienne et la constitution de l'Église catholique en Allemagne.
En 1983, Karl Lehmann succède à Volk, qui avait démissionné pour des raisons d'âge. De 1987 à 2008, il a été président de la Conférence épiscopale allemande et, en 2001, il a également été élevé au rang de cardinal. Son pontificat comprenait, entre autres, la réunification allemande. Au sein de l'Église, nous sommes de plus en plus confrontés au problème du nombre croissant de personnes qui quittent l'Église et à la pénurie de prêtres.[style à revoir] La démission de Lehmann a été acceptée par le pape François en mai 2016, le jour de son 80e anniversaire, qui a nommé Peter Kohlgraf comme nouvel évêque en avril 2017 après une vacance du siège de près d'un an.

## Articles annexes
- Liste des évêques de Mayence
- Liste des évêques auxiliaires de Mayence (de)
- Église catholique en Allemagne

## Biblioraphie
- (de) Friedhelm Jürgensmeier (de), Das Bistum Mainz. Von der Römerzeit bis zum II. Vatikanischen Konzil : (Geschichte), Frankfurt am Main, Knecht Verlag, 1988 (ISBN 3-782-00570-8)
- (de) Friedhelm Jürgensmeier (Hrsg.), Handbuch der Mainzer Kirchengeschichte, Würzburg, Echter Verlag, 1997–2002.
  - vol. 1 : Christliche Antike und Mittelalter, Würzburg, Echter Verlag, 2000 (ISBN 3-429-02258-4) (deux demi-volumes 1/1 numérisation et 1/2 numérisation).
Chapitre cités :
    - Ernst Dassmann, Das Bistum in römischer und fränkischer Zeit.
    - Franz Staab (de), Die Mainzer Kirche im Frühmittelalter.
    - Ernst-Dieter Hehl, Die Mainzer Kirche in ottonisch-salischer Zeit.
    - Friedhelm Jürgensmeier, Das Erzbistum während des Investiturstreits.

  - vol. 2 : Günter Christ et Georg Mai, Erzstift und Erzbistum Mainz. Territoriale und kirchliche Strukturen, Echter Verlag Würzburg, 1997 (ISBN 3-429-01877-3, lire en ligne)
  - vol. 3 : Neuzeit und Moderne, Echter Verlag Würzburg, 2002 (ISBN 3-429-02425-0) (deux demi-volumes 3/1 numérisation et 3/2 numérisation).
Chapitre cités :
    - Hermann-Josef Braun, Das Bistum von 1918–1945.
- (de) Hans Werner Nopper, Die vorbonifatianischen Mainzer Bischöfe, Norderstedt, Books on Demand, 2001 (ISBN 3-8311-2429-9)
- (de) Georg May, « Der Mainzer Erzbischof als Primas », dans Winfrid Aymans, Heribert Schmitz et Karl-Theodor Geringer, Archiv für katholisches Kirchenrecht, vol. 164, Mainz, Kirchheim & Co GmbH, 1995 (ISSN 0003-9160).
- (de) Joseph Selbst (de), Mainzer Kirchengeschichte für den Unterrichtsgebrauch, 1892

Retravaillé et complété en 1950 par Adam Gottron (de) et Anton Philipp Brück (de)
- (de) Helmut Hinkel (de), Fides Moguntina – Studien zur Mainzer Kirchengeschichte, Mainz, Nünnerich-Asmus Verlag, 2013 (ISBN 978-3-943904-34-5)
- (de) Claus Arnold (de) et Christoph Nebgen (de) (Hrsg.), Lebensbilder aus dem Bistum Mainz, vol. 1 : Elf Porträts, Mainz/Würzburg, Echter, coll. « Neues Jahrbuch für das Bistum Mainz », 2016
- (de) Claus Arnold et Christoph Nebgen (Hrsg.), Lebensbilder aus dem Bistum Mainz, vol. 2 : Vierzehn Porträts, Mainz/Würzburg, Echter, coll. « Neues Jahrbuch für das Bistum Mainz », 2017
- (de) Claus Arnold et Martin Belz (Hrsg.), Lebensbilder aus dem Bistum Mainz, vol. 3 : Zehn Porträts, Mainz/Würzburg, Echter, coll. « Neues Jahrbuch für das Bistum Mainz », 2020